# 산-염기 항상성

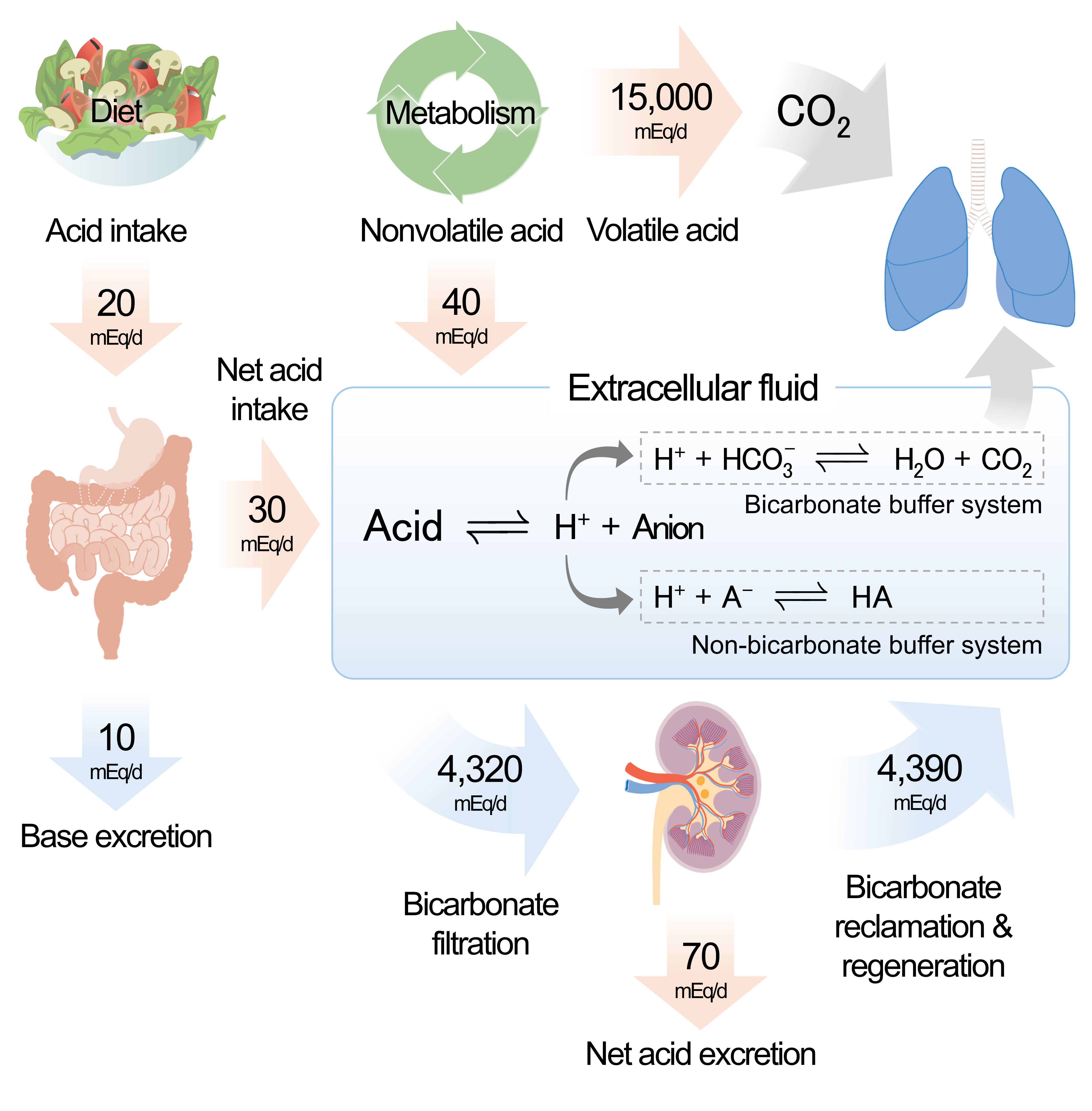
사람은 끊임없이 산을 생성·섭취하는데, 이에 맞서 항상성을 유지하는 방어선이 셋 있다. 먼저 혈액 속에는 여러 완충계가 있어, 산이 유입되어서 생긴 pH 변동을 즉시 완화하여 준다. 호흡계통은 휘발성 산을 이산화탄소의 형태로 제거한다. 마지막으로 콩팥은 호흡계통이 제거하지 못하는 비휘발성 산을 오줌으로 내보낸다.

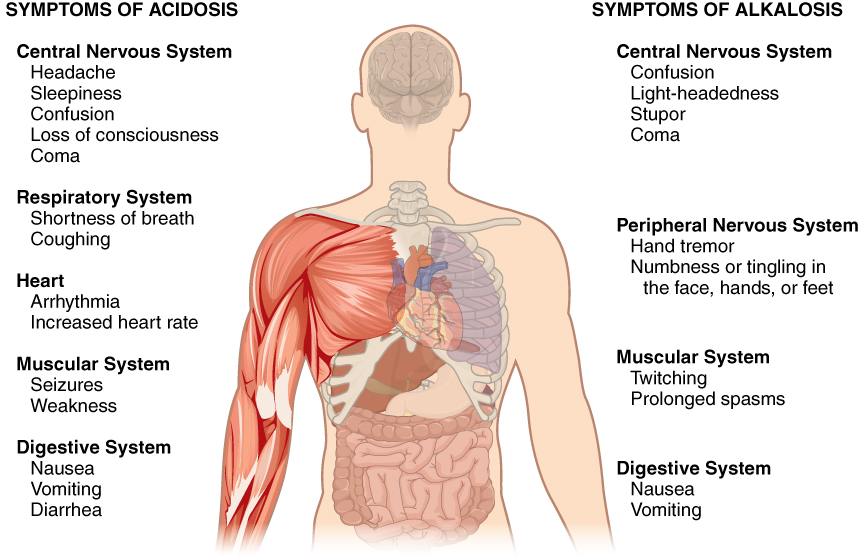
산혈증과 알칼리혈증에서 나타날 수 있는 증상들.

산-염기 항상성(酸-鹽基恒常性, 영어: acid-base homeostasis)은 생물이 세포와 체액의 수소 이온 농도 또는 pH를 조절하는 항상성 기제이다. 많은 경우, 생물을 둘러싼 환경에 수소 이온은 매우 낮은 농도로만 존재한다. 하지만 수소 이온은 반지름이 매우 작아 전하 밀도가 높기 때문에 주변에 강한 전기장을 만든다. 따라서 수소 이온 농도가 조금만 바뀌어도 용액 속 각종 분자의 입체구조적 변화가 일어날 수 있다. 특히 효소 등 단백질은 수소 이온 농도에 따라 2차·3차 구조가 크게 변할 수 있어 매우 좁은 pH 범위 안에서만 제대로 기능하곤 한다. 이런 까닭에 많은 생물은 세포와 그 주변의 수소 이온 농도를 정밀하게 조절하는 기제를 갖추고 있다. 예컨대 건강한 사람의 혈장 등 세포외액은 pH가 7.32~7.42 사이로 엄격하게 조절된다. 태아도 성인과 정상 pH가 다르기는 하지만 좁은 범위로 유지되는 것은 마찬가지여서, 배꼽정맥 pH는 7.25~7.45, 배꼽동맥 pH는 7.18~7.38이다.
변화하는 환경 속에서 세포의 pH를 일정하게 유지해야 한다는 과제는 식물이나 세균을 비롯하여 모든 생물이 마주하는 보편적인 도전이지만, 이 문서에서는 동물, 그 중에서도 특히 사람에 주로 초점을 맞춘다. 사람 몸에서는 세포 대사가 쉴새없이 일어나 각종 유기산이 만들어지며, 무기산 역시 대사로 생성되거나 음식 섭취로 유입된다. 또한 대변을 통해서는 염기가 빠져나간다. 산·염기가 얼마나 출입하는지 그 양을 짐작하기란 매우 어렵지만, 체내에서 대사 산물로 만들어지는 유기산의 양만 따져도 하루에 약 15,000 mEq에 이르고, 그 밖에 산의 생성·섭취 및 염기 배설을 고려하면 하루에 산을 알짜로 약 70-80 mEq을 얻는 셈이라고 추산된 바 있다. 이처럼 산이 계속 만들어지거나 유입되는데도 사람 체액의 수소 이온 농도는 변화가 크지 않아 pH 7.4에서 거의 벗어나지 않는다. 여러 기관계가 함께 작용하여 산-염기 항상성을 유지하기 때문이다.
산-염기 항상성이 유지되지 못하면 체액의 수소 이온 농도가 비정상적으로 높아지거나 낮아질 수 있다. 동맥혈의 pH가 정상 값인 7.4보다 심하게 낮아지는 경우를 산혈증(acidemia), 높아지는 경우를 알칼리혈증(alkalemia)이라고 한다. pH가 6.8 미만으로 낮아지거나 8.0보다 높아지면 사람은 수 시간 이내에 죽는다. 보통 pH 7.35 미만을 산혈증, 7.45 이상을 알칼리혈증이라고 본다. 갖가지 항상성 기제 가운데 하나가 망가지더라도 나머지가 더욱 활발하게 작동하여 보상하곤 하기에, pH만 보고 산-염기 항상성을 평가하기는 어렵다. 따라서 산-염기 장애(acid-base disorder, acid-base disturbance)는 실제로 나타난 변화가 아니라 경향성을 기준으로 정의된다. 체액을 산성화하는 경향을 보이는 기제나 과정이 있으면 이를 산성혈증(acidosis) 또는 산증이라고 하며, 체액을 알칼리화하는 기제나 과정이 있으면 알칼리증(alkalosis)이라고 한다. 겉으로 드러난 pH 변화는 여러 산증·알칼리증이 중첩된 결과일 수 있다.
사람의 산-염기 항상성을 이해하는 방식은 시대에 따라 계속 바뀌어 왔으며, 사람 몸의 산-염기 항상성에 영향을 미치는 요인과 기제를 어떻게 설명해야 마땅한지, 산-염기 장애를 평가하고 구분하는 방법은 무엇이 가장 적절한지 지금까지도 의견이 갈린다. 로런스 조지프 헨더슨과 도널드 밴슬라이크가 산염기 생리학의 기틀을 닦은 뒤로 지금까지 가장 널리 받아들여지는 것은 중탄산염 완충계의 역할이 핵심이라고 보는 시각이다. 헨더슨-하셀바흐 방정식에 의해 탄산수소 이온과 이산화탄소의 비가 체액의 산염기 상태를 결정하며, 호흡계통이 이산화탄소 분압을 조절하고 콩팥이 탄산수소 이온 농도를 조절함으로써 균형이 유지된다. 다만 이산화탄소 분압과 탄산수소 이온 농도만으로 환자의 산-염기 장애를 판단할 수 있는지, 아니면 염기과잉 등 더 정교한 도구가 필요한지 여부를 두고 견해차가 있다. 한편 캐나다의 생리학자 피터 스튜어트는 중탄산염 완충계를 중시하는 관점에 반대하며, 체액의 전체 전해질 상태를 반영하는 강이온차이(strong ion difference, SID) 개념을 중심으로 한 이른바 물리화학적(physicochemical) 접근법을 내세웠다. 오늘날 임상에서 스튜어트 접근법을 활용하는 사람은 점점 많아지고 있으나, 그 이론과 쓸모를 둘러싼 논쟁은 여전히 이어지고 있다. 이 문서에서는 주로 전통적인 시각을 따르되, 스튜어트 접근법이 제공하는 통찰을 일부 반영하여 서술한다.

## 개요
사람을 비롯한 동물에서 산-염기 항상성에 관여하는 기제를 세 가지 방어선으로 나누어 설명할 수 있다.
1. 혈액 속 화학적 완충계. 산-염기 생리학은 혈액에 산이나 염기를 첨가하여도 산염기 상태가 쉽게 변하지 않는다는 관찰에서 출발했다.[15][27] 혈액이 산염기 변동을 완충하는 작용은 다른 생리학적인 기제와 무관한 순전히 화학적인 현상으로, 용액 속에 약산과 그 짝염기 혹은 약염기와 그 짝산이 함께 있으면 르 샤틀리에의 원리에 의해 변동을 되돌리는 방향으로 반응이 진행되기 때문에 일어난다.[14] 혈액의 완충 능력에 기여하는 주된 약산-짝염기 쌍으로는 중탄산염 완충계, 인산염 완충계, 단백질 완충계 등이 있다. 산·염기가 생겨나거나 유입되면 이들 완충계가 수 초 이내에 중화한다. 다만 이는 pH 변화가 잠시 완화된 것일 뿐이다. 나머지 두 방어선이 작용하여 실제로 몸에서 산·염기를 제거하여야만 참으로 균형이 바로잡히게 된다.[1][14]
2. 호흡계. 세포 대사로 생겨나는 막대한 양의 이산화탄소 및 유기산은 결국 탄산을 만든다. 탄산은 비교적 강한 산으로, 혈액에서 대부분 수소 이온과 탄산수소 이온으로 해리한다. 그런데도 수소 이온 농도가 크게 변하지 않는 것은 이산화탄소가 날숨으로 배출되기 때문이다. 호흡으로 이산화탄소를 배출하는 기제는 매우 효과적이어서, 호흡계통 기능이 정상이기만 하다면 세포 대사로 탄산이 얼마나 만들어지든 수 분 이내에 모두 제거된다. 이런 까닭에 탄산 및 탄산으로 대사되는 산을 휘발성 산(volatile acid)이라고 부른다.[1][12]
3. 콩팥. 음식으로 섭취한 무기산 등 호흡으로 빠져나가지 못하는 비휘발성 산(nonvolatile acid, fixed acid)은 콩팥이 오줌으로 배설하여야 한다. 콩팥은 오줌의 조성을 조절함으로써 체액의 산염기 상태를 정상으로 되돌린다. 콩팥이 산-염기 항상성에 미치는 영향은 수 시간에서 수 일이 지나야 효과가 드러나지만 세 가지 방어선 가운데 가장 강력하다.[1]

### 헨더슨-하셀바흐 방정식
전통적인 산염기 생리학은 흔히 중탄산염 중심 접근법(bicarbonate-centered approach)이라고도 불리는데, 세포외액의 여러 완충계 중에서도 특히 중탄산염 완충계의 역할을 강조하기 때문이다. 중탄산염 완충계는 H
2CO
3―HCO−
3 쌍으로 이루어진 완충계로, 다음과 같이 탄산의 해리 반응을 통해 산염기 변동을 완충한다.
{\displaystyle {\ce {CO2 (aq) + H2O <=> H2CO3 <=> HCO3- + H+}}}
체액에 산이 유입되어 H+
가 늘어나면 반응의 평형이 왼쪽으로 치우친다. 즉 늘어난 H+
를 HCO−
3가 중화하여 없앤다. 반대로 염기가 유입되면 OH−
가 H
2CO
3와 반응하여 물과 HCO−
3를 만든다. 즉 탄산이 OH−
를 중화하여 없앤다. 중화되지 않고 남은 극소량의 H+
 또는 OH−
에 의해 체액의 pH가 변동하게 된다.
중탄산염 완충계의 평형을 정량적으로 따지려면 헨더슨-하셀바흐 방정식을 이용하면 된다. 용액에 용해된 기체의 농도가 공기 중 이산화탄소 분압에 비례한다는 헨리의 법칙 및 탄산 해리 반응 각 단계의 평형 조건을 결합하면 다음과 같은 수식을 얻는다.
{\displaystyle K={\frac {[{\ce {H+}}][{\ce {HCO3-}}]}{s\cdot P_{{\ce {CO2}}}}}}
여기서 상수 {\displaystyle K}의 값은 약 10-6.1이고, {\displaystyle s}는 이산화탄소의 용해도계수(solubility coefficient)로 체온(37℃)에서 그 값은 약 0.03 mM/mmHg이다. 혹은 양변의 상용로그를 취해 변형하기도 한다.
{\displaystyle {\textrm {pH}}={\textrm {p}}K+\log \left({\frac {[{\ce {HCO3-}}]}{s\cdot P_{{\ce {CO2}}}}}\right)}
보통 이 꼴로 나타낸 것을 헨더슨-하셀바흐 방정식이라고 부른다. 이때 pK는 {\displaystyle -\log K}로 정의되므로 그 값은 6.1이다.
전통적인 중탄산염 중심 접근법에서 헨더슨-하셀바흐 방정식은 단순히 pH, {\displaystyle P_{\rm {{CO}_{2}}}}, {\displaystyle {\rm {[HCO_{3}^{-}]}}}의 상관관계를 기술하는 것이 아니라, pH가 {\displaystyle P_{\rm {{CO}_{2}}}}와 {\displaystyle {\rm {[HCO_{3}^{-}]}}}의 비에 의해 결정된다는 인과관계를 나타낸다. 호흡계통과 콩팥이 각각 {\displaystyle P_{\rm {{CO}_{2}}}}와 {\displaystyle {\rm {[HCO_{3}^{-}]}}}를 일정하게 유지함으로써 항상성이 유지된다. 이러한 이치는 다음처럼 헨더슨-하셀바흐 방정식을 재치 있게 변형한 꼴로 요약된 바 있다.
{\displaystyle {\rm {pH={\text{상 수 }}+{\frac {\text{콩 팥 }}{\text{허 파 }}}}}}

### 호흡계통과 콩팥의 항상성 조절
화학적 완충계, 호흡계통, 콩팥이 함께 산-염기 항상성을 조절하는 과정을 단순화하면 다음과 같다. 먼저 휘발성 산의 경우 호흡계통을 통해 쉽게 제거된다. 사람은 탄수화물·아미노산·지질 등을 산화하는 과정에서 하루에 약 15000 mEq의 이산화탄소를 생성한다. 이산화탄소가 모조리 혈중에 탄산으로 용해되어 H+
와 HCO−
3를 만든다면 혈액을 급격하게 산성화하겠지만, 호흡계통이 환기를 통해 재빨리 내보내므로 보통은 체액의 산염기 상태에 영향을 미치지 않는다. 이로써 호흡계통은 막대한 양의 잠재적 산을 제거한다.
한편 무기산 섭취·염기 배설 등을 고려하였을 때 사람은 하루에 70-80 mEq 정도 비휘발성 산을 얻는다. 이러한 산 부하(acid challenge)에 맞서는 일차 방어선은 화학적 완충계이다. 먼저 중탄산염 완충계가 H+
 부하를 대부분 중화하여, 중화한 양만큼 HCO−
3가 줄어들고 CO
2가 생성된다.
{\displaystyle {\ce {HCO3- + H+ -> CO2 + H2O}}}
한편 중탄산염 완충계 이외의 다른 완충계도 기여한다.
{\displaystyle {\ce {A- + H+ -> HA}}}
이렇게 해서 H+
가 대부분(99.999% 이상) 중화되며, 그러고도 남은 극소량의 H+
가 혈액의 pH를 조금 떨어뜨린다. 산 부하는 중화되었지만 완충계를 이루는 성분들이 소모되었는데, 이를 보충해 주는 것이 콩팥의 역할이다. 콩팥은 매일 HCO−
3 약 70 mEq를 생성한다. 다시 말해 콩팥동맥을 통해 하루에 콩팥으로 유입되는 HCO−
3의 양보다 콩팥정맥을 통해 하루에 나가는 양이 70 mEq 더 많다. 새로 만든 HCO−
3의 일부는 비휘발성 산을 중화하느라 소모된 것을 보충하며, 나머지는 소모된 다른 염기(A−
)를 재생성하는 데에 쓰인다.
{\displaystyle {\ce {HCO3- + HA -> A- + CO2 + H2O}}}
이로써 콩팥은 혈중 중탄산염 농도 및 다른 완충계를 이루는 성분의 농도를 일정하게 유지한다. 호흡계통은 이상의 반응에서 만들어진 CO
2를 배출하여 혈중 이산화탄소 분압을 일정하게 유지한다.
호흡계통과 콩팥은 서로 보완·보상한다. 예컨대 호흡계통의 기능에 문제가 생겨서 {\displaystyle P_{\rm {{CO}_{2}}}}가 증가하면 콩팥이 HCO−
3 생성을 늘린다. 이러한 콩팥보상 덕택에 헨더슨-하셀바흐 방정식의 분모가 변할 때 분자가 같은 방향으로 따라 변화하므로 pH 변화가 완화된다. 반대로 콩팥에 이상이 생겨서 {\displaystyle {\rm {[HCO_{3}^{-}]}}}가 감소하면 호흡보상이 일어나 호흡이 가빠져서 {\displaystyle P_{\rm {{CO}_{2}}}}가 감소하게 된다.

### 스튜어트 접근법

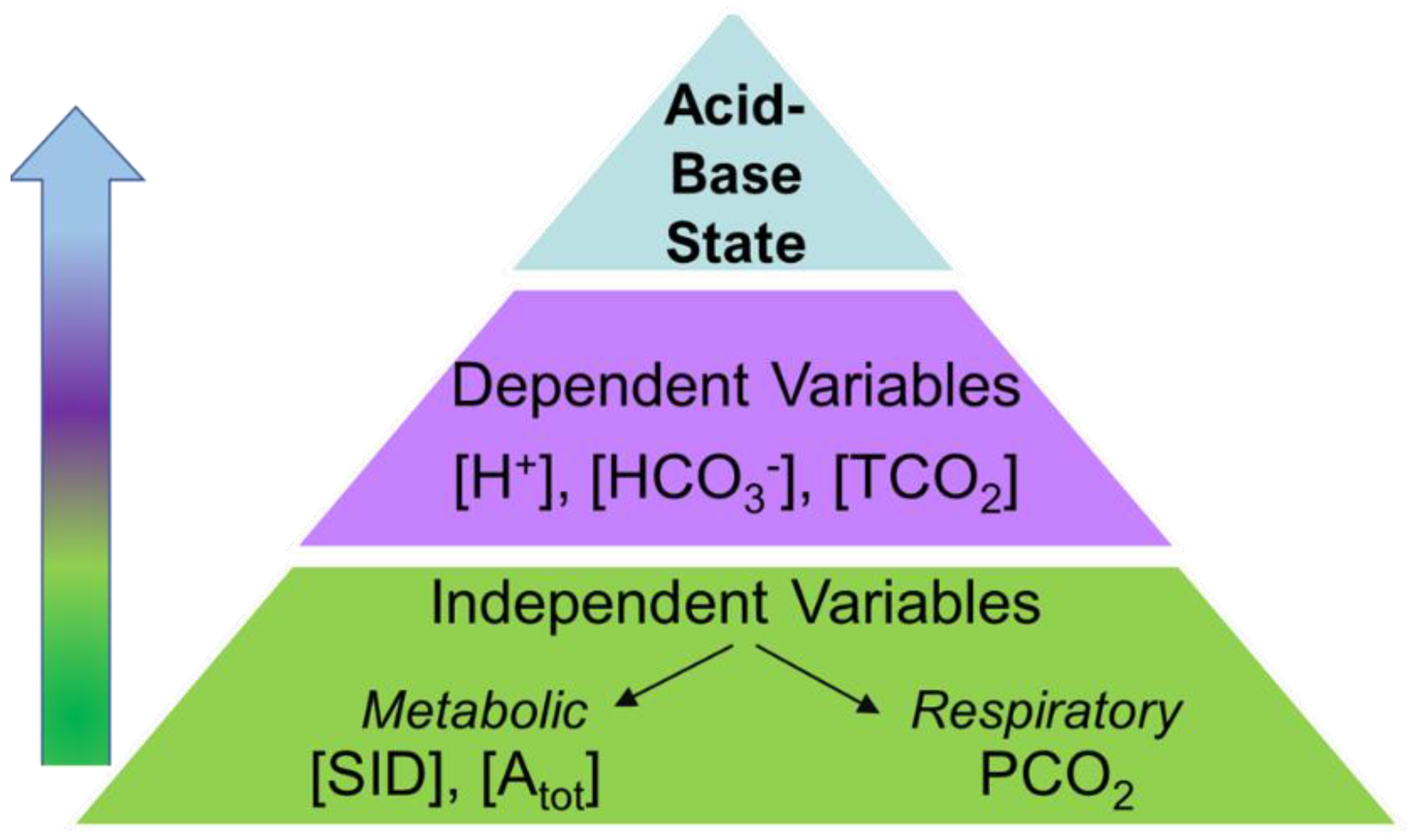
스튜어트 이론에서 체액의 산염기 상태를 결정하는 요인. 호흡과 관련된 독립변수는 이산화탄소 분압, 대사와 관련된 독립변수는 강이온차이(SID)와 비휘발성 약산 총량(A_{TOT})이고, 나머지는 모두 종속변수이다.

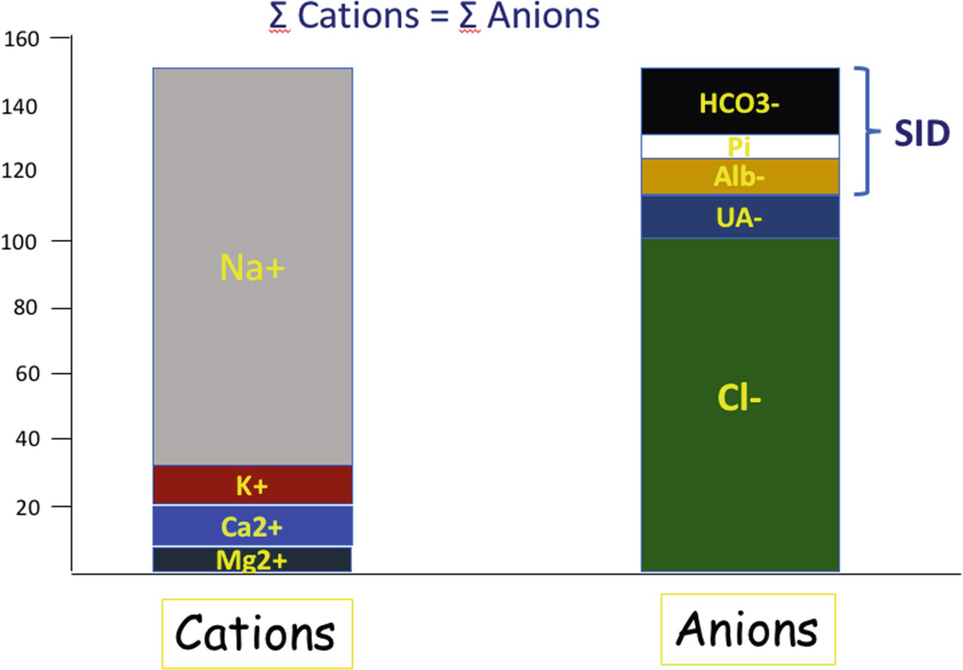
강이온차이 SID는 강한 양이온 전하량 총합에서 강한 음이온 전하량 총합을 뺀 값으로 정의된다. 인체에서는 사실상 반드시 양수이다. 전기 중성 원리가 지켜지려면 약한 음이온의 전하량 총합은 SID와 꼭 같아야 한다. 다만 측정되지 않은 이온이 있으면 실제 값과 측정값이 달라질 수 있다. 그림에서는 UA-가 측정되지 않은 강한 음이온을 나타낸다.

인체의 방어선은 체액의 pH를 일정하게 유지한다. 전통적인 관점에 따르면, 그 값이 하필 7.4인 까닭은 헨더슨-하셀바흐 방정식에서 {\displaystyle {\rm {[HCO_{3}^{-}]}}}와 {\displaystyle [{\ce {CO2}}]=s\cdot P_{{\ce {CO2}}}}의 비가 20:1이기 때문이다. 그런데 등수소이온농도 원칙(isohydric principle)에 따르면 어떤 완충계에 대해서도 같은 꼴의 수식을 도출할 수 있으므로, HCO−
3와 CO
2의 농도비가 예컨대 HPO2−
4와 H
2PO−
4의 농도비보다 특별히 더 중요하다고 볼 까닭은 없다.
{\displaystyle {\textrm {pH}}={\textrm {p}}K+\log \left({\frac {[{\ce {HCO3-}}]}{s\cdot P_{{\ce {CO2}}}}}\right)={\textrm {p}}K_{a}+\log \left({\frac {[{\ce {HPO4^{2-}}}]}{[{\ce {H_2PO4-}}]}}\right)}
미국 생리학자 피터 스튜어트는 {\displaystyle {\rm {[HCO_{3}^{-}]}}} 등의 변수란 반드시 다른 요인에 의해 결정되는 종속변인이라고 강조하며, 독립변수를 중심으로 체액의 산-염기 상태를 이해하자고 제안했다. 온도와 각종 평형 상수를 제외하면 세 가지 독립변수가 있다.
1. 이산화탄소 분압. 전통적인 관점과 같이 호흡계통에 의해 조절된다고 간주된다.
2. 비휘발성 약산 총량. 예컨대 혈중에 HA {\displaystyle {\ce {\leftrightharpoons }}} H+
＋A−
라는 반응으로 정의되는 완충계가 있다면, 반응의 평형이 옮겨 감에 따라 HA와 A−
 각각의 농도는 변할 수 있겠으나 질량 보존 법칙에 의해 둘의 합은 일정할 것이다. 주로 인산과 혈장 단백질, 특히 알부민이 기여한다고 생각되므로, 알부민 합성을 담당하는 간에 의해 조절된다고 볼 수 있다.
3. 강이온차이. 수용액에서 완전히 이온화하는 강한 전해질의 알짜 전하량, 즉 강한 양이온 전하량 총합과 강한 음이온 전하량 총합의 차이로 정의되며, 주로 콩팥에 의해 조절된다. 실제로 어떻게 계산해야 옳은지는 연구자마다 의견이 갈리곤 하나, 대개 다음처럼 구할 수 있다고 본다.

{\displaystyle \mathrm {SID} =([{\ce {Na+}}]+[{\ce {K+}}]+[{\ce {Ca^2+}}]+[{\ce {Mg^2+}}])-([{\ce {Cl-}}]+[{\text{젖 산   }}^{-}]+[{\text{기 타  강 한  음 이 온        }}^{-}])}
이들 구경꾼이온은 유입되거나 배출되지 않는 한 농도가 변할 일이 없으니 독립변수 구실을 한다는 것이다.
혈액의 산염기 상태를 바꿀 수 있는 요인은 오로지 이 셋뿐이며, {\displaystyle {\ce {[H+]}}}, {\displaystyle {\ce {[ OH- ]}}}, {\displaystyle [{\rm {HCO_{3}^{-}]}}} 등은 모두 이들에 의해 결정되는 종속변수이다. 세 독립변수 가운데 앞의 두 가지는 역할을 쉽게 짐작할 수 있다. 이산화탄소 분압이 높아지거나 비휘발성 약산이 더해지면 체액이 산성화될 것이다. 세 번째 독립변수인 강이온차이가 체액의 pH에 영향을 주는 이치는 대강 다음과 같다. 전기 중성 원리(electroneutrality principle)에 따르면 혈중 양전하 총합과 음전하 총합은 서로 같아야 한다. 비휘발성 약산을 HA로 뭉뚱그려 생각하면 다음이 성립한다.
{\displaystyle {\rm {SID+[H^{+}]-[HCO_{3}^{-}]-[CO_{3}^{2-}]-[A^{-}]-[OH^{-}]=0}}}
생리학적인 상황에서 {\displaystyle {\ce {[H+]}}}, {\displaystyle {\ce {[ OH- ]}}}, {\displaystyle {\ce {[ CO3^{2-}]}}}는 매우 작으므로, 근사적으로 다음이 성립한다.
{\displaystyle {\rm {SID=[HCO_{3}^{-}]+[A^{-}]}}}
즉 강이온차이는 중탄산염 완충계와 그 밖의 다른 완충계의 평형에 제약을 부과한다. 이산화탄소 분압과 비휘발성 약산 총량이 일정할 때, 예컨대 HCl과 같은 강산이 유입되어 SID가 감소하면 약한 음이온의 총합은 적어져야만 한다. HCO−
3와 A−
가 '쥐어짜져서(squeezed)' 적어지면 이들 완충계의 평형 조건에 따라 H+
는 늘어나야만 한다. 혈액이 산성이 되는 것은 이처럼 강한 음이온인 Cl−
가 SID를 감소시키기 때문이다.
스튜어트 접근법은 거센 논쟁의 대상이지만, 적어도 강이온차이 개념은 같은 현상을 바라보는 다른 방법이라고 해석할 수 있다. 용액에 HCl과 같은 강산을 첨가하여 H+
와 Cl−
로 해리하면, H+
는 다른 분자와 반응하여 완충되지만 Cl−
는 반응하지 않고 남아 있다. 그러므로 짝염기 Cl−
는 강산 HCl이 첨가되었음을 알리는 '발자국(footprint)'이다. 이처럼 강한 음이온과 양이온은 각각 강산과 강염기의 '발자국'이기 때문에, 전통적인 관점에서 보면 강이온차이란 첨가된 강산 총량과 강염기 총량의 차이를 반영하는 일종의 대리변수(surrogate variable)이다. 첨가한 강산과 강염기의 양이 용액의 pH를 결정하는 요인인 것은 당연하므로, 강이온차이가 용액의 pH를 결정하는 독립변수라는 관점은 전통적인 산염기 생리학과 양립 가능하다.

## 혈액의 완충 작용

### 산·염기와 완충용액의 화학

인산염 완충계가 용액의 산성화를 거스르는 이치를 나타낸 그림. 약산 H2PO4-의 짝염기 HPO4(2-)가 H+와 결합하여 중화하므로 H+ 농도 변화가 완화된다.

인산염 완충계가 용액의 알칼리화를 거스르는 이치를 나타낸 그림. 첨가된 OH-가 H+와 반응하여 물을 만들면 약산 H2PO4-가 해리하여 줄어든 H+를 보충한다.

화학이 발전함에 따라 산과 염기의 정의도 여러 차례 변했다. 19세기에 스반테 아레니우스는 수용액에서 해리하여 수소 이온을 내놓는 물질이 산, 수산화 이온을 내놓는 물질이 염기라는 이른바 '아레니우스 산·염기 정의'를 제안했다. 이후 수산화 이온에 초점을 맞추기를 그치고 수소 이온을 주고받는 관계에 주목한 브뢴스테드-로우리 산염기 이론, 전자쌍 개념을 바탕으로 더 일반적으로 고친 루이스 산염기 이론 등이 등장했다. 그러나 생체 내에서는 거의 대부분의 산-염기 반응이 수용액에서 일어나고, 루이스 산염기 정의가 포괄하고자 하는 예외 사례들은 거의 일어나지 않기에, 생리학·의학에서는 여전히 브뢴스테드-로우리 등 전통적인 산·염기 정의가 유용하게 쓰인다.
수소 이온의 중요성을 인정하는 브뢴스테드-로우리 정의를 받아들인다면, 혈액이 수소 이온 농도 변화에 저항하는 원리를 밝히는 것이 중요한 문제가 된다. 이를 설명하는 화학 개념은 완충 용액으로, 수소 이온과 가역적으로 결합하는 물질로 이루어진 용액을 가리킨다.
{\displaystyle {\ce {HB}}^{(n+1)}\ {\ce {<=>}}\ {\ce {B}}^{(n)}+{\ce {H+}}}
이 용액에 강산 HA를 첨가하면 H+
와 A−
로 이온화할 텐데, 해리되어 나온 수소 이온 가운데 일부는 {\displaystyle {\rm {{B}^{(n)}}}}과 결합하여 {\displaystyle {\rm {{HB}^{(n+1)}}}}이 되므로 pH 변화가 완화된다. 이것이 완충 작용이다.
{\displaystyle {\ce {H+}}+{\ce {A-}}+{\ce {B}}^{(n)}\ {\ce {->}}\ {\ce {HB}}^{(n+1)}+{\ce {A-}}}
완충 작용이 일어나는 정도를 나타내는 척도로는 완충용량이 흔히 쓰인다. 완충용량은 용액의 pH를 1 올리기 위해 첨가해 주어야 하는 강염기의 양, 또는 pH를 1 떨어뜨리기 위해 필요한 강산의 양으로 정의된다. 완충 작용이 많이 일어날수록 pH를 같은 만큼 변화시키기 위해 강산·강염기를 더 많이 첨가하여야 하므로 완충용량이 크다.
완충용량의 값은 여러 요인에 영향을 받는데, 한 가지는 각 화학종의 농도이다. 질량작용의 법칙에 따르면 화학 평형 상태에서 다음 식의 값은 온도에만 의존하는 상수이며, 이를 산 해리 상수라고 부른다.
{\displaystyle K_{a}={\frac {[{\rm {{H}^{+}][{\rm {{B}^{(n)}]}}}}}{[{\rm {{HB}^{(n+1)}]}}}}}
생리학적인 상황에서 {\displaystyle {\ce {[H+]}}}, {\displaystyle {\ce {[ OH- ]}}}는 나노몰 단위이다. {\displaystyle [{\rm {{HB}^{(n+1)}]}}}, {\displaystyle [{\rm {{B}^{(n)}]}}}이 이보다 충분히 크기만 하다면, 농도가 같은 만큼 변하더라도 상대적인 변화율은 {\displaystyle {\rm {{HB}^{(n+1)}}}}, {\displaystyle {\rm {{B}^{(n)}}}}의 경우가 H+
보다 훨씬 작다. {\displaystyle [{\rm {{HB}^{(n+1)}]}}}과 {\displaystyle [{\rm {{B}^{(n)}]}}}을 변화시키기가 {\displaystyle {\ce {[H+]}}}를 변화시키기보다 훨씬 쉬우므로, 강산을 첨가하여 생긴 H+
는 대부분 {\displaystyle {\rm {{B}^{(n)}}}}과 결합하여 제거된다. 이를 통해 {\displaystyle {\rm {{HB}^{(n+1)}}}} 및 {\displaystyle {\rm {{B}^{(n)}}}}이 많을수록 완충용량도 커짐을 알 수 있다. 정량적으로 따져 보면 완충용량은 {\displaystyle {\rm {{HB}^{(n+1)}}}}, {\displaystyle {\rm {{B}^{(n)}}}}의 총량에 비례하며, 총량이 일정하면 두 화학종의 농도비가 1:1일 때 완충용량이 극대화된다. 산 해리 상수의 식을 참고하면 이는 곧 {\displaystyle [{\textrm {H}}^{+}]=K_{a}}일 때와 같다. 혹은 {\displaystyle {\textrm {p}}K_{a}=-\log K_{a}}라고 정의하면, pH가 pKa와 같을 때라고도 표현할 수 있다.

### 중탄산염 완충계
중탄산염 완충계는 H
2CO
3―HCO−

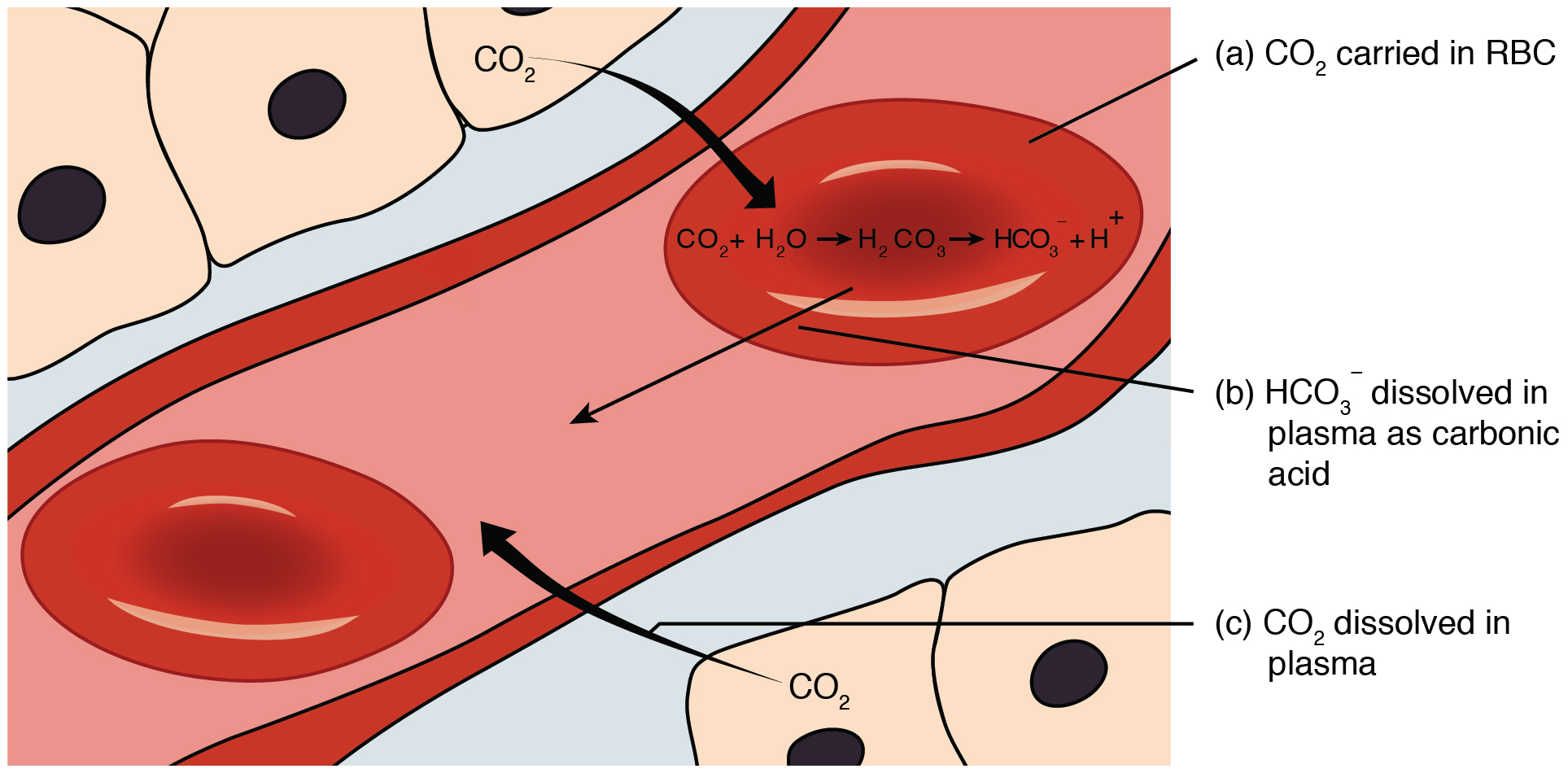
조직에서 생산한 이산화탄소는 적혈구 안으로 확산해 들어간 다음 탄산무수화효소의 촉매 작용으로 H2CO3를 만든다. H2CO3가 해리하여 만들어진 HCO3-는 확산하여 도로 빠져나가고, H+는 헤모글로빈에 의해 완충된다. 허파에서는 모든 과정의 역반응이 일어나, 알짜로는 조직에서 허파로 이산화탄소가 운반되는 셈이다.

3 쌍으로 이루어진 완충계이다. 세포외액에 H
2CO
3는 많지 않으며, 그 pKa 값도 혈액의 정상 pH와 제법 달라서 H
2CO
3와 HCO−
3의 농도 비는 보통 1:20이다. 그럼에도 중탄산염 완충계는 세포외액의 완충 작용에서 가장 중요한 역할을 담당하는데, 열린 계이기 때문이다. HCO−
3가 H+
를 제거하면서 H
2CO
3가 만들어지면, 혈액에 그대로 남아 있는 것이 아니라 금세 이산화탄소가 되어 날숨으로 배출된다. 혈액이 알칼리화되는 변동이 일어나는 경우에도 마찬가지로 호흡을 통해 H
2CO
3가 쉽게 공급된다. 이처럼 이산화탄소 농도가 외부 공기와 언제나 평형을 이루고 있기에 중탄산염 완충계의 완충 능력은 크게 향상되어, 닫힌 계를 가정했을 때에 비해 수십 배 증폭된다.
물과 이산화탄소가 탄산을 만드는 반응 및 그 역반응은 매우 느려서 탄산무수화효소가 없으면 거의 일어나지 않는다. 사람 몸에서 탄산무수화효소는 몇몇 부위에 풍부하게 존재하는데, 대표적으로 적혈구 세포질에 많다. 조직에서 세포 대사의 산물로 만들어진 이산화탄소는 확산을 통해 적혈구 세포질로 유입되는데, 조직에서와 달리 탄산무수화효소가 있으므로 탄산이 된다. 이산화탄소가 소모되어 세포 안팎의 이산화탄소 농도 기울기가 가파르기 때문에 확산이 활발히 일어날 수 있다. 반대로 이산화탄소가 적은 허파에서는 탄산무수화효소의 촉매 작용으로 탄산이 이산화탄소가 되어 날숨으로 빠져나간다. 적혈구는 이처럼 일종의 '이산화탄소 싱크(sink)' 구실을 하면서 조직과 허파 사이에서 이산화탄소를 옮겨나른다(shuttling).

### 다른 완충계
혈중 비-중탄산염 완충계의 완충용량 총합은 대략 30 mEq/L/(pH 단위) 정도로 추산되며, 이 중 적어도 50% 이상이 적혈구의 헤모글로빈 덕택인 것으로 보인다. 헤모글로빈이 H+
를 중화하는 반응을 보통 다음처럼 나타낸다.
{\displaystyle {\ce {HHb <=> Hb + H+}}}
하지만 헤모글로빈 분자에는 완충 작용을 하는 잔기가 여러 개 있기 때문에, 헤모글로빈 한 분자는 H+
 여러 분자를 중화할 수 있다. 이 덕택에 농도가 2-3 mM에 지나지 않는데도 완충용량이 그토록 큰 것이다. 한편 혈액이 아니라 온몸의 체액 전체를 따진다면, 그 완충 용량의 60-70 %는 세포내액의 완충 능력에서 비롯한다. 이는 대부분 세포 안에 풍부하게 존재하는 단백질 덕택이다. 그런데 H+
나 HCO−
3는 세포막을 가로질러 확산하기가 어렵기 때문에, 세포 내 완충 작용이 세포외액에 영향을 미치려면 적어도 수 시간은 걸리기 마련이다. 다만 헤모글로빈만은 특별하다. 상술하였듯이 적혈구 세포질에는 탄산무수화효소가 있기 때문이다. 세포외액에 산이 유입되면 H+
가 아니라 CO
2가 적혈구 세포질로 곧장 확산하여 들어오고, 탄산무수화효소의 촉매로 H+
와 HCO−
3를 만든다. 이로써 적혈구 안에서 이루어지는 헤모글로빈의 완충 작용이 세포외액까지 빠르게 영향을 미친다.
헤모글로빈 이외에 혈액의 완충 능력에 기여하는 주된 성분은 알부민과 글로불린을 비롯한 혈장 단백질로, 그 완충용량 총합은 약 7.7 mEq/L/(pH 단위)로 추산된 바 있다. 알부민은 아미노산 곁사슬이 많이 있는 고분자 물질로, 분자 하나마다 해리 가능한 잔기가 200개 넘게 있는 다양성자 산이다. 등전점이 약 4.7이므로 pH 7.4인 혈장에서는 알짜로 음전하를 띤다. 곁사슬의 종류와 위치에 따라 산 해리 상수가 다른데, 대다수는 생리적인 pH 범위에서 완전히 해리된 채로 있어 구경꾼이온 구실을 한다. 다만 한 분자에 히스티딘 이미다졸 잔기가 16개씩 있어 그 덕택에 완충 작용을 나타낸다. 이미다졸 잔기는 pKa 값이 6.75로 7.4에 비교적 가까워 pH에 따라 수소 이온을 받기도 하고 내어주기도 하기 때문이다. 한 연구에서는 알부민의 질량당 완충용량을 0.1204 mEq/g/(pH 단위)로 계산하였다. 혈장 알부민 농도가 4.4 g/dL이라면 그 완충용량은 도합 5.3 mEq/L/(pH 단위)이다. 여기에 더해 혈장 글로불린이 2.8 g/dL 농도로 존재한다면 그 완충용량은 약 2.1 mEq/L/(pH 단위)로 계산되어, 합하면 상기한 값 7.7 mEq/L/(pH 단위)와 거의 비슷해진다.
혈장의 나머지 성분은 완충 작용에 기여하는 정도가 훨씬 적다. 인산염 완충계는 H
2PO−
4―HPO2−
4 쌍으로 이루어진 완충계이다.
{\displaystyle {\ce {H2PO4- <=>}}\ {\ce {HPO4^2-}}+{\ce {H+}}}
pKa 값이 6.8로 혈액의 정상 pH인 7.4에 상당히 가깝지만, 세포외액 중 농도가 1 mM 정도밖에 되지 않아 완충 능력은 약하다. 하지만 인산염 완충계는 세포내액 및 세뇨관을 흐르는 액체 속에서는 중요한 역할을 한다. 이들 액체는 인산염 농도가 훨씬 높고, 또 pH가 낮아 인산염 완충계의 pKa 값에 더욱 가깝기 때문이다.

### 모형: 데이븐포트 그림과 염기과잉

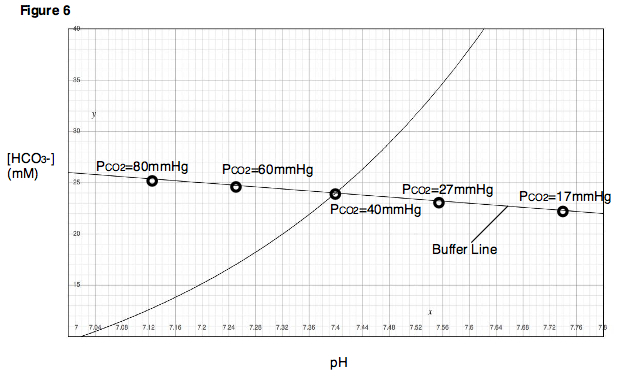
데이븐포트 그림은 혈액의 산염기 상태를 평가하는 데에 흔히 쓰이는 계산도표이다. 가로축은 pH, 세로축은 HCO3- 농도를 나타낸다. 우상향하는 곡선은 CO2 분압에 대한 등치선으로, 중탄산염 완충계의 평형 조건을 나타낸다. 직선에 가까운 우하향 곡선은 완충선으로, 중탄산염 완충계를 제외한 나머지 완충계의 평형 조건을 나타낸다. 체액의 산염기 상태는 CO2 등치선과 완충선이 만나는 지점으로 정해진다.

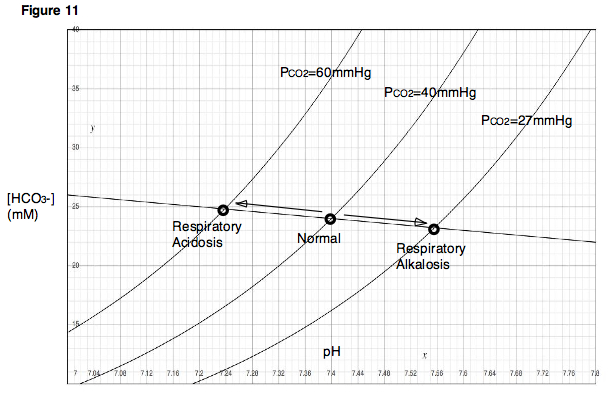
이산화탄소 분압 변화로 인한 변동은 데이븐포트 그림에서 CO2 등치선의 변경으로 체액의 산염기 상태가 완충선을 따라 이동하는 것으로 표현된다.

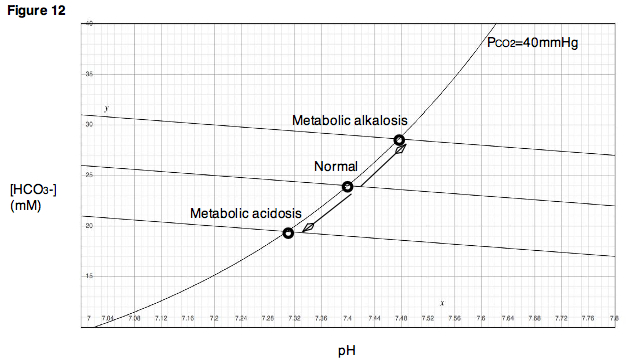
비휘발성 강산·강염기가 첨가되어 일어나는 변동은 데이븐포트 그림에서 완충선의 변경으로 체액의 산염기 상태가 CO2 등치선을 따라 이동하는 것으로 표현된다.

여러 완충계가 함께 있는 혈액에서 완충 작용이 어떻게 일어나는지 이론적으로 따지기란 까다롭다. 중탄산염 완충계의 평형 조건을 나타내는 헨더슨-하셀바흐 방정식에는 pH, {\displaystyle [{\ce {HCO3-}}]}, {\displaystyle P_{{\ce {CO2}}}} 등 세 가지 미지수가 있다. {\displaystyle P_{{\ce {CO2}}}}가 상수라고 하더라도 미지수가 두 개 남으므로 pH와 {\displaystyle [{\ce {HCO3-}}]} 값은 다양한 조합으로 정해질 수 있다. 여러 조합 가운데 체액의 산염기 상태가 무엇으로 정해지는지 알려면 나머지 비-중탄산염 완충계의 평형 조건을 모두 연립하여 pH와 {\displaystyle [{\ce {HCO3-}}]}의 관계식을 도출하여야 한다. 가로축에 pH, 세로축에 HCO−
3 농도를 나타낸 데이븐포트 그림(Davenport diagram) 또는 산-염기 계산도표(acid-base nomogram)를 활용하여 이 과정을 한결 쉽게 이해할 수 있다. 
헨더슨-하셀바흐 방정식을 변형하면
{\displaystyle [{\ce {HCO3-}}]=s\cdot P_{{\ce {CO2}}}\cdot 10^{{\textrm {pH}}-{\textrm {p}}K}}
이므로, {\displaystyle P_{{\ce {CO2}}}}가 일정할 때 가능한 pH―{\displaystyle [{\ce {HCO3-}}]} 값의 조합들을 데이븐포트 그림에 나타내면 지수함수 꼴의 곡선을 이룬다. 이를 CO
2 등치선(isopleth)이라고 부른다. 이산화탄소 분압이 일정하게 유지되는 한, 체액의 산염기 상태가 어떻게 변동하든지 데이븐포트 그림에서는 CO
2 등치선을 따른 이동으로 나타내어질 수밖에 없다. 이산화탄소 분압이 변화하면 CO
2 등치선 자체가 이동한다. 즉 {\displaystyle P_{{\ce {CO2}}}} 값마다 등치선이 한 종류씩 존재하는 셈이다.
한편 비-중탄산염 완충계의 평형 조건 역시 데이븐포트 그림에서 어떠한 곡선으로 나타내어질 텐데, 이를 완충선(buffer line)이라고 부른다. CO
2 등치선이 {\displaystyle P_{{\ce {CO2}}}}가 일정하게 유지되는 경우를 나타내는 것과 정반대로, 완충선은 오로지 {\displaystyle P_{{\ce {CO2}}}}만이 변화하는 경우를 나타낸다고 이해할 수 있다. CO
2 이외에 다른 물질이 출입하지 않는다면, 중탄산염 완충계 말고는 영향을 받을 이유가 없으니 평형 조건 역시 동일할 것이기 때문이다. 따라서 CO
2 분압만을 다양하게 변화시켜 가며 혈액의 pH 및 HCO−
3 농도가 어떻게 달라지는지 관찰하여 도표에 나타내면 이것이 바로 완충선이 된다. 이런 까닭에 완충선을 CO
2 평형화 곡선(CO
2 equilibration curve)이라고도 부른다.
다른 물질의 출입 없이 {\displaystyle P_{{\ce {CO2}}}}만 변화하는 경우 완충염기(buffer base, BB)의 총량이 일정하게 유지된다. 완충염기란 혈액에 산이 유입되었을 때 완충할 수 있는 짝염기를 통틀어 가리키는 말로, 혈중에 중탄산염 완충계 이외에 HA―A−
 완충계만 있다고 가정하면 다음처럼 계산된다.
{\displaystyle {\rm {BB=[HCO_{3}^{-}]+[A^{-}]}}}
스튜어트 접근법을 이용하면 이 값이 일정한 까닭을 쉽게 이해할 수 있는데, 상술하였듯이 전기 중성 원리에 따르면 이 값은 근사적으로 강이온차이 SID와 같다. 물질 출입이 없다면 SID가 변할 일도 없으므로 BB의 값도 일정할 수밖에 없다. 따라서 완충선을 BB 또는 SID에 대한 등치선으로 이해할 수 있다. 이 조건으로부터 완충선의 수식을 이끌어내려면 {\displaystyle {\rm {[A^{-}]}}}를 pH에 대해 나타내어야 하는데, 실제로는 갖가지 다른 완충계가 함께 있을 것이므로 까다롭다. 완충선을 구하는 가장 정확한 방법은 실제로 환자의 혈액 표본을 채취하여 CO
2 평형화(CO
2 equilibration)를 통해 경험적으로 결정하는 것이지만, 이 역시 매우 번거로운 일이다. 따라서 임상에서는 {\displaystyle {\rm {[A^{-}]}}}와 pH의 관계에 대한 과거 관찰 결과를 토대로 완충선의 식을 귀납적으로 추정하곤 한다.
혈중 비-중탄산염 완충계의 총 완충용량 β는 생리학적인 pH 범위에서 상당히 일정한 것으로 관찰된다. pH 7.4, {\displaystyle {\rm {[HCO_{3}^{-}]}}} 24 mEq/L, {\displaystyle P_{{\ce {CO2}}}} 40 mmHg인 정상 상태와 비교하여 {\displaystyle {\rm {BB}}}, {\displaystyle {\rm {[HCO_{3}^{-}]}}}, {\displaystyle {\rm {[A^{-}]}}}의 변화량을 각각 {\displaystyle {\rm {{\mathit {\Delta }}(BB)}}}, {\displaystyle {\rm {{\mathit {\Delta }}[HCO_{3}^{-}]}}}, {\displaystyle {\rm {{\mathit {\Delta }}[A^{-}]}}}라고 하면
{\displaystyle {\rm {{\mathit {\Delta }}(BB)={\mathit {\Delta }}[HCO_{3}^{-}]+{\mathit {\Delta }}[A^{-}]}}}
인데, β가 일정하다면
{\displaystyle {\rm {{\mathit {\Delta }}(BB)={\mathit {\Delta }}[HCO_{3}^{-}]+\beta \cdot {\mathit {\Delta }}(pH)}}}
이다. 물질 출입 없이 {\displaystyle P_{{\ce {CO2}}}}만 변화하는 경우 {\displaystyle {\rm {{\mathit {\Delta }}(BB)=0}}}이라고 하였으므로, 결국 다음을 얻는다.
{\displaystyle {\rm {{\mathit {\Delta }}[HCO_{3}^{-}]=-\beta \cdot {\mathit {\Delta }}(pH)}}}
이것이 pH 7.4, {\displaystyle {\rm {[HCO_{3}^{-}]}}} 24 mEq/L인 지점을 지나는 완충선의 수식이다. 한편 혈액에 비휘발성 산이나 염기가 더해지면 BB 및 SID의 값이 달라지므로 {\displaystyle {\rm {{\mathit {\Delta }}(BB)=0}}}이라고 놓을 수 없고, 따라서 완충선 자체가 다음처럼 변경된다.
{\displaystyle {\rm {{\mathit {\Delta }}[HCO_{3}^{-}]=-\beta \cdot {\mathit {\Delta }}(pH)+{\mathit {\Delta }}(BB)}}}
이때 완충염기 BB의 값이 정상에서 벗어난 정도를 가리키는 {\displaystyle {\rm {{\mathit {\Delta }}(BB)}}}를 염기과잉(base excess, BE)으로 정의한다.
{\displaystyle {\rm {{\mathit {\Delta }}[HCO_{3}^{-}]=-\beta \cdot {\mathit {\Delta }}(pH)+BE}}}
이것이 일반적인 완충선의 식이다. 혈액 표본에서 pH와 {\displaystyle [{\ce {HCO3-}}]}를 측정하면 완충선 위의 한 점을 구할 수 있으므로, 기울기 β와 절편 BE 중 하나를 알면 완충선이 결정된다. 혈중 완충계의 조성을 바탕으로 β를 경험적으로 추정하는 것이 보통인데, 헤모글로빈 농도를 중요한 변인으로 간주하는 이른바 밴슬라이크 방정식(van Slyke equation)이 흔히 이용된다.
{\displaystyle {\rm {{\mathit {\Delta }}[HCO_{3}^{-}]=-(2.3\times [Hb]+7.7)\cdot {\mathit {\Delta }}(pH)+{\frac {BE}{1-0.023\times [Hb]}}}}}
체액의 산염기 상태는 데이븐포트 그림에서 CO
2 등치선과 완충선이 만나는 지점으로 정해진다. 환기가 잦아서 이산화탄소 분압이 낮으면 CO
2 등치선이 오른쪽으로 이동하고, 환기가 뜸해서 이산화탄소 분압이 높으면 등치선이 왼쪽으로 이동한다. 한편 혈액에 비휘발성 산을 첨가하면 완충선이 아래로 내려가고 염기를 첨가하면 완충선이 위로 올라간다. CO
2 등치선 및 완충선의 위치가 정상에서 벗어난 정도를 살핌으로써 체액의 산염기 상태를 따질 수 있다.  물론 이는 혈액의 화학적 완충 작용만 감안한 것이다. 예컨대 {\displaystyle P_{{\ce {CO2}}}}가 낮은 상황에서 완충선이 아래로 이동하였다면, 비휘발성 산이 유입되었기 때문인지 아니면 {\displaystyle P_{{\ce {CO2}}}} 변동에 대한 콩팥보상 때문인지 알 수 없다. 이처럼 데이븐포트 그림에서 드러난 산염기 변동이 정상적인 보상 반응인지 아니면 참으로 병적인 상황인지는 추가적인 판단이 필요하다.

## 호흡계통의 역할

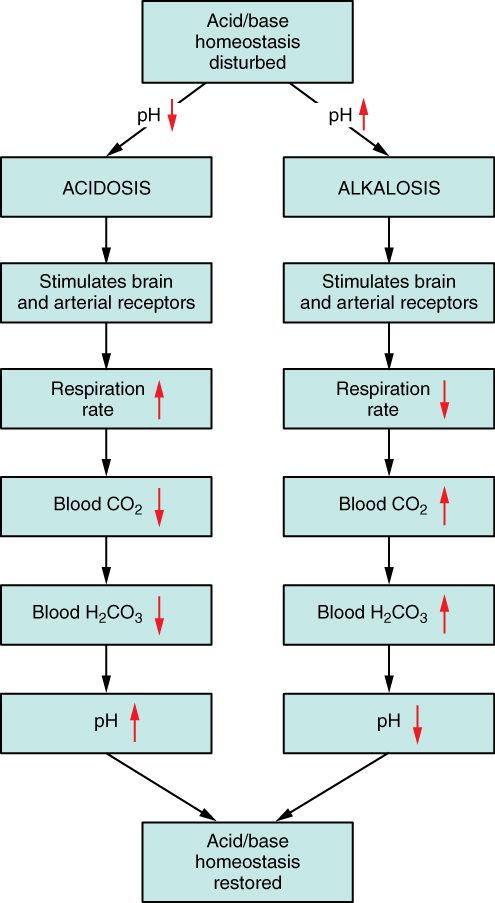
호흡계통이 pH 변화에 반응하여 항상성을 회복하는 과정을 나타낸 그림.

호흡계통은 조직에서 끊임없이 만들어내는 이산화탄소를 환기를 통해 제거한다. 대사와 환기의 균형이 혈액의 이산화탄소 기체 분압을 결정한다. 대사가 활발하여 이산화탄소가 더 많이 만들어지면 이산화탄소 기체 분압이 증가하고, 반대로 호흡이 가빠져서 환기로 이산화탄소를 더 빨리 제거하게 되면 분압이 감소한다. 그런데 호흡수는 이산화탄소 기체 분압에 반응해서 조절된다. 대사가 활발해지면 환기도 덩달아 빨라지므로 조직에 이산화탄소가 쌓이지 않고 그대로 제거된다. 이러한 음성 되먹임에 의해 이산화탄소 기체 분압이 일정하게 유지되기 때문에 혈액의 중탄산염 완충계를 일정 압력의 기체와 평형을 이루고 있는 열린 계로 간주할 수 있고, 탄산으로 대사되는 각종 유기산을 휘발성 산이라고 부를 수 있는 것이다.
한편 호흡수는 혈중 H+
 농도에 의해서도 조절된다. 세포 대사로 이산화탄소가 많이 생산되면 탄산의 해리 반응에 의해 H+
 역시 많아지므로, H+
 농도에 의한 환기 조절은 이산화탄소 분압의 균형을 이루는 데에 기여한다. 그런데 H+
 농도는 다른 산·염기에 의해서도 변한다. 산을 섭취하여 H+
가 많아지면, 설령 대사량이 이전과 똑같더라도 호흡수가 증가하여 이산화탄소를 더 빠르게 제거한다. 혈중 이산화탄소 기체 분압이 감소하므로 H+
 농도도 감소한다. 반대로 염기를 섭취하여 H+
가 적어지면 호흡이 느려져 이산화탄소 분압이 상승하고 H+
도 다시 많아진다. 이처럼 호흡계통은 혈중 H+
 농도에 반응하여 환기를 통한 이산화탄소 제거 속도를 조절함으로써, 혈액의 완충계에 이어 사람의 산-염기 항상성을 유지하는 제2방어선 역할을 한다.
호흡을 조절하여 H+
 농도를 되돌리는 데에는 한계가 있다. 호흡보상의 효율은 보통 50-75 % 정도라고 보는데, 이를테면 산혈증으로 pH가 7.4에서 7.0으로 떨어지면 호흡을 빨리 해서 pH를 7.2-7.3 정도까지는 되돌릴 수 있다는 것이다. 알칼리혈증에 대한 호흡보상은 덜 효과적이다. 환기는 이산화탄소를 제거할 뿐만 아니라 산소를 공급하는 역할도 하기 때문에, 호흡이 가빠지기는 쉬워도 너무 느려져서는 위험하다. 따라서 pH가 증가하더라도 호흡수는 많이 감소하지 않는다.
혈중 이산화탄소 기체 분압 및 H+
 농도를 감지하여 호흡계통에 전달하는 것은 주로 호흡 중추의 화학감수성영역(chemosensitive area)이다. 숨뇌의 배쪽 표면 가까이에 좌우 각 한 무리씩 신경 세포가 모여 있어, H+
 농도에 민감하게 반응하여 호흡 중추의 나머지 부위를 자극한다. 실제로 혈액에서 화학감수성영역을 더 효과적으로 자극하는 것은 H+
가 아니라 오히려 이산화탄소인데, 수소 이온은 혈액뇌장벽을 쉽게 넘나들지 못하는 반면 이산화탄소 기체는 자유롭게 확산하기 때문이다. 한편 목동맥토리·대동맥토리 등에 있는 말초 화학수용기도 부수적인 역할을 한다. 주로 산소 농도를 감지하는 데에 관여하지만 이산화탄소 및 H+
에도 반응하여 호흡 중추로 신호를 전달한다. 호흡을 조절하는 효과는 중추 화학감수성영역이 말초 화학수용기보다 훨씬 크지만, 빠르기로 따지면 말초 화학수용기의 반응이 다섯 배나 빠르다. 따라서 갑자기 운동을 시작할 때처럼 이산화탄소 분압이 급격하게 변할 때 기민하게 대응하도록 돕는 것으로 보인다.

## 콩팥의 역할
콩팥은 오줌의 조성을 조절함으로써 산-염기 항상성을 유지한다. 산성 소변이 배설되면 체액에서 산이 제거되고, 염기성 소변이 배설되면 체액에서 염기가 제거된다. 보통 사람은 하루에 70-80 mEq 정도의 비휘발성 산을 섭취하는데, 호흡으로 제거하지 못하니 소변으로 내보내야 한다. 콩팥은 산성 소변을 내보내 하루에 70-80 mEq만큼 산을 제거함으로써 균형을 맞춘다. 또한 산혈증이 있으면 소변을 더욱 산성화하고, 반대로 알칼리혈증이 있으면 덜 산성화하거나 심지어 알칼리화하는 콩팥보상을 통해 혈액의 수소 이온 농도를 정상으로 되돌린다.
콩팥이 소변의 산염기 상태를 조절하는 주된 분자 기제는 수소 이온 분비이다. 토리에서 갓 여과한 액체는 혈액과 거의 조성이 비슷하여 중탄산염 농도가 약 24 mEq/L인 염기성 용액이다. 토리거름률이 정상이면 혈액이 하루에 약 180 L 걸러지므로, 중탄산염은 하루에 약 4320 mEq 여과된다. H+
를 그보다 많이 분비하면 알짜로 산을 배출하는 것이고, 그보다 적게 분비하면 염기를 잃어버리게 된다. 평상시에 산-염기 균형을 유지하려면 산 80 mEq를 배출해야 하니, H+
를 하루에 약 4400 mEq 분비하여야 한다. 이때 H+
 4320 mEq만큼은 중탄산염을 적정하므로 소변 pH를 크게 변화시키지 않지만, 나머지 80 mEq는 만일 완충되지 않으면 pH를 급격하게 떨어뜨린다. 소변 1.5 L에 H+
가 80 mEq 있으면 pH로는 1.3 정도에 해당한다. 그런데 소변이 너무 산성이면 H+
가 세뇨관 밖으로 확산하기 시작하기 때문에 소변의 pH는 4.5 미만으로 떨어지기 어렵다. pH를 4.5 이상으로 유지하면서 H+
 80 mEq를 배설하려면 하루에 소변을 최소한 2667 L 누어야 한다. 실제로 소변에는 인산염 등 완충계가 있어, 소변으로 분비한 H+
는 수용액 속을 자유롭게 돌아다니는 것이 아니라 예컨대 HPO2−
4와 결합하여 H2PO4-로 있다. 이로써 pH를 심하게 낮추지 않으면서 산을 다량 배설할 수 있다.
|     | 수소 이온과 결합한 꼴로 존재하는 비율 (%) | 수소 이온과 결합한 꼴로 존재하는 비율 (%) | 수소 이온과 결합한 꼴로 존재하는 비율 (%) |
| pH  | 인산염 (pKa = 6.8)                        | 요산염 (pKa = 5.8)                        | 크레아티닌 (pKa = 5.0)                    |
| --- | ----------------------------------------- | ----------------------------------------- | ----------------------------------------- |
| 7.4 | 20.1                                      | 2.5                                       | 0.4                                       |
| 6.2 | 79.9                                      | 28.5                                      | 5.9                                       |
| 4.4 | 99.6                                      | 96.2                                      | 79.9                                      |

소변 속 완충계의 완충 능력은 각 완충계의 농도와 pKa 값, 그리고 소변의 pH에 따라서 달라진다. 인산염의 경우 다량 여과되었다가 대부분 재흡수되어 결과적으로 하루에 30-40 mEq/L 정도가 배설된다. 인산염 완충계의 pK 값은 6.8이므로, pH 7.4인 혈액에서는 20%가량이 HPO2−
4로 있는 반면, pH 6.2에서는 80%가 HPO2−
4로 존재한다. 즉 소변의 pH가 6.2가 될 때까지 H+
를 분비하면 인산염의 60%를 적정하게 된다. 소변을 더 산성화하면 pKa 값이 더 낮은 요산염과 크레아티닌이 주로 수소 이온을 적정하는 역할을 한다.

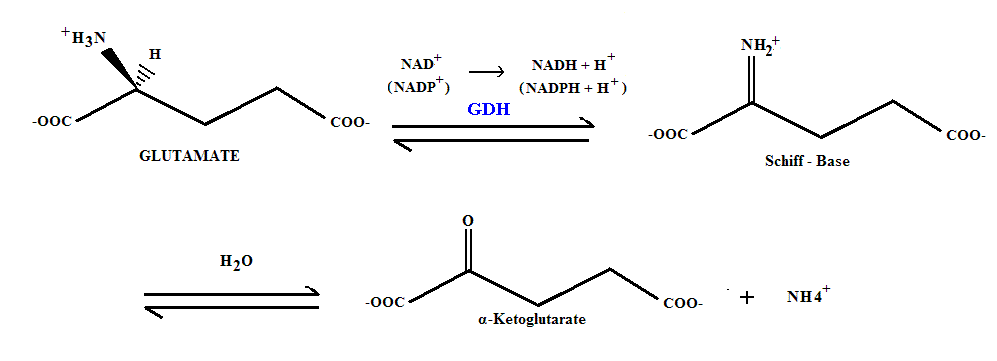
글루타민을 대사하여 α-케토글루타르산과 암모늄을 만드는 과정

또다른 중요한 성분은 암모늄이다. 혈중에는 거의 없지만, 세뇨관 벽 세포가 글루타민을 α-케토글루타르산으로 대사할 때 생성되어 소변으로 확산해 나가거나 능동수송으로 분비된다. 이를 암모니아생성(ammoniagenesis)이라고 한다. 글루타민은 가장 흔한 비필수 아미노산으로 각종 음식에 풍부하게 들어 있다. 이처럼 기질이 풍부하기에, 암모니아생성은 필요에 따라 탄력적으로 조절되어 산 제거에 크게 기여할 수 있다. 한 가지 이론적 문제는 암모니아-암모늄의 pKa 값이 9.2로 매우 높아서 혈액에서든 소변에서든 암모니아는 없고 암모늄밖에 없다는 점이다. 만들어질 때부터 모두 H+
와 결합하고 있어 H+
를 추가로 적정할 수 없는 암모늄이 무슨 수로 산 제거에 보탬이 되는지에 대해서는 논쟁이 있는데, 각 입장은 아래에 더 자세히 소개하였다.
콩팥의 산염기 조절을 정량적으로 분석하는 지표는 알짜산배설량(net acid excretion, NAE)으로, 다음처럼 계산된다.
{\displaystyle {\ce {NAE}}={\ce {TA}}+({\ce {NH4+}})-({\ce {HCO3-}})}
여기서 {\displaystyle {\ce {(NH4+)}}}와 {\displaystyle {\ce {( HCO3- )}}}는 각각 소변을 통한 암모늄과 중탄산염의 배설량을 가리킨다. 암모늄을 배설할수록 산을 제거하는 것이고, 중탄산염을 배설할수록 염기를 잃어버리는 셈이다. 한편 {\displaystyle {\ce {TA}}}는 적정산도(titratable acidity)로, 암모늄과 중탄산염 이외의 다른 완충계가 적정한 산의 양을 가리킨다. 소변의 pH가 7.4가 될 때까지 첨가해 주어야 하는 강염기의 양으로 측정할 수 있다. 암모늄은 pKa가 높아 해리하지 않으며, 따라서 암모늄의 양은 적정산도 계산에 포함되지 않는다. 평상시에 콩팥은 중탄산염을 대부분 재흡수하여 배설량은 0에 가깝다. 나머지 두 항인 적정산도와 암모늄 배설량은 항상성을 유지하기 위해 제거하여야 하는 산 80 mEq를 대략 40 mEq씩 나누어 맡는다. 그런데 산혈증이 있어서 산을 더 많이 제거해야 하는 경우, 인산염 등은 여과되는 양 자체에 한계가 있으므로 적정산도가 크게 증가하기는 어렵다. 반면 암모늄 분비는 탄력적으로 조절되어 많게는 하루에 500 mEq까지도 늘어날 수 있다. 따라서 만성 산혈증 상황에서는 암모늄 분비가 콩팥의 산 제거에서 가장 큰 비중을 차지한다. 반대로 알칼리혈증이 있으면 암모늄 분비가 0에 가까워지고 중탄산염 분비가 늘어나 NAE가 음수가 되므로 알짜로 염기가 제거된다.

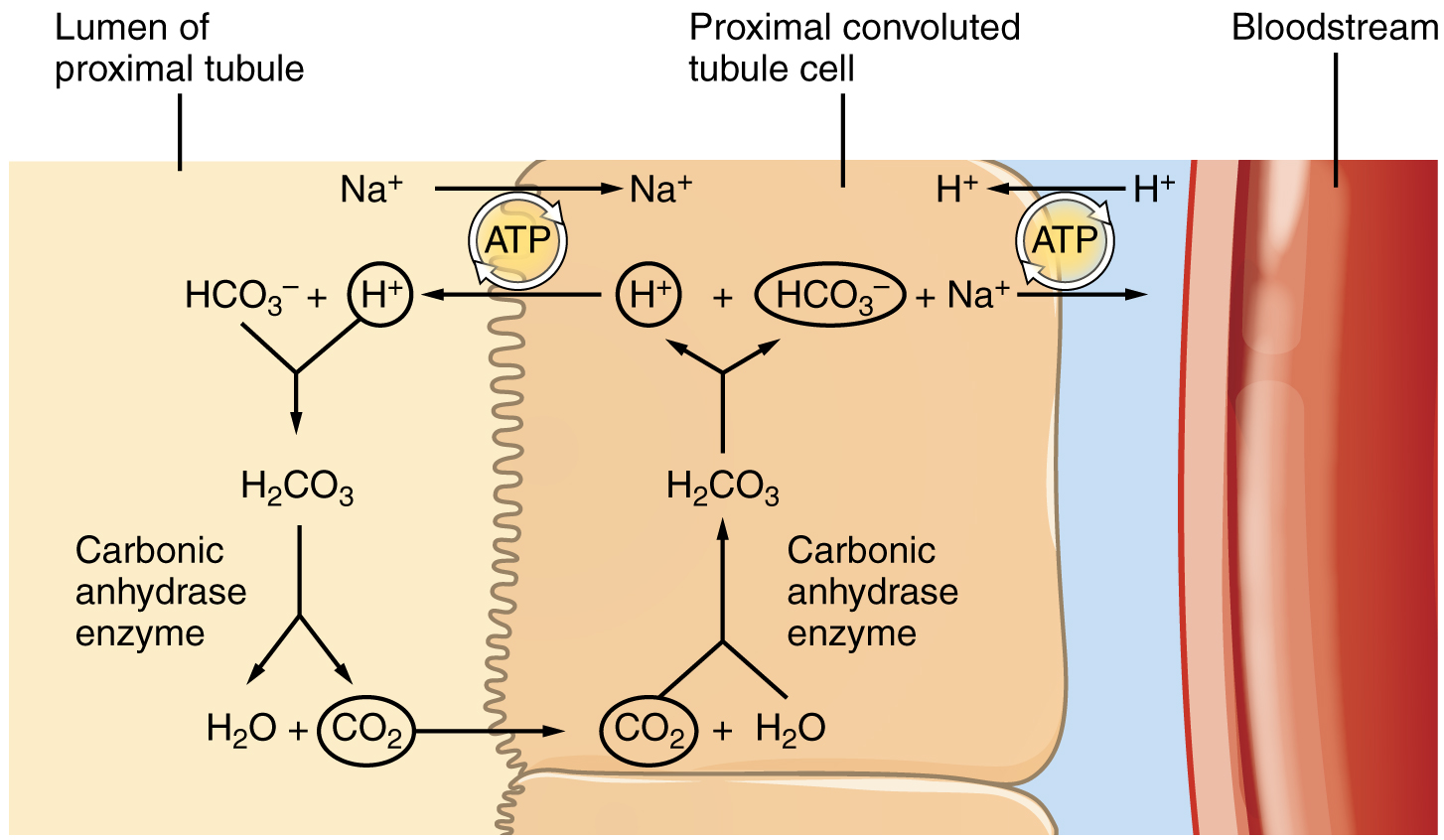
토리쪽곱슬세관에서 중탄산염을 재흡수하는 과정을 나타낸 모식도. H2CO3가 해리하면 HCO3-와 H+가 만들어진다. HCO3-는 세포 바닥면의 통로를 통해 혈액으로 확산하여 나간다. H+는 내강으로 분비되어 소변의 중탄산염을 적정하는 데에 쓰인다. 따라서 알짜로는 소변에서 혈액으로 중탄산염이 재흡수되는 셈이다.

A형 사이세포는 능동수송으로 수소 이온을 분비한다. 수소 이온을 분비할 때마다 중탄산염을 생성하는 셈이다.

### 중탄산염 중심 해석
생리학에서는 콩팥의 산염기 조절 작용을 흔히 수소 이온 배설, 중탄산염 재흡수, 그리고 중탄산염 생성으로 나누어 설명하는데, 따지고 보면 모두 수소 이온 분비라는 한 가지 기제에서 비롯하는 현상이다. 세뇨관 벽 세포로는 이산화탄소가 자유롭게 확산해 들어올 수 있으며, 이산화탄소가 용해하여 된 H
2CO
3는 세포 안의 탄산무수화효소에 의해 HCO−
3와 H+
로 해리한다. H+
를 세포 밖으로 분비해 없앨수록 반응의 평형이 치우치므로, HCO−
3도 많이 만들어져 세포 바닥면의 통로를 통해 확산하여 나간다. 따라서 H+
를 하나 분비할 때마다 중탄산염을 하나씩 얻는다. 분비한 H+
가 소변의 중탄산염을 적정하는 데 쓰이면 결과적으로는 소변에서 혈액으로 중탄산염을 재흡수하는 셈이다. 한편 다른 완충계가 수소 이온을 흡수하는 경우, 소변의 중탄산염은 변하지 않았는데 혈액에만 중탄산염이 많아지므로 중탄산염 생성이라고 보는 것이다.

### 암모니아 생성의 역할
전통적으로 암모니아생성이 산 제거에 기여하는 것은 인산염 등 다른 완충계와 마찬가지 원리라고 간주되었다. 콩팥에서 만들어진 암모니아는 기체 상태로 소변으로 확산하여 나간다. 소변은 혈액보다 훨씬 산성이므로 암모니아는 즉시 암모늄이 된다. 기체인 암모니아와 달리 극성이 강한 이온인 암모늄은 세뇨관 벽을 쉽게 통과하지 못하므로 소변에 갇힌다. 이처럼 암모니아가 H+
와 결합하여 적정하기에 수소 이온이 배설되는 효과가 있다는 것이다.
{\displaystyle {\ce {H+ + NH3 -> NH4+}}}
하지만 암모니아-암모늄의 pKa는 9.2로 너무 높아 98% 이상이 암모늄으로 존재하므로 완충 능력이 거의 없다. 더군다나 콩팥의 대사 과정에서 만들어지는 것은 암모니아 기체가 아니라 암모늄 이온이다. 다른 해석은 암모늄과 더불어 만들어지는 HCO−
3에 주목한다. 글루타민에서 아민을 떼어내면 카복시산 잔기가 남으므로 대사하여 HCO−
3를 만들 수 있다. 암모늄 하나를 분비할 때마다 HCO−
3를 하나씩 얻어 혈액의 H+
 하나를 중화할 수 있으므로, 알짜로는 산이 제거되는 셈이다.
또다른 견해는 간의 역할에 주목한다. 간에서는 아미노산을 분해하여 탄산수소 이온과 암모늄 이온을 하루에 약 1000 mEq씩 만든다. 콩팥에서 일어나는 아미노산 대사가 간에서 일어나는 반응과 다른 점은 암모늄이 몸 밖으로 분비된다는 것이다. 분비되지 않고 몸 안에 남은 암모늄은 요소로 대사되는데, 이때 HCO−
3가 소모된다.
{\displaystyle {\ce {2NH4+ + 2HCO3- -> CO(NH2)2 + CO2 + 3H2O}}}
그러므로 콩팥 암모니아생성이 산 제거에 기여할 수 있는 참된 이유는 HCO−
3를 소모하지 않으면서도 암모늄을 제거하는 방법을 제공하기 때문이다. 콩팥이 대사에 이용하는 글루타민 자체는 간에서 만들어져 유입된 것으로, α-케토글루타르산을 글루탐산염으로 대사할 때 수소 이온 하나가 만들어져 HCO−
3를 중화하였을 테니, 콩팥에서 만든 HCO−
3는 그저 잃어버렸다가 되찾은 것에 지나지 않는다. 간에서 만든 암모늄을 독성이 적은 형태로 콩팥까지 옮기려고 임시로 글루타민을 합성하는 것이다. 암모늄 하나를 분비할 때마다 알짜로 HCO−
3를 하나씩 얻는 것은 맞지만, 내막을 살펴보면 간의 요소 합성에 소모되는 양을 줄임으로써 나타나는 간접적인 효과이다.

### 조절
콩팥은 체액의 산염기 상태에 따라 오줌의 조성을 조절함으로써 산염기 변동을 되돌린다. 산혈증이 있으면 H+
 분비 및 암모니아생성을 늘림으로써 산을 많이 제거하고 중탄산염을 많이 만든다. 반대로 알칼리혈증이 있으면 H+
 분비를 줄여 중탄산염이 재흡수되지 않고 그대로 빠져나가도록 하며, 암모늄 역시 분비하지 않는다. 이로써 염기를 제거한다.
토리쪽곱슬세관 세포는 세뇨관 내강을 마주하는 꼭대기면의 수소 이온 운반 단백질 개수, 그리고 반대쪽인 바닥면의 중탄산염 운반 단백질 개수를 조절함으로써 H+
 분비를 늘리거나 줄인다. 흥미롭게도 이러한 조절 기제는 pH가 아니라 중탄산염 완충계의 나머지 두 성분인 이산화탄소와 중탄산염 농도에 반응하는 것으로 보인다. 토리쪽곱슬세관 세포의 바닥면과 맞닿는 용액의 이산화탄소 분압이 높으면 외포작용이 활발하게 일어나 세포막에 이온 운반 단백질이 많아져 내강으로 H+
를 많이 분비하고, 이산화탄소 분압이 낮으면 반대로 운반 단백질이 덜 활성화되어 H+
를 적게 분비한다. 바닥쪽 표면과 맞닿는 용액의 중탄산염 농도가 낮거나 높은 경우에도 마찬가지이다.
토리쪽곱슬세관 세포에서는 산염기 변동에 반응하여 암모니아생성도 조절한다. 이 경우 변화를 야기하는 것은 세포 내 pH 변화로, 세포내액이 산성화되면 암모니아생성에 관여하는 각종 효소의 활성이 증가한다. 미토콘드리아의 글루탐산분해효소가 활성화되면 글루타민이 암모늄과 글루탐산으로 분해되는 반응이 더 활발하게 일어난다. 포스포에놀파이루브산 카르복실레이스(PEPCK) 효소가 활성화되면 포도당신생합성이 촉진되어, 글루탐산 탈아미노화의 산물인 α-케토글루타르산을 포도당으로 전환하는 반응이 더 활발하게 일어난다. 이로써 산혈증 상황에서 암모늄 생성·분비가 촉진된다.
한편 집합세관에는 A형과 B형 사이세포라는 두 종류 세포가 있다. A형 사이세포는 꼭대기면에 양성자 펌프가 있고 바닥면에 Cl−
-HCO−
3 교환체가 있어 내강으로 H+
를 분비한다. B형 사이세포는 꼭대기면과 바닥면의 이온 운반 단백질 분포가 이와 반대로 되어 있어 내강으로 HCO−
3를 분비한다. 산혈증이 만성적으로 지속되면 집합세관에 A형 사이세포가 늘고 B형 사이세포가 줄어 H+
 분비가 촉진된다. 반대로 만성 알칼리혈증 상황에서는 B형 사이세포가 많아지고 A형 사이세포가 적어져 H+
 분비가 억제되고 오히려 HCO−
3가 분비된다.

### 스튜어트 해석
스튜어트 산염기 이론에서는 콩팥의 역할을 전혀 다르게 설명한다. 수소 이온과 탄산수소 이온은 다른 요인에 의해 농도가 결정되는 종속변인이므로, 콩팥이 H+
를 배출하거나 HCO−
3를 재흡수·생성함으로써 산염기 균형을 유지한다는 서술은 부적절하다. 만일 세포막을 가로질러 이동하는 이온이 오로지 H+
뿐이라면, 막 안팎의 H+
 농도가 변하는 것이 아니라 전하분리로 말미암아 막 전위가 변동할 것이다. 전하분리가 아주 조금만 더 일어나더라도 막 전위의 크기는 급격하게 증가한다. 따라서 막을 가로질러 일어나는 H+
의 이동은 전기적으로 중성이 되도록 다른 이온의 움직임을 동반하여야 한다. 막 안팎의 산염기 상태가 변화하는 것은 H+
의 이동 그 자체 때문이 아니라, 강한 이온이 H+
와 짝지어 움직이는 탓에 막 안팎의 강이온차이 SID가 변화하기 때문이다.
콩팥이 산염기 항상성에 관여하는 기제는 그러므로 강한 이온의 출입을 조절하는 것일 수밖에 없다. 체액보다 SID가 큰 소변을 내보내면 체액의 SID는 줄고, 체액보다 SID가 작은 소변을 내보내면 체액의 SID는 커진다. 콩팥은 강한 양이온을 재흡수하고 강한 음이온을 분비함으로써 소변의 SID를 줄여, 대사·음식 섭취 등으로 체액의 SID가 감소하는 것을 거슬러 항상성을 유지한다. 또한 산혈증과 같은 변동이 있으면 소변 SID를 키워 체액 pH를 정상으로 되돌린다.
스튜어트 이론의 해석에 따르면, 세뇨관 벽에 있는 갖가지 H+
 및 HCO−
3 수송 단백질은 직접적으로든 간접적으로든 강한 이온을 함께 옮긴다. 강한 음이온 없이 나트륨이나 칼륨 이온을 재흡수할 때마다, 혹은 강한 양이온 없이 염화 이온 하나를 분비할 때마다 소변 SID는 감소한다. 예컨대 먼쪽곱슬세뇨관에서 H+
 분비와 Na+
 재흡수가 긴밀하게 연관되어 있다는 사실은 잘 알려졌으며, 소변의 산염기 상태가 변화하는 것은 바로 H+
와 짝지어 움직이는 Na+
 때문이다. 다만 Na+
는 체액 부피 항상성 조절과, K+
는 막 전위 항상성 조절과 깊이 엮여 있으므로, 산-염기 항상성을 유지하는 데에 가장 중요한 기제는 Cl−
의 출입 조절이리라고 추측하였다. 암모니아생성이 중요한 것은 이런 까닭이다. 암모늄 이온 하나를 분비할 때마다 Na+
 없이 Cl−
만 분비할 수 있기 때문이다.

## 산-염기 장애

### 병인에 따른 분류

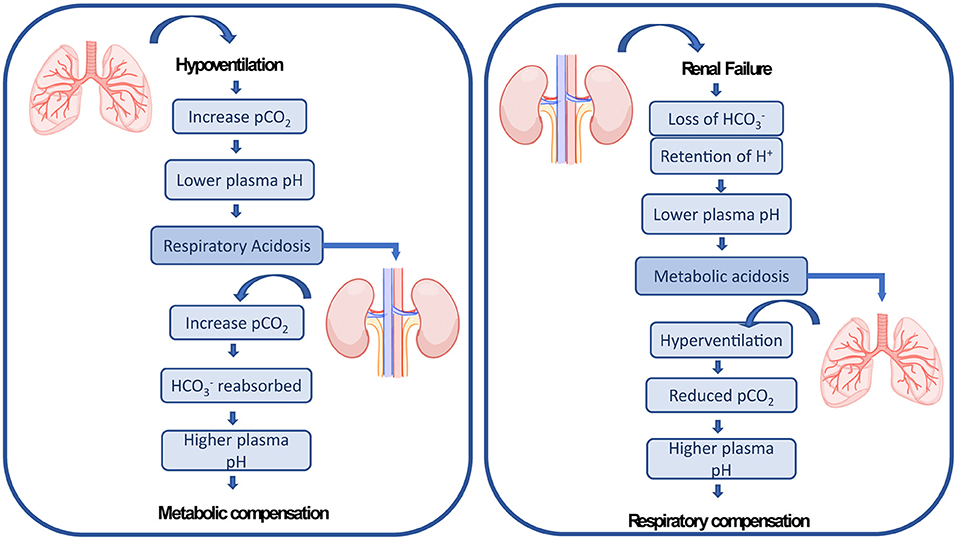
허파 기능에 문제가 생겨 호흡성 산-염기 장애가 나타나면 콩팥이 보상 작용을 하고, 반대로 콩팥 때문에 대사성 산-염기 장애가 생기면 허파가 보상 작용을 하여 몸의 산염기 상태를 정상으로 되돌린다.

산-염기 장애는 병인에 따라 크게 호흡성(respiratory)과 대사성(metabolic)으로 구분된다. 호흡성 산-염기 장애는 호흡 이상으로 이산화탄소 분압이 달라지는 바람에 생기는 이상을 가리키고, 대사성 산-염기 장애는 이산화탄소 분압 변화 이외의 요인으로 생기는 이상을 아울러 가리킨다. 변화의 방향에 따라 산증과 알칼리증이 구분되므로, 결국 산-염기 장애를 크게 호흡성 산증, 호흡성 알칼리증, 대사성 산증, 대사성 알칼리증으로 구분할 수 있다.
이산화탄소 분압은 이론상 휘발성 산이 체내에서 지나치게 많이 혹은 적게 만들어지는 탓에 변화할 수도 있지만, 이런 경우는 드물다. 대개 호흡계통이 환기로써 CO
2를 제거하는 기능에 문제가 있을 때 호흡성 산-염기 장애가 발생한다. 호흡 중추나 호흡계통에 질병이 생겨 환기가 방해를 받으면 CO
2를 제거하지 못하므로 호흡성 산증이 생긴다. 반대로 호흡성 알칼리증은 환기가 지나칠 때 생기는데, 정신 질환 등으로 과호흡을 하는 경우가 그 예이다. 기계환기를 시행할 때에도 흔히 발생한다. 호흡성 산염기 변동에 반응하여 항상성을 유지하는 기제는 혈액의 완충 작용과 콩팥보상이다. 이들의 작용으로 호흡성 산증에서는 HCO−
3 농도가 증가하고 호흡성 알칼리증에서는 HCO−
3 농도가 감소한다.
대사성 산-염기 장애는 CO
2 분압 변화가 아닌 이유로 체액에 산·염기가 더해지거나 빠지는 경우를 가리키며, 헨더슨-하셀바흐 식을 중시하는 전통적인 견해에서는 HCO−
3가 과다하거나 모자라는 상태로 이해된다. 대사성 산증은 메탄올 등 비휘발성 산을 과량 섭취하거나 설사 등으로 염기를 잃어버리는 경우, 당뇨병성 케톤산증 등으로 체내에서 비휘발성 산을 많이 생성하게 되는 경우, 콩팥요세관산증이나 만성콩팥병 등으로 콩팥의 산 제거 기능이 지장을 받는 경우에 발생할 수 있다. 반대로 대사성 알칼리증은 제산제 등 염기를 과량 섭취하거나 구토 등으로 산을 잃어버리는 경우, 또는 이뇨제 투여 등으로 말미암아 콩팥에서 산 제거 및 염기 재흡수가 지나치게 활성화되는 경우에 발생할 수 있다. 대사성 산염기 변동에 반응하여 항상성을 유지하는 기제는 호흡보상으로, 대사성 산증에서는 환기가 활발히 일어나 CO
2 분압이 감소하고, 대사성 알칼리증에서는 환기가 뜸해져 CO
2 분압이 증가한다. 물론 대사성 변동이 애초에 콩팥의 문제 때문에 생겼던 것이 아니라면, 콩팥보상 역시 대사성 산-염기 장애에 대응하는 데에 기여할 수 있다.
산-염기 장애가 한 가지 병인으로 말미암은 것일 때 단순(simple)하다고 하며, 여러 병인이 함께 있으면 복합(mixed) 산-염기 장애라고 한다. 그런데 산염기 변동이 일어나면 여러 보상 기제가 작동하는 것이 정상이기 때문에, 복합 산-염기 장애를 따지는 것은 다소 까다롭다. 분명한 것은 산혈증이나 알칼리혈증이 나타났다면 적어도 한 가지 산증이나 알칼리증이 있었을 테고, 그에 반응하여 일어난 보상 현상의 정도는 원인이 된 산염기 변동을 완전히 정상으로 되돌리기에 부족했으리라는 점이다. 따라서 가장 정도가 심한 산-염기 장애를 일차성(primary)이라고 부른다. 나머지 변동 가운데 정상적인 보상 현상에 못 미치거나 그를 넘어서는 정도로 일어난 것을 가리켜 이차성(secondary)이라고 부르며, 단순한 보상이 아니라 참으로 이차성인 변동이 동반된 경우만 복합 산-염기 장애라고 일컫는다.

### 코펜하겐 접근법: 대사성 장애의 척도

데이븐포트 그림이 코펜하겐 방법에서 중요하게 다루어지는 반면, 보스턴 방법에서는 편리하지만 부정확한 도구에 지나지 않는다고 간주된다. 그림은 다양한 산-염기 장애 환자의 pH 및 변동을 통계적으로 분석하여 도출한 95% 신뢰구간을 나타낸 것이다. 환자 사이의 개인차 및 생리적 보상 반응을 고려하면, CO2 등치선 및 완충선과 같은 특정한 곡선을 기준으로 생각하기보다는 오히려 그림처럼 넓은 영역을 기준으로 대강 판단하는 것이 더 합당하다고 본다. 그리고 도표보다 경험적 수식을 우선시해야 한다고 강조한다.

환자의 산염기 상태를 평가하려면 무엇보다도 병력 청취와 진찰을 철저하게 하여 임상적 판단을 내려야 한다. 하지만 과거력만 가지고 산-염기 장애의 병인을 알아내기가 꼭 쉬운 일은 아니며, 특히 복합 산-염기 장애가 있으면 까다롭다. 이런 경우 정량적으로 따지는 것이 도움이 된다. 호흡성 장애의 유무와 정도는 CO
2 분압으로 판단하면 되므로 간단하다. 대사성 장애를 평가하려면 비휘발성 산·염기가 많은지 적은지 알아내야 하는데, 갖가지 화학종의 농도를 모조리 측정할 수는 없으므로 간접적인 방법을 써야 한다. 전통적인 중탄산염 중심 접근법에서는 비휘발성 산을 중화하는 것이 주로 HCO−
3이므로 대략 HCO−
3가 정상보다 감소한 만큼 비휘발성 산이 유입되었다고 간주할 수 있다고 본다.
물론 실제로는 중탄산염 완충계뿐만 아니라 혈액 속 다른 완충계도 산염기 변동을 중화하는 데에 기여한다. 더군다나 비휘발성 산·염기 출입 없이 CO
2 분압만 변하더라도, 중탄산염 완충계의 평형이 이동하기 때문에 HCO−
3 농도 역시 변하기 마련이다. 따라서 HCO−
3 감소량이 꼭 비휘발성 산 유입량을 나타낸다고 볼 수 없다. 덴마크 학자들은 이론적 모형으로써 CO
2 분압 및 다른 완충계의 영향을 보정하고 비휘발성 산의 출입량을 정확하게 평가하고자 하였다. 이들이 발전시킨 방법론을 코펜하겐 접근법(Copenhagen approach)이라고 부른다.
코펜하겐 접근법의 이론적 배경에 대해서는 위에서도 기술하였으나, 다시 요약하면 이러하다. 혈액 속 완충계를 크게 중탄산염 완충계와 나머지로 나누어 생각할 때, 두 계의 평형 조건은 각각 헨더슨-하셀바흐 방정식과 밴슬라이크 방정식으로 표현된다. pH를 가로축에, {\displaystyle [{\ce {HCO3-}}]}를 세로축에 나타낸 데이븐포트 그림에서 두 수식은 각각 지수함수 꼴의 CO
2 등치선과 직선형의 완충선으로 나타내어지며, 체액의 산염기 상태는 두 곡선이 만나는 지점으로 정해진다. 순수한 호흡성 산염기 변동은 오로지 중탄산염 완충계의 평형 조건에만 영향을 미치므로, 데이븐포트 그림에서 CO
2 등치선이 이동하는 것으로 표현된다. 혈중 CO
2 분압을 측정하면 등치선의 위치를 알 수 있고, 따라서 호흡성 산-염기 장애를 평가할 수 있다. 한편 순수한 대사성 산염기 변동은 나머지 완충계의 평형 조건에만 영향을 미치므로, 데이븐포트 그림에서 완충선이 이동하는 것으로 표현된다. 따라서 완충선의 세로 절편에 해당하는 염기과잉 값을 대사성 산-염기 장애의 척도로 삼는다.

### 보스턴 접근법: 보상 반응에 대한 경험적 규칙
코펜하겐 학파의 모형에는 몇 가지 흠이 있다. 하나는 염기과잉 개념이 혈액만을 고려하여 만들어졌기 때문에, 혈액이 저보다 완충 능력이 낮은 조직 간질액과 평형을 이루고 있음을 간과한다는 것이다. 또 하나는 정상적인 보상 반응과 이차성 장애를 구분하지 못한다는 것이다. 미국 학자들은 이를 비판하며 이론적인 모형보다는 경험에 의존하자고 제안하였는데 이를 보스턴 접근법(Boston approach)이라고 부른다. 이들은 다양한 산-염기 장애 환자에서 보상 반응이 얼마나 일어나는지 관찰하여 규칙으로 정리하였다. 규칙에 들어가는 수치가 정확히 얼마인지는 학자마다 조금씩 다르게 기술하곤 하지만, 대강 다음과 같다.
1. 대사성 산증에 대한 호흡보상: {\displaystyle P_{{\ce {CO2}}}=1.5\times [{\ce {HCO3-}}]+8} (윈터스 공식(Winters's formula))
2. 대사성 알칼리증에 대한 호흡보상: {\displaystyle P_{{\ce {CO2}}}=0.7\times [{\ce {HCO3-}}]+21}
3. 급성 호흡성 산증에 대한 대사성 보상: {\displaystyle [{\ce {HCO3-}}]=24+\left(P_{{\ce {CO2}}}-40\right)\times {\frac {1}{10}}} ("10 당 1씩 오른다")
4. 만성 호흡성 산증에 대한 대사성 보상: {\displaystyle [{\ce {HCO3-}}]=24+\left(P_{{\ce {CO2}}}-40\right)\times {\frac {4}{10}}} ("10 당 4씩 오른다")
5. 급성 호흡성 알칼리증에 대한 대사성 보상: {\displaystyle [{\ce {HCO3-}}]=24-\left(P_{{\ce {CO2}}}-40\right)\times {\frac {2}{10}}} ("10 당 2씩 내린다")
6. 만성 호흡성 알칼리증에 대한 대사성 보상: {\displaystyle [{\ce {HCO3-}}]=24-\left(P_{{\ce {CO2}}}-40\right)\times {\frac {5}{10}}} ("10 당 5씩 내린다")

이러한 비판에 맞서 코펜하겐 학파에서는 조직 사이질과의 평형까지 고려한 표준염기과잉(standard base excess, SBE) 개념을 고안하였다. 조직 사이질의 세포외액 때문에 헤모글로빈이 '희석'된다고 간주하여 밴슬라이크 방정식의 {\displaystyle {\rm {[Hb]}}}에 실제 측정치보다 더 낮은 값을 대입하여 염기과잉을 계산한 값으로, 단순하게 계산한 염기과잉보다 믿을 만하다고 여겨져 임상에서 더 널리 쓰인다. 코펜하겐 학파는 또한 표준염기과잉을 기준으로도 얼마든지 경험적 규칙을 도출할 수 있다고 응수하였다.
1. 대사성 산증에 대한 호흡보상: {\displaystyle P_{{\ce {CO2}}}=40+1.0\times {\rm {SBE}}}
2. 대사성 알칼리증에 대한 호흡보상: {\displaystyle P_{{\ce {CO2}}}=40+0.6\times {\rm {SBE}}}
3. 급성 호흡성 산-염기 장애에 대한 대사성 보상: {\displaystyle {\rm {{SBE}=0}}} (염기과잉 개념의 정의상 순수한 호흡성 장애에서는 변동하지 않음)
4. 만성 호흡성 산-염기 장애에 대한 대사성 보상: {\displaystyle {\textrm {SBE}}=0.4\times \left(P_{{\ce {CO2}}}-40\right)}

### 스튜어트 접근법: 비휘발성 약산의 역할
스튜어트 이론은 전통적인 관점에서 크게 벗어나는 만큼 산-염기 장애를 이해하는 방식 역시 사뭇 다르다. 쟁점이 많지만, 스튜어트 접근법의 한 가지 중요한 특징은 비휘발성 약산을 중요하게 여긴다는 것이다. 기존 산염기 생리학에서는 혈액 pH의 값 자체보다는 그 변화에 주목하였으므로, 알부민·인산 등 혈장의 비휘발성 약산은 완충능력이 헤모글로빈에 비해 미미하기 때문에 산-염기 항상성을 이해하는 데에 덜 중요하다고 보았다. 반면 스튜어트 이론에서는 비휘발성 약산 자체가 혈액을 산성화한다고 강조한다. 예컨대 pH 7.4인 혈장에 알부민이 4.4 g/dL의 농도로 존재할 때 그 전하량 총합은 약 -10 ~ -13 mEq/L에 이르는 것으로 추산된다. 강이온차이가 일정할 때, 알부민 농도가 높아지면 음전하가 많아지므로 HCO−
3는 '쥐어짜져서' 적어지고 혈액은 산성화될 것이다. 반대로 알부민이 적어지면 이러한 효과가 덜해지므로 혈액이 알칼리화될 것이다.
| 분류      | 호흡성                          | 대사성    | 대사성                    | 대사성       | 대사성     |
| 이상 변인 | {\displaystyle P_{{\ce {CO2}}}} | SID       | SID                       | ATOT         | ATOT       |
| --------- | ------------------------------- | --------- | ------------------------- | ------------ | ---------- |
| 이상 변인 | {\displaystyle P_{{\ce {CO2}}}} | 수분      | 강이온                    | 알부민       | 인산염     |
| 산증      | CO 2 과다                       | 수분 과다 | Cl− 또는 기타 음이온 과다 | 고알부민혈증 | 고인산혈증 |
| 알칼리증  | CO 2 부족                       | 탈수      | Cl− 부족                  | 저알부민혈증 |            |

일부 학자는 스튜어트 이론에서 대사와 관련된 독립변수가 강이온차이 SID와 비휘발성 약산 총량 ATOT 두 가지이므로, 각 변인의 증감에 따라 대사성 산-염기 장애를 네 가지로 구분하자고 제안하였다. 이 관점에 따르면 기존에 분류했던 대사성 산증·알칼리증은 SID가 감소·증가하는 경우에 해당한다. 여기에 더해 고알부민혈증이나 고인산혈증 등 ATOT이 증가해서 생기는 대사성 산증이 있고, 저알부민혈증 등 ATOT이 감소해서 생기는 대사성 알칼리증이 있다. 특히 중환자들에게서는 저알부민혈증이 흔히 나타나므로, 알부민 감소로 인한 알칼리증을 고려하지 않으면 통상적인 대사성 산증이 함께 발병했을 때 제대로 알아보기 어렵다고 주장하였다.
전통적인 중탄산염 중심 접근법을 지지하는 학자들은 혈장 단백질이나 인산 농도의 변화를 산염기 현상으로 보아서는 안 된다고 반론했다. 인체에서는 pH가 정상인데 약산 농도와 강이온차이가 둘 다 변화해 있는 경우가 흔히 보인다. 이를 스튜어트 이론에 맞추어 “저알부민혈증으로 대사성 알칼리증이 발생했고, 이에 대한 반응으로 SID가 감소하여 보상적 대사성 산증이 함께 나타났다.”는 식으로 설명할 수도 있겠지만, 적절한 해석인지는 의문의 여지가 있다. 예컨대 콩팥증후군 때문에 알부민과 강한 양이온이 짝을 지어 대량으로 소실된 경우, SID와 ATOT이 둘 다 감소하겠지만 이를 산염기 변동이라고 부르기는 어려워 보인다.
전통적인 관점과 스튜어트 관점을 가르는 핵심 쟁점은 생체에서 혈장 pH를 정상으로 되돌리기 위해 조절되는 독립변수가 SID인지 ATOT인지 하는 문제이다. 시험관에서라면 둘 중 어느 것이든 조작할 수 있겠지만, 생체에서는 SID가 콩팥에 의해 빠르게 조절되는 반면 알부민 농도는 간에 의해 느리게 (기껏해야 하루에 약 0.1 g/dL만큼) 조절된다. 그러므로 저알부민혈증이 있는데 SID 값은 정상인과 비슷해서 알칼리증이 나타난 환자가 있다면, 간이 알부민 농도를 잘못 조절해서가 아니라 콩팥이 충분히 보상 작용을 하지 못해서 산-염기 장애가 발생했다고 보는 편이 합당하다. 스튜어트 이론의 지지자 가운데 일부는 이러한 지적을 반영하여, SID의 정상 값이 상황에 따라 달라질 수 있다고 인정한다. 저알부민혈증 등으로 ATOT이 감소하면 SID가 따라 감소해서 pH를 일정하게 유지하는 것이 정상이며, 실제 SID가 새로운 정상 값에서 벗어난 정도인 {\displaystyle {\rm {{\mathit {\Delta }}(SID)}}}야말로 참으로 대사성 산-염기 장애의 척도이다. 이렇게 정의한 {\displaystyle {\rm {{\mathit {\Delta }}(SID)}}}는 코펜하겐 학파의 염기과잉과 같은 개념이 된다.
다만 해석의 차이가 있을지언정, 비휘발성 약산의 증감이 어떤 식으로든 체액의 산염기 균형에 영향을 미친다는 스튜어트 이론의 통찰은 틀림없는 사실이다. 간의 알부민 합성 기능을 산-염기 항상성 기제로 보기 어렵다고 하더라도, 저알부민혈증은 간 질환에서 나타나는 산염기 변동을 이해할 때 고려해야 할 중요한 요인 가운데 하나이다. 또 설령 전통적인 방식을 따라 산-염기 장애를 평가한다고 하더라도, 대사성 산-염기 장애의 원인과 정도를 정확히 파악하려면 결국 알부민 농도를 감안하여야 한다.

## 역사

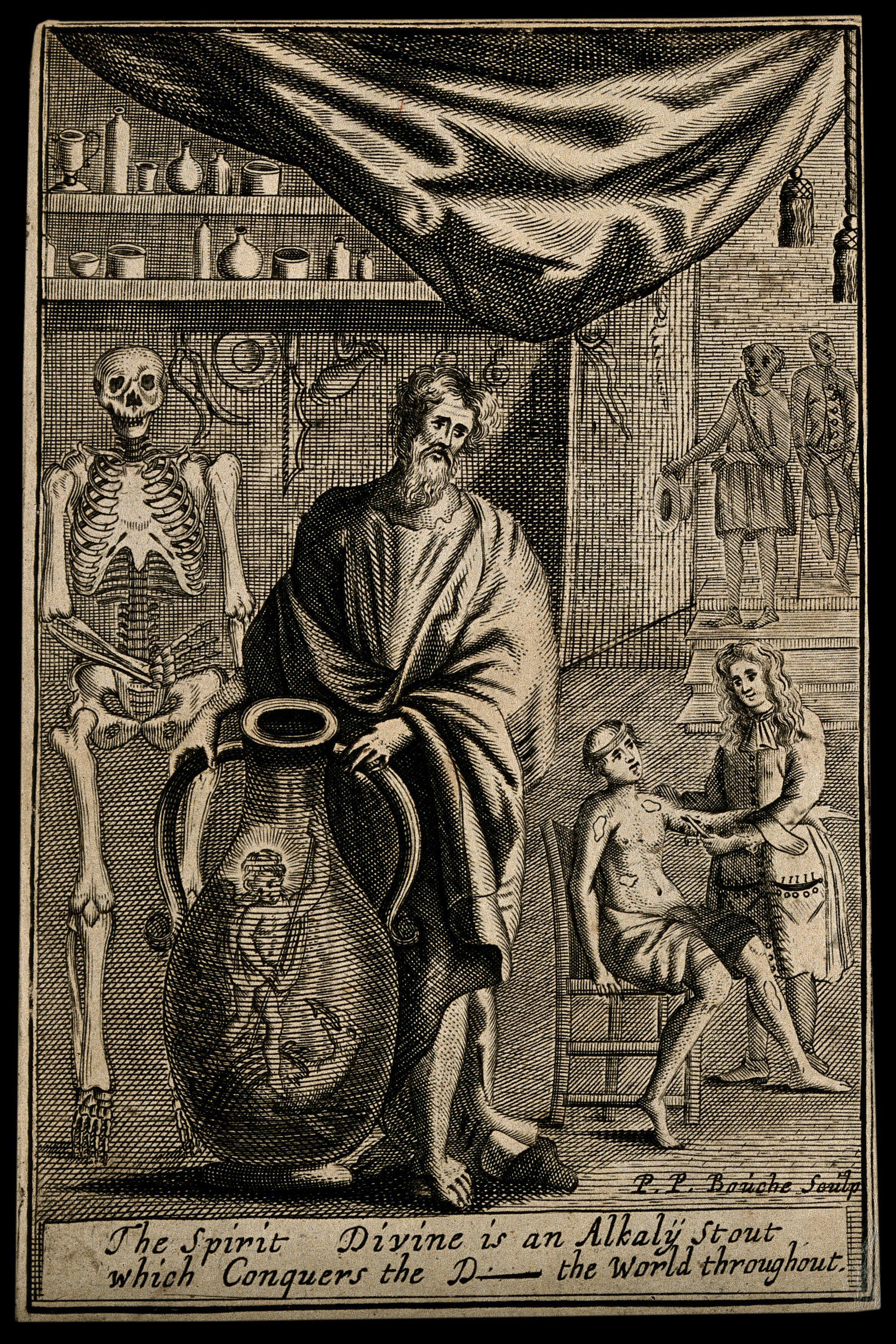
1686년에 제작된 판화. 외과의사의 작업실에서 학자가 항아리를 들고 있는데, 미카엘이 드래곤을 물리치는 모습이 묘사되어 있다. 그림 아래에 “거룩한 영은 온 세상의 D를 무찌르는 굳센 알칼리이다.”라는 설명이 달린 것으로 볼 때, 항아리의 내용물은 아마도 알칼리성 증류액(spirit)일 것이다. 산이 질병을 일으키므로 알칼리로써 치유할 수 있다는 당대의 통념을 반영하였다.

### 혈액의 산염기 성질
물질 가운데 산성인 것과 염기성인 것이 존재한다는 사실은 고대에도 알려져 있었다. 산(라틴어: acidus→시다)은 신맛을 내는 물질로 정의되었고, 알칼리(아랍어: اَلْقِلْي→재)는 산의 작용을 거슬러 중화할 수 있는 물질로 생각되었다. 산과 알칼리의 개념이 생리학·의학에 영향을 미치기 시작한 것은 16세기부터였다. 화학이 연금술과 구별되는 독자적인 학문 분과로 갈라지면서 파라켈수스 등 의화학(iatrochemistry)을 내세우는 사람들이 나타났다. 이들은 전통적인 갈레노스 의학에 맞서 다양한 주장을 새롭게 내놓았다. 예컨대 소화를 열 때문에 음식물이 익는 과정으로 간주한 통설에 반대하여, 음식물이 산성 위액을 만나 일종의 발효가 일어나는 것이 소화라고 보았다. 의화학자들에게 소화 이론은 생명 현상을 화학 반응으로 설명하는 한 가지 틀을 제공해 주었다. 얀 밥티스타 판 헬몬트는 모든 물질이 산 아니면 알칼리이며 화학적·생리학적 과정이란 대개 산-알칼리 반응으로 말미암아 일어난다고 주장했다. 17세기 의화학자들은 판 헬몬트의 이론을 널리 받아들여 산과 알칼리의 관점에서 건강과 질병을 바라보았다. 이를테면 프란시스퀴스 실비우스는 질병이란 모두 산이나 알칼리의 과잉 때문에 생기는 것이며, 반대 성질을 띠는 약물을 투여함으로써 교정할 수 있다고 생각했다.
의화학자들은 위액을 비롯하여 각종 체액의 산-알칼리 성질을 밝히려고 했다. 특히 이들은 갈레노스 의학의 사체액설을 대체할 이론을 마련하고자 했으므로 혈액의 화학적 조성을 규명하는 일을 중요하게 여겼다. 로버트 보일은 혈액을 증류하여 알칼리 성분을 추출했다고 기술했고, 이 성분이 생리학적으로 중요한 역할을 할지도 모른다고 추측했다. 의화학자들로부터 이어진 노력의 결실로, 19세기에 이르러 혈액의 알칼리성은 화학계에서 널리 알려진 사실로 자리 잡았다. 이와 더불어 혈액이 산·염기를 중화하는 능력이 매우 뛰어나다는 사실 또한 밝혀졌는데, 이 무렵의 산·염기 이론은 정의가 다소 모호하였으므로 연구 결과를 올바로 해석하기가 어려웠다. 예컨대 용액의 '산성도'를 지시약의 색이 바뀔 때까지 첨가해 주어야 하는 염기의 양으로 측정하곤 했다. 이처럼 산·염기의 세기와 양이 잘 구분되지 않았기 때문에, 산이든 염기든 효과적으로 중화하는 혈액의 성질은 한동안 수수께끼였다.

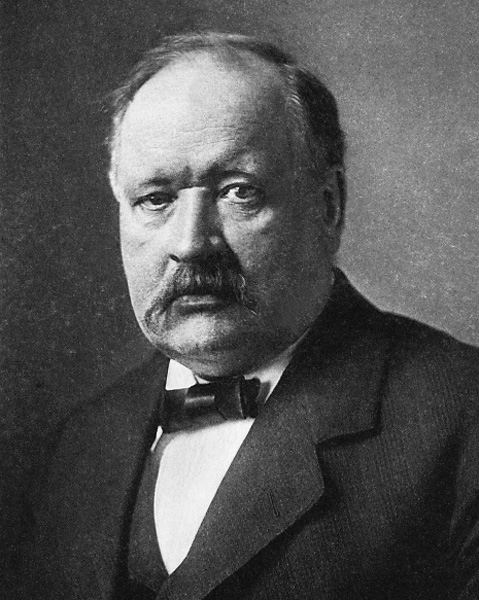
이온화 이론을 바탕으로 산·염기의 정의를 제시한 스웨덴 화학자 스반테 아레니우스.

한편 산과 염기가 만나 물과 염을 만든다는 도식은 수용액에서 산·염기·염이 어떤 상태로 있는지 이해하기 어렵게 만들었다. 19세기에 혈액을 이루는 유기물이 차례로 규명되었던 반면 무기 화합물의 혈중 조성과 역할에 대한 연구는 진전이 늦었다. 혈액 속 무기 화합물은 염으로 존재한다고 생각되었으므로 '포타시(칼리, 영어: potash)', '소다(영어: soda)' 등으로 불리고 측정되었다. 스반테 아레니우스가 수용액에서 염이 해리하는 이치를 밝힌 공로로 1903년에 노벨 화학상을 받고서부터야 이온과 전해질의 개념을 바탕으로 혈액의 산염기 성질을 설명하려는 시도가 탄력을 받기 시작했다.

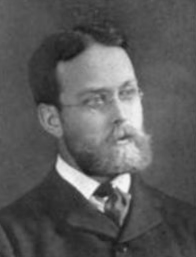
혈액의 완충 능력을 이론적으로 해명하여 산염기 생리학의 지평을 연 로런스 조지프 헨더슨.

### 산염기 생리학의 태동
아레니우스는 자신의 이온화 이론에 입각하여 수용액에서 수소 이온을 내놓는 물질이 산, 수산화 이온을 내놓는 물질이 염기라고 정의했다. 이로써 산·염기의 세기 개념이 양 개념과 어떻게 서로 다른지 해명할 수 있었다. 쉽게 해리하여 이온을 많이 내놓을수록 강한 산·염기이고, 잘 이온화하지 않아 수소 이온을 적게 내놓을수록 약한 산·염기라는 것이다. 아레니우스의 이론에 고무된 학자들이 수소전극으로 혈액의 이온 조성을 측정해 본 결과, 혈액이 실제로는 수소 이온과 수산화 이온이 거의 같은 농도로 존재하여 중성에 상당히 가까운 용액이라는 사실이 밝혀졌다.

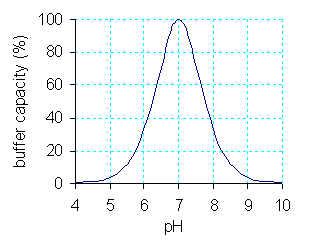
헨더슨의 수식에 따르면, 완충용액이 산성도 변화에 저항하는 능력은 산과 염의 농도 비가 1에 가까울 때 가장 클 것으로 계산되었다. 그림은 산 해리 상수가 10^{-7}인 약산으로 이루어진 완충용액의 완충용량이 용액의 pH에 따라 어떻게 변화하는지 나타낸 그래프이다.

19세기 말 세포대사 과정에서 황산·인산·탄산·젖산 등이 만들어진다는 사실이 실험으로 확인되었다. 그럼에도 혈액이 중성을 유지하는 원리가 무엇인지 다양한 추론이 이어졌다. 한 가지 가설은 혈액 속 단백질이 산·염기와 결합하여 중화한다는 것이었다. 한편 중탄산염 완충계도 후보로 주목 받았다. 이전부터 약산의 염이 강산의 작용을 완화하는 현상이 알려져 있었고, 20세기 초에는 중탄산염 용액을 탄산으로 포화시키면 마치 혈액처럼 산성도 변화에 저항한다는 사실이 밝혀졌다. 산이 많으면 중탄산나트륨이 중화하고 염기가 많으면 탄산이 중화하는 식으로 혈액의 중성이 유지된다는 가설이 제기되었다. 갖가지 관찰과 추측을 종합하여 완충용액의 이론으로 아우른 사람은 하버드 대학교의 생화학자 로런스 조지프 헨더슨이었다. 헨더슨은 처음에 인산 나트륨 용액이 중성을 유지하는 성질에 관심이 있었으나, 이후 약산과 그 염으로 이루어진 용액이라면 무엇이든 같은 원리로 설명할 수 있음을 깨달았다. 그는 화학 평형에 대한 질량작용의 법칙을 바탕으로 용액의 수소 이온 농도가 산과 염의 농도 비에 의존한다는 수식을 이끌어냈다. 용액에 다른 산이나 염기를 첨가하더라도 이 농도 비가 비교적 일정하기에 용액의 중성이 유지된다는 것이 완충 작용에 대한 헨더슨의 설명이었다.
헨더슨은 이어서 서로 다른 여러 완충계가 함께 존재하는 용액의 경우를 고찰하여, 완충계가 한 종류만 있는 용액보다 더 효율적으로 중성을 유지함을 밝혔다. 이러한 연구 끝에 헨더슨은 혈액의 완충 작용이야말로 생체가 산염기 변동에 대응하는 제1방어선이라고 결론 지었다. 이때 혈액의 여러 완충계 가운데 가장 중요한 것은 중탄산염 완충계, 버금가는 것은 인산염 완충계이며, 그 밖에 헤모글로빈 등 단백질이 부수적으로 기여한다고 보았다.
완충용액이 제아무리 효과적으로 산염기 변동에 저항한들, 부족한 성분을 보충하고 축적된 성분을 제거하지 않으면 완충 능력은 언젠가 바닥나기 마련이다. 헨더슨이 완충용액의 이론을 정립하던 무렵, 혈액의 장기적인 산-염기 항상성에 허파와 콩팥이 중요하다는 사실은 잘 알려져 있었다. 내부 환경(프랑스어: milieu intérieur)의 개념을 창안한 생리학자 클로드 베르나르는 일찍이 허파와 콩팥의 역할을 인지했던 학자 중 하나로, 동물 실험을 통해 식단에 따라 소변의 산성도가 변화함을 관찰하였다.
| “ | 산이나 알칼리가 지나치게 많을 때 이를 제거하여 혈액을 언제나 알칼리성으로 유지해 주는 것은 바로 콩팥이다. 콩팥을 비롯한 분비 기관들은 혈액의 항상성을 유지하는 위대한 균형자(great equilibrator)이다. | ” |
|   | — 클로드 베르나르 |   |

한편 헨더슨과 동시대에 활동한 영국 생리학자 존 스콧 홀데인은 호흡수를 조절하는 기제에 관심을 기울였다. 그는 호흡이 혈액의 pH 및 산소 분압을 정상으로 유지하는 방향으로 조절된다고 결론 지었다. 20세기 초에 이루어진 초창기 연구 가운데는 오늘날의 기준에서 볼 때 모호하거나 세부사항이 부정확한 것도 더러 있었으나, 이 무렵 산염기 생리학의 주요 쟁점이 모두 확립되었다는 것은 틀림없다.

### 추정과 측정: 대사성 산-염기 장애를 평가하다
헨더슨이 산-염기 생리학의 기틀을 닦기는 했지만, 임상적 응용이 곧바로 이어졌던 것은 아니다. 임상에서 쓸 만한 간단한 개념적 도구도, 실제로 혈액의 산-염기 상태를 평가할 기술도 부족했기 때문이다. 1909년 쇠렌 쇠렌센은 pH를 정의했고, 1916년 카를 알베르트 하셀바흐는 헨더슨의 수식 양변의 상용로그를 취하여 오늘날 잘 알려진 꼴의 헨더슨-하셀바흐 방정식을 얻었다. 하셀바흐와 동료 학자들은 최초로 혈액의 pH를 정확하게 측정하는 성취를 이루었는데, 이는 기술적으로 상당히 어려운 일이었다. 당시 수소 전극을 가지고 혈액의 pH를 재려면 산소를 모두 제거한 다음 수소 기체로 포화시키는 과정을 거쳐야 했다. 당시 한 논문에서는 “전기적 측정에 의한 pH 결정은 궁극적인 기준이 되는 방법이지만, 물자·시간·경험이 너무나 많이 필요하기에 보통은 생리학 연구에서만 쓰게 된다.”고 언급했다.

미 해군에서 잠수를 마친 병사의 체액을 밴슬라이크 기체 분석 장치로 연구하는 모습.

1920년대 이후 반 세기 동안 산-염기 생리학의 이론 및 방법론에 주도적으로 기여한 학자는 도널드 밴슬라이크였다. 그는 혈액에서 방출된 기체의 압력을 효과적으로 측정하는 “밴슬라이크 압력 측정 장치(manometric Van Slyke apparatus)“를 개발했다. 각종 기체를 연구할 수 있었는데, 한 가지 쓰임새는 혈중 탄산수소 이온 농도를 측정하는 것이었다. 혈액에 산을 첨가해 HCO−
3가 H
2CO
3으로 전환되도록 하면서 방출되어 나오는 이산화탄소 기체의 총량을 측정하면, 혈중 HCO−
3 및 H
2CO
3 농도의 합을 알 수 있었다. 생리학적인 상황에서 HCO−
3는 H
2CO
3보다 20배 많기 때문에, 밴슬라이크 장치로 측정한 이산화탄소 총량(total CO
2)은 혈중 HCO−
3 농도와 대략 일치하게 된다. 밴슬라이크는 HCO−
3 농도가 높은지 낮은지만 가지고 대사성 알칼리증과 대사성 산증을 판단하더라도 대강은 들어맞을 것이라고 제안했다. 만일 그렇다면 어렵게 pH를 측정하지 않고서도 대사성 산-염기 장애를 진단할 수 있었던 것이다. 밴슬라이크 장치를 이용한 진단법은 근사적이고 간접적이기는 했지만 사실상 실제로 사용 가능한 유일한 방법이었으므로, 1960년경까지 거의 모든 생리학 및 임상의학 실험실의 표준으로 자리를 지켰다.
밴슬라이크는 한편으로 pH 측정 없이도 산-염기 상태를 평가하는 다양한 방법을 고안했지만, 또 한편으로는 pH를 추정하는 방법도 고민했다. 헨더슨-하셀바흐 방정식을 이용하면 {\displaystyle {\rm {[HCO_{3}^{-}]}}}와 {\displaystyle P_{\rm {{CO}_{2}}}} 값으로부터 pH를 셈할 수 있으니 {\displaystyle P_{\rm {{CO}_{2}}}}를 함께 측정하면 되었겠지만 기술적으로 어려웠다. 어림 방법을 찾기 위해 밴슬라이크는 {\displaystyle P_{{\ce {CO2}}}} 값을 이미 알고 있는 여러 다른 기체와 혈액이 차례로 평형을 이루도록 하면서 pH와 {\displaystyle {\rm {[HCO_{3}^{-}]}}}의 변화를 관찰하였고, 그 결과 pH와 {\displaystyle {\rm {[HCO_{3}^{-}]}}} 사이에 거의 선형인 관계가 성립함을 확인했다. 이로써 밴슬라이크 장치를 통한 {\displaystyle {\rm {[HCO_{3}^{-}]}}} 측정만으로 혈중 이산화탄소 분압과 pH까지 추정할 수 있게 되었다. 이후 존 퍼넷 피터스(John Punnett Peters)는 pH―{\displaystyle {\rm {[HCO_{3}^{-}]}}} 관계보다 {\displaystyle \log P_{\rm {{CO}_{2}}}}―{\displaystyle {\rm {\log[HCO_{3}^{-}]}}} 관계가 더욱 선형에 가깝다고 지적했다. 이 관계식을 가지고도 유사하게 외삽법으로 pH를 추정할 수 있다.

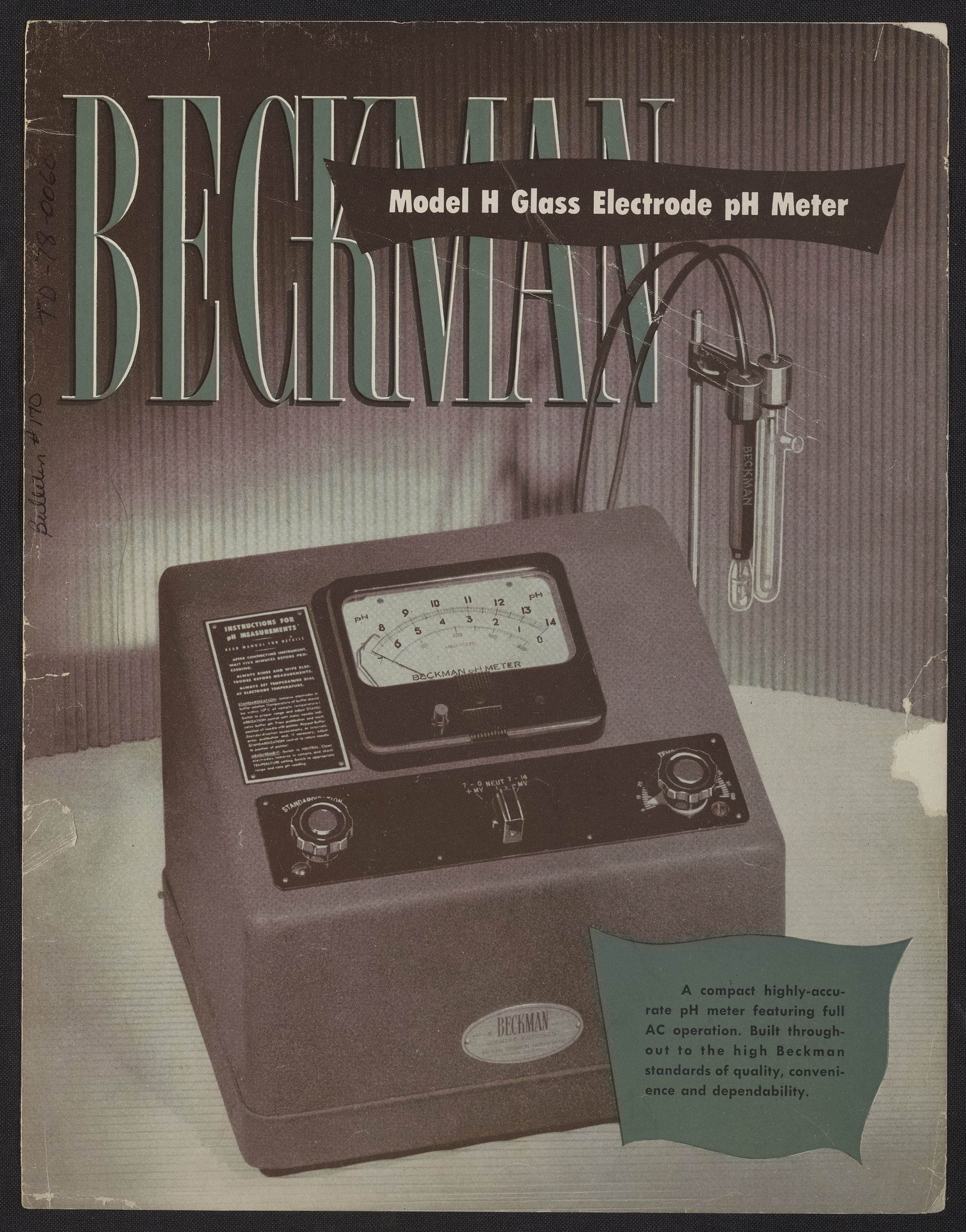
1950년경에 이르러 유리 전극으로 pH를 측정하는 기구가 상업적으로 제작·판매되었다. 사진은 한 광고 전단.

혈액의 pH를 간접적으로 추정하지 않고 직접 측정하는 것은 유리 전극 기술이 발달하고 나서 가능해졌다. 용액에 얇은 유리 막을 집어넣었을 때 전위차가 발생하며 그 크기는 막 안팎의 산 농도차에 비례한다는 사실이 1906년에 보고되었고, 1909년에는 프리츠 하버와 지그문트 클레멘세비치(폴란드어: Zygmunt Klemensiewicz)가 유리 전극을 만들어 그 효과를 시험했다. 1930년대에 이르러 혈액의 pH를 측정하기 위한 유리 전극이 제작되어 판매되기 시작했다. 이후 검체가 식거나 데워지면 pH도 달라지기 때문에 이를 보정해야 한다는 의견이 대두하여, 1950년대 중반에 이르면 온도의 영향을 보정한 pH 값을 보고하는 유리 전극이 상업적으로 판매되었다.
유리 전극이 통용되고 혈액의 pH를 측정하기가 한결 쉬워지면서 주목 받기 시작한 한 가지 문제는 대사성 산-염기 장애의 척도를 찾는 일이었다. 공기 중 이산화탄소 분압이 변하면 곧 환자의 산-염기 상태가 변하니, 이것을 호흡성 산-염기 장애로 정의하자는 데에는 모두 동의했다. 그렇다면 호흡을 제외한 나머지 요인만을 따졌을 때 산-염기 상태가 어떠한지를 평가하는 가장 적절한 방법을 찾으려고 다양한 시도가 이어졌다. 일찍이 하셀바흐는 혈액의 {\displaystyle P_{\rm {{CO}_{2}}}}를 40 mmHg로 맞춘 상태에서 측정한 pH인 “환원 pH(reduced pH)”를 후보로 제안했지만, 측정이 어려워 널리 받아들여지지 않았던 것으로 보인다. 밴슬라이크는 실용적인 이유로 {\displaystyle [{\rm {HCO_{3}^{-}]}}}를 기준으로 삼았지만, {\displaystyle P_{\rm {{CO}_{2}}}}가 변하면 {\displaystyle [{\rm {HCO_{3}^{-}]}}}도 변하므로 단순하게 판단하는 것이 부정확함을 잘 알았다. 따라서 다양한 다른 척도를 내세웠는데, 이를테면 pH를 7.4로 맞춘 상태에서 측정한 {\displaystyle [{\rm {HCO_{3}^{-}]}}}를 “알칼리 예비력(alkali reserve)”으로 정의했다.
하지만 기술적·이론적 발전이 이루어지는 동안에도 임상에서 환자의 동맥혈을 채취하는 일은 흔치 않았으며 혈액의 pH를 측정하려는 시도조차 드물었다. 상황이 뒤바뀐 계기는 1952년 덴마크 코펜하겐에 발발한 심각한 소아마비 유행이었다.

### 1952년 소아마비 유행과 코펜하겐 접근법의 발전

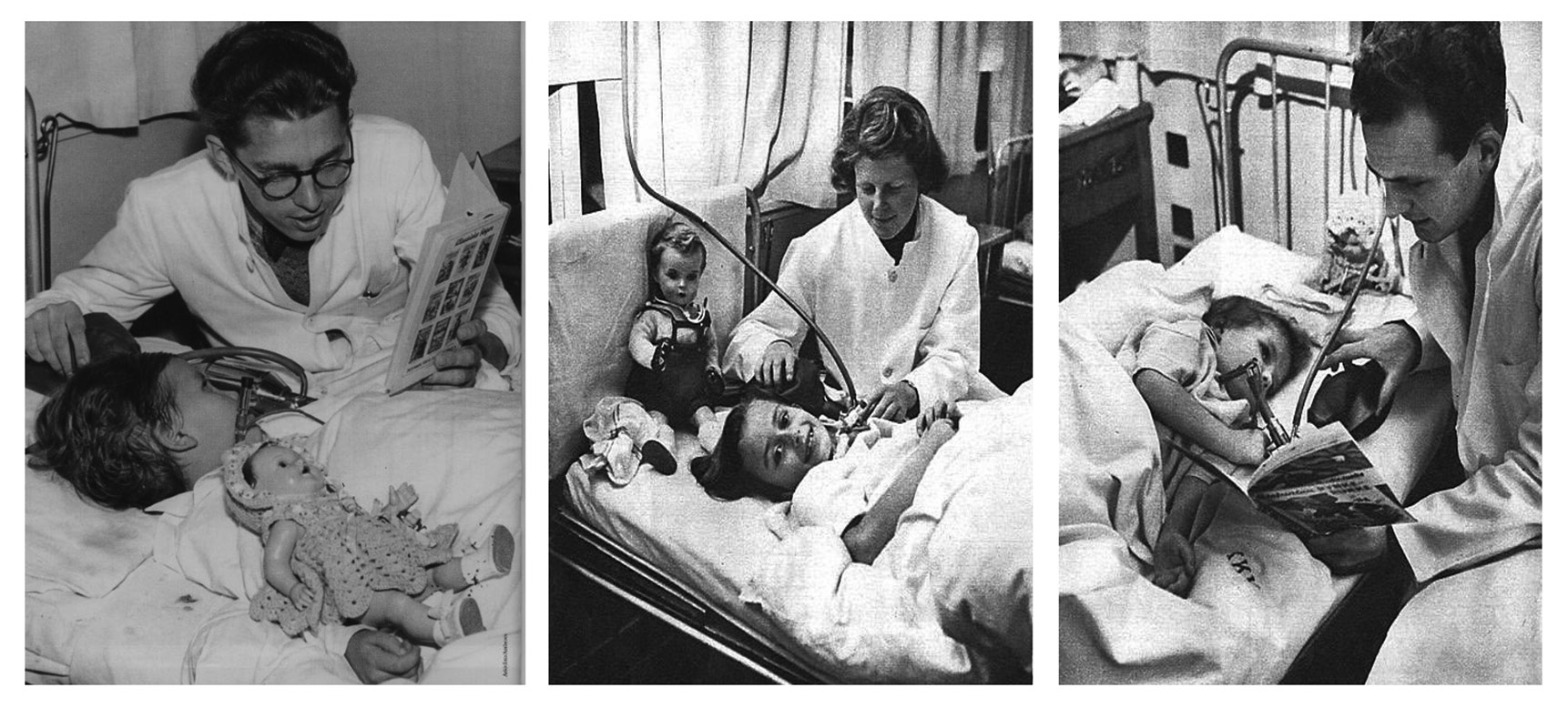
코펜하겐 블레그담 병원의 의과대학생들이 호흡마비 환자들에게 수동 양압환기를 실시하는 모습. 마취과 의사 비외른 입센은 환자들의 호흡 상태를 개선하기 위해 인공환기가 필요하다고 판단하였으나, 병원에 기계환기 장치는 충분하지 않았다. 따라서 치·의과대학생을 동원하여 3교대 혹은 4교대로 24시간 수동 환기를 시행하도록 하였다.

1952년 코펜하겐에 닥친 소아마비 유행으로 10월부터 12월 사이에만 3천여 명의 환자가 입원했다. 대부분 블레그담 병원(덴마크어: Blegdamshospitalet)에 입원했는데, 이 가운데 3백여 명이 호흡마비 증세를 보였다. 환자들의 혈액에서는 이산화탄소 총량이 높아져 있었다. {\displaystyle {\rm {[HCO_{3}^{-}]}}}를 대략 대사성 산-염기 이상의 척도로 보던 관행에 따르면 이는 원인 미상의 대사성 알칼리증을 시사했다. 마취과 의사 비외른 입센은 오히려 호흡성 산증 때문에 이산화탄소 총량이 증가했다고 추론하였고, 감염병 중앙 실험실 총책임자였던 폴 아스트럽(덴마크어: Poul Astrup)은 pH를 측정하여 이를 확증했다. 입센이 기관절개술로 인공 환기를 실시하자 이산화탄소 총량은 곧 감소했다.
아스트럽은 환자들의 산-염기 상태와 호흡 상태를 정확히 평가할 필요를 느꼈다. 그는 먼저 {\displaystyle \log P_{\rm {{CO}_{2}}}}―{\displaystyle {\rm {\log[HCO_{3}^{-}]}}} 관계뿐만 아니라 pH―{\displaystyle \log P_{\rm {{CO}_{2}}}} 관계 역시 선형임을 확인했다. 그런 다음 밴슬라이크와 피터스 등이 발전시킨 외삽법을 변형하여, {\displaystyle P_{\rm {{CO}_{2}}}}가 저마다 다른 기체와 혈액이 평형을 이루도록 한 다음 유리 전극으로 pH를 측정함으로써 미지 시료의 {\displaystyle P_{\rm {{CO}_{2}}}}를 추정하는 방법을 고안하였다. 이렇게 해서 환자들이 호흡을 통해 이산화탄소를 적절하게 제거하고 있는지 평가하고 필요에 따라 인공환기 속도를 조절할 수 있었다.
아스트럽은 소아마비 유행을 극복한 데서 그치지 않고 산-염기 장애를 평가하는 새로운 도구를 마련하고자 하였다. 그는 용액에 강염기나 강산을 첨가하면 pH―{\displaystyle \log P_{\rm {{CO}_{2}}}} 관계를 나타내는 직선 자체가 평행이동한다는 사실을 관찰했다. 밴슬라이크의 완충선이 정상 위치에서 얼마나 벗어나 있는지야말로 호흡을 뺀 나머지 요인만을 반영한 산-염기 상태의 척도가 되어 줄 수 있었다. 이에 착안하여 아스트럽과 올레 시고르-안데르센(덴마크어: Ole Siggaard-Andersen)은 혈액의 {\displaystyle P_{\rm {{CO}_{2}}}}를 40 mmHg로 맞춘 상태에서 pH를 7.40으로 되돌리기 위해 첨가해 주어야 하는 강산의 양을 염기과잉으로 정의하였다. 20세기 중반까지 대사성 산-염기 상태의 척도로 제안되었던 숱한 후보 가운데 오늘날까지 살아남아 임상에서 널리 쓰이는 것은 사실상 염기과잉뿐이다.
물론 임상에서 실제로 중화 적정을 실시하기는 번거로우므로, 시고르-안데르센은 정의와 별개로 혈액에서 측정 가능한 변수만 가지고 염기과잉 값을 계산할 수 있는 공식을 연구해 내세웠다. 이때 pH―{\displaystyle {\rm {[HCO_{3}^{-}]}}} 완충선의 기울기를 구한 밴슬라이크의 연구 결과를 활용했으므로, 시고르-안데르센은 이를 밴슬라이크 방정식이라고 부르자고 제안했다. 이제 혈액의 산-염기 상태는 헨더슨-하셀바흐 방정식과 밴슬라이크 방정식이라는 두 가지 수식에 의해 결정된다고 말할 수 있었다.

### 횡대서양 산염기 대논쟁
1960년대 초에 덴마크 학자들은 산염기 방법론을 빠르게 발전시켜 널리 알렸다. 이 무렵에 “코펜하겐 학파”라는 이름이 등장했으며, 환자의 산-염기 상태를 평가하기 위해 검사를 맡기는 것을 단순히 “아스트럽”이라고 표현하는 경우도 있었다. 1963년 시고르-안데르센은 pH, {\displaystyle P_{{\ce {CO2}}}}, 헤모글로빈 측정값을 가지고 염기과잉 값을 계산하도록 도와주는 계산도표를 고안했다. 도표에 자를 가져다대어 봄으로써 염기과잉 값이 헤모글로빈 수치에만 의존하고 {\displaystyle P_{{\ce {CO2}}}}와 무관함을 한눈에 알아볼 수 있었다. 시고르-안데르센의 정렬 계산도표(Siggaard-Andersen alignment nomogram)는 곧 임상 및 교육 현장에서 널리 쓰이게 되었다.
코펜하겐 접근법이 전세계적으로 알려짐에 따라 이를 비판하는 연구도 속속 발표되었다. 1963년 보스턴 터프츠 대학교의 내과의사였던 윌리엄 슈바르츠와 아놀드 렐만은 코펜하겐 접근법을 두 가지 측면에서 거세게 비판했다. 첫 번째 비판은 생체 내에서 혈액은 완충 능력이 상대적으로 떨어지는 간질액과 맞닿아 있으므로, 혈액만 분리하여 시험관 내에서 산염기 성질을 평가해서는 안 된다는 것이었다. 두 번째 비판은 호흡성 산염기 장애가 만성적으로 지속되는 경우에 대사성 보상이 일어나는데, 염기과잉 계산에서는 정상적인 보상이 별도의 대사성 산염기 장애처럼 다루어지므로 부적절하다는 것이었다. 이들은 대신 정상적인 보상 반응의 정도를 경험적으로 관찰함으로써 도출한 6가지 간단한 규칙을 사용해서 산-염기 장애를 평가하자고 제안했다. 보스턴 방법에 따르면 이러한 규칙으로 계산된 정상적인 보상 반응을 고려하고도 남는 만큼의 이산화탄소·탄산수소 이온 농도 변화만이 산-염기 장애라고 간주된다.

1962년 메이오 클리닉 세미나에서 발언하는 폴 아스트럽. 칠판에 데이븐포트 그림이 그려져 있다. 이 문서에서는 데이븐포트 그림을 코펜하겐 접근법과 연관 지어 기술했지만, 당시에는 오히려 더 복잡한 계산도표나 공식에 맞서 미국 학자들이 주로 내세우던 단순한 도구였던 것으로 보인다. 아스트럽은 “그림이 잊히도록 격렬하게 손짓했다”고 한다.

'코펜하겐 학파'와 '보스턴 학파'의 대립은 횡대서양 산염기 대논쟁(great trans-atlantic acid base debate)이라고 불렸다. 두 학파는 염기과잉 개념의 유용성, 이론과 경험의 중요성 등을 놓고 첨예하게 맞섰다. 한 예로 1962년 어느 세미나에서 아놀드 렐만이 산염기 장애의 처치에 대해 발표하다가, 그 자신은 어떤 치료법을 쓰느냐는 질문을 받고서 “환자에게 무엇인가 줘 보고 무엇이 일어나는지 지켜본다”고 답했다. 그러자 이론적 접근을 중시하던 폴 아스트럽이 격분하여 연단에 뛰어올라 마이크를 가로채고 렐만에 반대하는 장광설을 펼쳤다.
이처럼 격렬하게 이어지던 논쟁을 중재하려는 시도가 없었던 것은 아니다. 코펜하겐 학파의 학자들은 표준염기과잉 수치를 기반으로 보스턴 학파와 비슷하게 경험적 규칙을 도출하기도 했고, 시고르-안데르센의 정렬 계산도표에 보스턴 학파의 규칙을 반영하여 개선한 도표를 선보이면서 “데탕트”를 제의하기도 했다. 그러나 두 학파의 견해차는 여전히 이어지고 있다. 오늘날 두 학파 가운데 어느 쪽이 우세한지는 분명하지 않다. 의료기기와 교과서에서 염기과잉 개념을 활용하지 않는 경우가 많으니 보스턴 학파의 경험적 접근이 우세해졌다고 보는 입장이 있는가 하면, 혈액 기체분석 장치는 여전히 대부분 염기과잉 값을 계산해 주어 임상 현장에서 널리 활용된다는 보고도 있다.

### 스튜어트의 물리화학적 접근

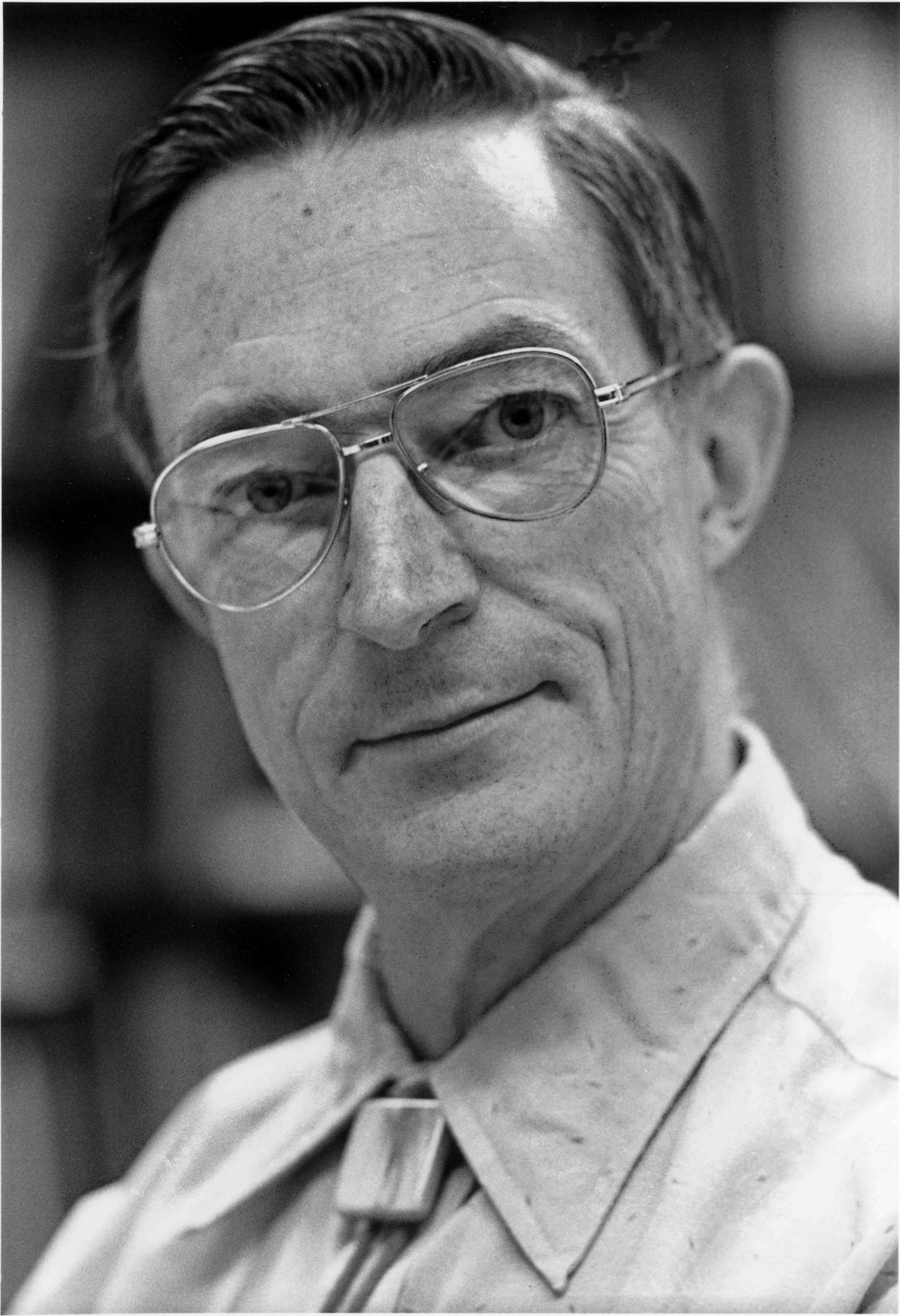
강이온차이 개념을 중심으로 한 새로운 산염기 접근법을 주장한 캐나다의 생리학자 피터 스튜어트.

1980년대에 캐나다의 생리학자 피터 스튜어트는 중탄산염 중심의 전통적인 접근법이 불만족스럽다고 느끼고, 산-염기 생리학을 새롭게 이해하는 방법을 고안했다. 독립변수인 이산화탄소 분압 {\displaystyle P_{\rm {{CO}_{2}}}}, 비휘발성 약산 총량 ATOT, 강이온차이 SID의 값이 주어지면 체액의 산염기 상태는 다음 6가지 방정식에 의해 하나로 결정된다.
1. 물의 자동 이온화 반응(H2O {\displaystyle {\ce {\leftrightharpoons }}} H+
＋OH−
)의 평형 조건: {\displaystyle [{\textrm {H}}^{+}][{\textrm {OH}}^{-}]={K_{w}}'}.
2. 탄산 해리 반응의 평형 조건, 즉 헨더슨-하셀바흐 방정식: {\displaystyle [{\textrm {H}}^{+}][{\textrm {HCO}}_{3}^{-}]=10^{-6.1}\times 0.03\times P_{\rm {{CO}_{2}}}}.
3. 탄산수소 이온 해리 반응(HCO−
3 {\displaystyle {\ce {\leftrightharpoons }}} H+
＋CO2−
3)의 평형 조건: {\displaystyle [{\textrm {H}}^{+}][{\textrm {CO}}_{3}^{2-}]=K_{c}[{\textrm {HCO}}_{3}^{-}]}. 이 반응은 사실상 무시할 수 있는 것으로 간주된다.
4. 비휘발성 약산 전체를 HA로 뭉뚱그려 생각할 수 있다고 했을 때, 그 해리 반응(HA {\displaystyle {\ce {\leftrightharpoons }}} H+
＋A−
)의 평형 조건: {\displaystyle [{\textrm {H}}^{+}][{\textrm {A}}^{-}]=K_{\rm {A}}[{\rm {{HA}]}}}.
5. 비휘발성 약산 전체의 질량 보존 법칙: {\displaystyle {\rm {[HA]+[A^{-}]=A_{TOT}}}}. 이 값은 물질의 출입에 의해 변할 뿐 반응이 진행함에 따라 변하지는 않는 상수이다.
6. 전기 중성 원리: {\displaystyle {\rm {SID+[H^{+}]-[HCO_{3}^{-}]-[CO_{3}^{2-}]-[A^{-}]-[OH^{-}]=0}}}.

모두 연립하면 {\displaystyle [{\rm {H^{+}]}}}에 대한 사차방정식을 얻고, 이를 수치적으로 풀면 각종 평형 상수 및 {\displaystyle P_{\rm {{CO}_{2}}}}, ATOT, SID의 값에 따라 {\displaystyle [{\rm {H^{+}]}}}가 어떻게 변화하는지 분석할 수 있다.
스튜어트 접근법은 지금까지도 논쟁의 대상이 되고 있다. 한 가지 중요한 쟁점은 스튜어트 접근법이 임상적으로 유용한지 여부이다. 스튜어트 접근법의 지지자들은 강이온차이 개념을 바탕으로 환자의 대사성 산-염기 이상을 한결 정확히 평가하는 척도를 마련하고, 나아가 산-염기 이상을 진단하는 유용한 기준을 새롭게 발굴하고자 하였다. 일부 연구에서는 스튜어트 이론에 기반한 새로운 임상 접근법이 전통적인 방법에 비해 더 바람직한 결과를 낳지 않은 것으로 나타난 반면, 다른 한 연구는 혈액투석을 통해 염화 이온을 선택적으로 제거함으로써 산혈증을 교정하는 데에 성공했다고 보고해 편집자들로 하여금 “중탄산염 시대의 끝”이 도래한 것이 아닌지 조심스레 질문하게 만들었다.

## 세포내액의 항상성 조절
임상에서는 주로 혈액의 pH에 초점을 맞춘다. 체액 구획 가운데 표본을 채취해 산염기 상태를 측정하기가 가장 쉽기 때문이다. 하지만 세포질에서 갖가지 생화학적 반응이 가장 활발하게 일어나기에, 세포내액이야말로 pH 조절이 가장 필요한 구획이다. 세균에서 사람에 이르기까지 거의 모든 생물이 세포 내 pH(이하 pHi)를 대략 비슷한 값으로 유지하는 기제를 갖춘 것을 보면 세포내액의 산-염기 항상성 조절이 얼마나 중요한지 짐작할 수 있다. 물론 사람을 비롯한 척추동물에서 pHi는 대체로 세포외액의 pH(이하 pHe)에 의존하여 조절된다. 즉 산염기 변동이 일어났을 때 pHe가 정상으로 되돌아오지 않으면 pHi 역시 완전히 회복되지 못한다. 그러나 pHe와 pHi가 단지 서로를 따라가기만 하는 것은 아니며, 서로 영향을 주고받으면서 복잡하게 조절된다. 또한 일부 어류 등에서는 pHi만이 선택적으로 조절되는 사례가 보고된 바 있다.
사람에서 pHi는 (적혈구 등 일부 예외를 제외하면) 대체로 6.8에서 7.2 사이이다. 만약 세포막 안팎의 H+
가 전기화학적 평형을 이룬다면, 세포외액의 pH가 7.4이고 막 전위가 -60 ㎷일 때 네른스트 식에 의해 pHi는 6.4가 되어야 한다. 즉 세포내액은 H+
가 수동적 평형을 이룬다고 가정했을 때 예상되는 것보다 훨씬 알칼리성이다. H+
는 다른 양이온에 비해 빠르게 확산하며 세포막도 제법 쉽게 통과한다. 세포막의 H+
에 대한 투과도(permeability)는 10-4-10-2 cm/s 정도로 추산되는데, 통상적인 K+
 투과도보다 104배가량 높은 값이다. 그럼에도 pHi가 평형에서 벗어난 값으로 유지될 수 있는 까닭은 H+
의 농도가 나노몰 단위로 매우 낮기 때문이다. 이는 밀리몰 단위인 K+
에 비하면 10-6배에 지나지 않는 값이므로, 투과도와 농도의 곱인 전도도는 H+
가 K+
보다 100배 작다. H+
가 전기화학적 기울기를 따라 세포 안으로 끊임없이 들어오더라도, 이처럼 양이 적으므로 손쉽게 도로 내보낼 수 있다. 다만 작은 흐름이라도 계속되면 언젠가는 세포를 산성화할 터이므로 능동수송으로 제거하여야만 한다.

## 체온의 영향

### 산-염기 균형은 온도에 달렸다
이상의 논의는 모두 체온이 정상 값인 37℃로 유지된다고 전제한다. 체온이 변화하면 체액의 산-염기 균형 역시 변화하기 마련이다. 해리는 흡열 반응이기 때문에, 온도가 높아지면 HA {\displaystyle {\ce {\leftrightharpoons }}} H+
＋A−
 반응에서 평형이 H+
 쪽으로 치우치고, 온도가 낮아지면 평형이 HA 쪽으로 치우친다. 이에 따라 체액의 H+
 농도가 영향을 받으므로, 예컨대 저체온증이 있으면 알칼리증이 흔히 나타나곤 한다. 이러한 현상을 이해하려고 여러 학자가 노력했는데, 한 부류는 사람 혈액의 산염기 상태를 올바로 평가하는 방법을 궁리하던 의사들이었고, 다른 한 부류는 변온동물의 산-염기 항상성을 연구하던 비교생리학자들이었다.

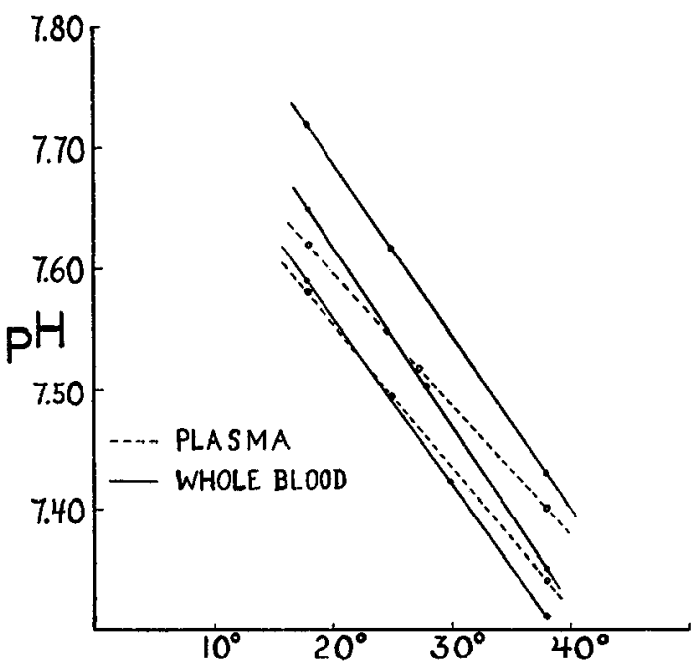
혈액 검체의 온도가 상승할수록 pH가 선형적으로 감소한다는 관계를 처음 보고한 1948년 논문의 도표.

20세기 중반에 접어들어 심장 수술에서 치료적 목적으로 저체온증을 유도하는 방법이 널리 쓰이기 시작했다. 수술 중 마취되어 있는 환자는 스스로 숨을 쉬지 않으므로 마취과 의사가 호흡을 통제한다. 따라서 저체온증 상태인 환자의 호흡을 어느 정도로 유지해야 가장 적절한지가 문제로 떠올랐다. 동맥혈 가스 분석 장치는 검체의 원래 온도가 무엇이었든지 상관 없이 37℃에서 측정을 진행한다. 그러므로 학자들은 밀폐된 시험관에 담긴 사람 혈액이 식거나 데워질 때 pH가 어떻게 변화하는지 알고자 했다. 연구 결과 검체의 온도가 1℃ 상승(감소)할 때마다 pH는 약 0.0147만큼 감소(상승)하는 것으로 나타났다. 이때 온도에 따른 혈액 pH 변화율은 사람·개·고양이 등 여러 포유류에서 매우 비슷하게 측정되었으며, 적혈구용적률이나 단백질·중탄산염 농도 등 혈액의 산-염기 균형에 영향을 미칠 만한 요인을 바꾸어 가며 측정해도 결과는 크게 달라지지 않았다.
한편 변온동물을 연구하던 학자들은 주변 온도가 변할 때 혈액 pH도 크게 변화한다는 사실을 관찰했다. 1927년에는 앨리게이터, 1962년에는 붉은귀거북에서 체온이 감소함에 따라 혈장 pH가 상승한다는 사실이 보고되었다. 처음에 이러한 결과는 변온동물의 산-염기 항상성이 정온동물에 비해 덜 정밀하게 조절된다는 뜻이라고 여겨졌다. 예컨대 붉은귀거북을 연구한 학자는 “생명이 비교적 좁은 pH 범위에서만 살 수 있다는 격언은 거북에게는 해당되지 않는 것이 분명해 보이며, 어쩌면 정온동물에게만 해당될는지도 모른다.”고 논평하였다. 그런데 더 자세히 살펴보니, 변온동물의 혈액 pH는 그저 온도에 따라 저절로 변하는 것이 아니라 어떠한 규칙으로 조절되는 듯했다. 놀랍게도 살아 있는 붉은귀거북 혈액의 pH 변화 양상이 밀폐된 시험관에 담긴 포유류 혈액의 pH 변화 양상과 매우 유사했던 것이다. 이후 황소개구리·사탕수수두꺼비·늑대거북에서도 같은 현상이 확인되었다.
이러한 연구의 결과로 정온동물이든 변온동물이든 혈액 pH가 체온에 따라 특정한 방식으로 조절된다는 사실이 명백해지기는 했지만, 그 생리적 의미가 무엇인지는 분명하지 않았다. 이를 해명하고자 여러 가설이 제안되었다. 예컨대 어떤 연구자들은 -0.015 (pH 단위)/℃라는 값이 순수한 물의 pH 변화율과 매우 비슷하다는 점에 착안하여, H+
의 농도 자체가 아니라 H+
와 OH−
의 농도비야말로 중요한 변수인 것이라고 설명하기도 했다. 여러 관점 가운데 오늘날까지 가장 큰 영향을 미치고 있는 것은 산-염기 항상성의 목적이 단백질 이온화도 조절이라고 보는 알파 조절 장치 가설(alpha-stat hypothesis)이다.

### 알파 조절 장치 가설
시험관 속 포유류 혈액과 살아 있는 변온동물의 혈액에서 온도에 따른 pH 변화율이 똑같이 약 -0.015 (pH 단위)/℃로 나타나려면 두 가지 조건이 지켜져야 한다. 첫째, 혈중에 어떤 완충계가 다량 존재하되 그 pK 값은 온도에 따라 꼭 -0.015 (pK 단위)/℃만큼 변화하여야 한다. 둘째, 살아 있는 동물은 체온에 따라 호흡을 조절하여 혈중 이산화탄소 총량을 일정하게 유지하여야 한다. 그 까닭은 대강 이러하다. 먼저 시험관의 경우 밀폐되어 이산화탄소가 출입하지 못하므로 체온과 상관 없이 이산화탄소 총량이 일정할 수밖에 없다. 이산화탄소가 대부분 HCO−
3 형태로 존재한다고 가정한다면, 이는 곧 혈중 HCO−
3 농도가 대략 일정하다는 뜻이 된다. 이것이 가능할 조건은 스튜어트 이론으로 쉽게 알아볼 수 있다. 혈중의 비-중탄산염 완충계를 HA―A−
로 뭉뚱그려 생각할 때, 다음이 근사적으로 성립한다.
{\displaystyle {\rm {SID=[HCO_{3}^{-}]+[A^{-}]}}}
온도가 변한다고 해서 강이온차이 SID의 값이 변하지는 않을 것임이 명백하므로, 혈중 HCO−
3 농도가 일정하다면 A−
의 농도 역시 일정할 것이다. 그런데 질량 보존 법칙에 따라 HA와 A−
의 농도 합은 언제나 같으므로, A−
의 농도가 변하지 않는다면 HA의 농도도 똑같이 유지될 수밖에 없다. 따라서 HA―A−
 완충계의 평형 조건을 나타낸 관계식
{\displaystyle {\textrm {pH}}={\textrm {p}}K_{A}+\log \left({\frac {[{\ce {A-}}]}{[{\ce {HA}}]}}\right)}
에서 우변의 둘째 항은 온도와 무관한 상수이다. 즉 밀폐된 시험관의 온도가 변할 때 pH와 pKA는 서로 똑같은 양상으로 변화할 수밖에 없다. 그러므로 혈액의 완충 능력을 결정하는 주된 완충계가 있다면 그 pK 변화율은 반드시 -0.015 (pK 단위)/℃이어야 한다. 이것이 첫째 조건이 필요한 이유이다.
밀폐된 시험관의 경우와 달리, 살아 있는 동물은 환기로써 자유롭게 이산화탄소를 축적하거나 내보낸다. 그런데도 시험관에서와 같이 온도에 따른 pH와 pKA 변화율이 서로 같으려면, 위 수식에서 알 수 있듯이 A−
와 HA의 농도비가 일정하여야 한다. 즉 모종의 이유로 혈중 A−
 및 HCO−
3 농도가 변하지 않아야만 한다. 이것이 성립할 조건을 알아보려면 헨더슨-하셀바흐 방정식을 살피면 된다.
{\displaystyle {{\ce {pH}}}={\textrm {p}}K+\log \left({\frac {[{{\ce {HCO_3^-}}}]}{s\cdot {P_{{\ce {CO_2}}}}}}\right)}
여기서 pK와 {\displaystyle s}는 물리화학적 상수이므로 온도에 따른 변화율이 시험관에서와 동물에서 다를 까닭이 없다. 따라서 동물 혈액의 pH 변화율이 시험관에서와 같고, 또 HCO−
3 역시 시험관과 마찬가지로 온도와 무관하게 일정하려면, 결국 온도에 따른 {\displaystyle P_{{\ce {CO2}}}} 변화율이 시험관에서와 같아야 한다. 일반적으로 기체의 용해도는 온도가 오를수록 낮아지기 때문에, 밀폐된 시험관에서는 온도가 오를수록 {\displaystyle P_{{\ce {CO2}}}}가 상승한다. 동물은 마음대로 환기를 조절할 수 있는데도 무슨 이유에서인지 마치 밀폐된 시험관에서처럼 체온이 오를수록 {\displaystyle P_{{\ce {CO2}}}}가 상승하도록 한다. 이것이 상술한 두 번째 조건이 필요한 이유이다.
1960년대 후반 버펄로 대학교의 연구자 로버트 블레이크 리브스(Robert Blake Reeves)는 이러한 조건들이 어떻게 해서 지켜지며 그 생리적 의미는 무엇인지 해명하고자 했다. 리브스는 우선 히스티딘의 이미다졸 잔기가 pH 변화율이 -0.015 (pK 단위)/℃이라는 첫 번째 조건을 만족시키는 물질이 되어 줄 수 있다고 주장했다. 열화학적으로 따졌을 때 pK 변화율의 값이 그와 같으려면 이온화 반응의 엔탈피 {\displaystyle {\mathit {\Delta }}H^{\circ }}가 약 7,700 kcal/mol이어야 하는데 이미다졸이 꼭 들어맞았던 것이다. 특히 이미다졸은 pK 값이 7 근처인데다 헤모글로빈에 다량 존재하여, 혈중 비-중탄산염 완충계에서 중요한 역할을 한다고 보기에도 손색이 없었다.
그렇다면 두 번째 조건과 관련하여, 동물 체온이 변할 때 호흡이 하필 이산화탄소 총량을 일정하게 유지하도록 절묘하게 조절될 이유는 무엇인가? 이 물음에 대한 답은 1927년 앨리게이터를 연구한 논문에서 이미 제시된 바 있었다. 저자들은 앨리게이터의 체온에 따른 혈액 pH 변화율이 혈중 A−
 농도를 일정하게 유지하기에 꼭 알맞은 값이라는 사실에 주목하여, 이것이 생리학적인 의미를 가질는지도 모른다고 추측했다. 이와 유사하게 리브스도 체온에 따른 산-염기 균형 변화의 목적이란 바로 이미다졸 잔기의 이온화도를 일정하게 유지하는 것이라고 주장했다. 체온과 상관 없이 이산화탄소 총량이 유지되는 현상이 나타나는 까닭은 바로 혈중 A−
 농도를 유지하려는 방식으로 호흡이 조절되기 때문이라는 것이다. 이때 이온화도를 그리스 문자 알파(α)로 표기하였으므로, 각종 산-염기 항상성 기제가 알파 값을 조절하는 역할을 한다는 뜻에서 '알파 조절 장치(alpha-stat)'라고 이름을 지었다.

### 임상적 의미
동맥혈 가스 분석 장치는 모든 검체를 37℃로 맞춘 뒤에 각종 변수를 측정한다. 장치에 따라서는 온도의 영향을 보정하여, 원래 온도에서 쟀더라면 얼마였을지 추정한 값을 함께 보고하기도 한다. 이때 주로 온도에 따른 혈액 시료의 pH 변화율이 약 -0.015 (pH 단위)/℃라는 결과를 이용한다. 환자의 산염기 상태를 올바로 평가하려면 이렇게 보정한 값을 37℃에서의 참고치와 견주어야 한다는 것이 통상적인 견해이다. 예컨대 체온이 20℃인 환자에서 혈액을 뽑아 37℃로 데운 다음에 pH를 측정하였더니 7.4였다고 하면, 실제 환자의 혈액 pH는 이보다 높은 약 7.65였을 터이므로 알칼리혈증이 있다고 판단하는 식이다. 환자의 체온이 어떻든지 간에 혈액 pH를 '정상 값' 7.4에 맞추려고 하므로 pH 조절 장치(pH-stat) 접근법이라고 부를 수 있다. 반면 알파 조절 장치 가설에 따르면 보정하지 않은 값을 그대로 사용하여야 옳다. 중요한 것은 이미다졸의 이온화도 α이지 pH 그 자체가 아니며, 따라서 pH의 값이 얼마이어야 정상인지는 체온에 따라 달라지기 마련이다. 밀폐된 시험관에 담긴 혈액이 데워질 때 α는 변하지 않으므로, 37℃에서 측정한 값을 따로 보정하지 않고 그대로 37℃에서의 참고치와 비교하면 된다.
두 방법 가운데 어느 것을 채택하는지에 따라 저체온 수술에서 마취된 환자의 호흡을 조절하는 전략이 달라진다. 앞 절에서 기술한 이치에 따라, 저체온증 상태에서 환자의 {\displaystyle P_{{\ce {CO2}}}} 값은 감소하기 마련이다. pH 조절 장치 접근법에서는 저체온증인 피수술자의 산염기 상태를 37℃에서의 정상 범위 안으로 맞추려고 하므로, 인공환기 장치의 환기 빈도를 낮추거나 흡기이산화탄소분율(fraction of inspired CO2, FiCO2)을 높임으로써 {\displaystyle P_{{\ce {CO2}}}}를 도로 높이려고 시도하여야 한다. CO
2 공급을 늘리면 뇌 관류가 개선되고 대사가 억제되는 등의 장점이 있다고 여겨진다. 반면 알파 조절 장치 접근법에 따르면 {\displaystyle P_{{\ce {CO2}}}}가 감소하는 것은 자연스러운 현상이다. 상술하였듯이 피수술자의 현재 {\displaystyle P_{{\ce {CO2}}}}가 아니라 혈액 검체를 37℃로 데웠을 때의 {\displaystyle P_{{\ce {CO2}}}}를 기준으로 호흡을 조절하면 된다. 알파 조절 장치 방법의 지지자들은 뇌 관류가 증가하면 미세혈전이 뇌로 흘러들어갈 위험도 높아지기 때문에 마냥 좋은 일인 것만은 아니라고 지적한다.
pH 조절 장치와 알파 조절 장치 방법 가운데 어떤 것이 환자에게 더 유용한지에 대해서는 아직 갑론을박이 이어지고 있다. 1970년대까지는 pH 조절 장치 접근법이 우세했던 반면, 1980년대에 이르러 알파 조절 장치 가설과 관련된 연구가 잇달아 발표되면서 알파 조절 장치 접근법이 널리 쓰이기 시작했다. 오늘날 무작위 대조 시험 및 메타분석 연구 결과는 어느 한 편의 손을 들어 주고 있지 않다. 저체온 심장 수술을 시행하는 경우 어른에서는 pH 조절 장치 접근법이, 소아에서는 알파 조절 장치 접근법이 더 도움이 된다는 연구가 있는가 하면, 주산기 가사(perinatal asphyxia)를 겪은 영아에게 저체온 수술을 실시한 증례를 고찰한 한 연구에서는 두 방법 중 하나를 고르기에는 근거가 부족하다고 결론 짓기도 했다. 다만 미국의 한 연구자가 개인적으로 설문한 바에 따르면 실제로 다수의 기관은 알파 조절 장치 방법을 채택하고 있다.

## 다른 생물에서

### 수생동물

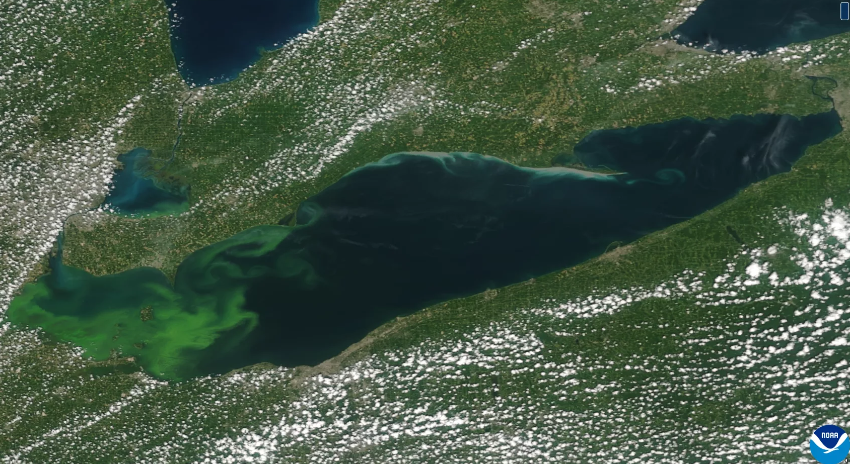
인공위성이 촬영한 이리호의 유해조류번성. 광합성이 활발하게 일어나면서 물이 급격히 알칼리화하여 pH가 10에 이르기도 한다. 반대로 깊은 물에서나 밤에는 산소가 적어지고 이산화탄소가 많아져 산성 환경이 만들어지곤 한다.

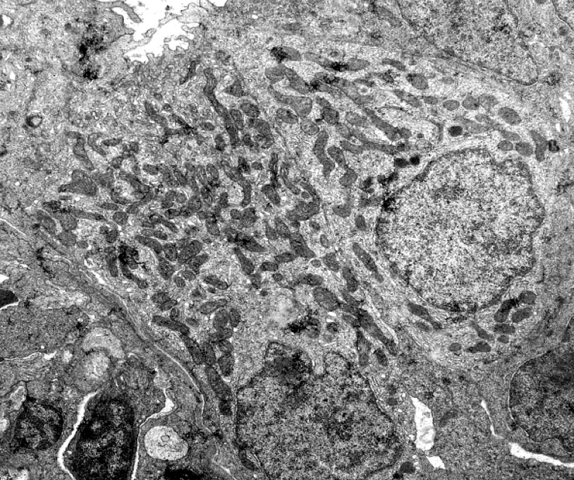
바닷물고기 아가미의 이온세포를 촬영한 투사전자현미경 사진. 이온세포 두 개가 나란히 붙은 모습이다. 이온 수송에 필요한 에너지를 제공하는 미토콘드리아가 세포질을 가득 메우고 있다.

수생동물의 산-염기 항상성에서는 환수 조절보다 이온 교환 조절이 더 중요하다. 수중 산소 함량은 대기중보다 훨씬 적고, 물 속에서 이산화탄소는 산소보다 잘 확산하기 때문에, 산소를 적절하게 공급할 만큼 환수를 하면 이산화탄소는 충분히 제거하고도 남는다. 따라서 수생동물의 혈중 {\displaystyle P_{{\ce {CO2}}}} 및 HCO−
3 농도는 육상동물보다 훨씬 낮다. 이미 {\displaystyle P_{{\ce {CO2}}}}가 낮으니 환수를 더 활발하게 한다고 산증을 보상하는 데에 도움이 되지도 않고, 반대로 {\displaystyle P_{{\ce {CO2}}}}를 높이자니 산소 공급이 지장을 받으므로 환수를 뜸하게 해서 알칼리증을 보상하기도 어렵다.
또한 물 속에서는 대기중보다 {\displaystyle P_{{\ce {CO2}}}}가 쉽게 변동한다. 낮에는 수생식물과 조류가 광합성을 하면서 이산화탄소를 소모하는 반면, 밤에는 광합성 없이 호흡만 하므로 산소가 줄고 이산화탄소가 많아진다. 호수·늪·산호초·맹그로브숲처럼 생물이 밀집해 있고 물의 흐름이 적은 환경에서 특히 그 정도가 심하다. 이렇게 수중 환경의 {\displaystyle P_{{\ce {CO2}}}}가 상승할수록 체내에서 만들어지는 이산화탄소를 배설하기가 힘들어진다. 어떤 경우에는 심지어 물의 {\displaystyle P_{{\ce {CO2}}}}가 체내의 {\displaystyle P_{{\ce {CO2}}}}보다도 높아지기도 하는데, 그러면 바깥에서 개체 안쪽으로 이산화탄소가 확산하여 들어오므로 산증이 나타나기가 더욱 쉽다. 이런 이유로 수생동물은 환수보다는 주로 이온 교환을 조절해서 산-염기 항상성을 유지한다. 스튜어트 이론의 관점에서 보자면, 체액의 산염기 상태를 결정하는 독립변수 가운데 {\displaystyle P_{{\ce {CO2}}}}를 조절하기가 어려우므로 SID 조절이 더욱 중요한 것이라고 볼 수 있다.
수생동물은 이온 교환을 통해서 산염기 상태뿐만 아니라 삼투압도 조절하기 때문에, 두 항상성 기제는 긴밀하게 연관되어 있다. 여기에서 핵심적인 역할을 담당하는 것은 이온세포(ionocyte)이다. 미토콘드리아가 많아 이온 수송에 특화된 세포로, 갑각류의 아가미, 곤충의 말피기관과 소화관, 어류의 아가미·콩팥·창자를 비롯하여 각종 삼투압 조절 기관에 널리 존재한다. 이온세포의 기능과 생김새는 종마다 다르며, 정확히 어떤 분자 기제로써 이온을 수송하는지에 대해서도 이견이 많다. 하지만 결과적으로 이온세포는 민물에 적응한 생물에서는 주위 환경보다 삼투압을 높게 유지하기 위해 이온을 흡수하고, 바닷물에 적응한 생물에서는 주변보다 삼투압을 낮게 유지하기 위해 이온을 분비하는 기능을 담당하여야 한다. 민물고기 아가미의 이온세포는 Na+
를 흡수하고 대신 H+
를 분비하며, Cl−
를 흡수하고 대신 HCO−
3를 내보내는 기제를 갖추고 있다. 이러한 기제는 바닷물고기에게도 있는 것으로 보이는데, 삼투압 관점에서 바닷물고기는 NaCl을 주로 분비하여야 유리한데도 그렇다. 따라서 어류는 산증 상황에서는 아가미의 Na+
 흡수를 늘리고 Cl−
 흡수를 줄임으로써 체액의 SID를 높이고, 알칼리증 상황에서는 Na+
보다 Cl−
을 더 많이 흡수함으로써 체액의 SID를 낮추는 방식으로 보상할 수 있다. 다만 그러면 삼투압 조절 측면에서는 어쩔 수 없이 손해를 보게 된다.

### 식물
식물도 동물과 마찬가지로 생존에 필수적인 각종 단백질의 기능이 pH에 의존하기 때문에, 세포 내 pH를 정밀하게 조절하여 7.1 ~ 7.5 사이로 유지한다. 동물처럼 식물도 끊임없이 산성화 경향을 거슬러야 한다. 식물의 세포 대사 과정에서 H+
가 생성되며, 영양소 흡수가 H+
와 짝지어 일어나는 경우가 많기에 이 또한 식물 세포를 산성화하리라고 여겨진다. 이러한 변동에 대응하여 산-염기 항상성을 유지하는 기제는 크게 세 가지이다. 첫째는 화학적 완충 작용이다. 식물 세포내액에는 중탄산염·인산염·단백질 등 다양한 완충계가 있으며, 그 완충용량은 도합 20 ~ 100 mEq/L/(pH 단위) 정도로 추산된다. 동물과 마찬가지로 완충 작용은 pH 변화를 즉시 완화하는 제1방어선 역할을 해 주지만, 소모된 완충제를 보충하려면 언젠가는 다른 방식으로 산·염기를 제거해 주어야 한다.

식물의 캘빈 회로. 포스포에놀파이루브산 카르복실레이스(왼쪽 그림의 PEPC)와 말산효소(오른쪽 그림의 ME)가 함께 생화학적 pH 조절 장치를 이룬다는 모형이 제안되었다.

식물 세포내액의 산-염기 항상성을 유지하는 둘째 기제는 H+
를 소모하거나 생성하는 대사 활동이다. 효소는 pH에 따라 활성이 변하기 마련이지만, 반대로 효소가 촉매하는 반응이 pH에 영향을 줄 수도 있다. 만약 두 효소가 한 기질을 공유하고, pH가 변동할 때 각 효소가 촉매하는 반응이 pH 변동을 되돌리려는 방향으로 변화한다면, 이 체계는 일종의 생화학적 pH 조절 장치(biochemical pH-stat)를 이룰 수 있다. 예컨대 식물의 생화학적 pH 조절 장치에 대한 한 모형에 따르면, 산성 환경에서는 말산효소가 말산을 더 활발하게 탈카복실화하므로 세포내액이 알칼리화된다. 반면 염기성 환경에서는 포스포에놀파이루브산 카르복실레이스(phospho-enolpyruvate carboxylase, PEPC)가 옥살로아세테이트를 더 많이 생성하므로 강산인 말산이 더 많이 만들어져 pH 변동이 완화된다. 이 모형은 다양하게 비판 받았지만, 생화학적 pH 조절 장치라는 원리 자체는 널리 받아들여지고 있다.
세 번째 산-염기 항상성 기제는 각종 양성자 펌프와 이온 펌프를 통한 H+
 능동수송으로, 생화학적 pH 조절 장치와 대비하여 생물리학적 pH 조절 장치(biophysical pH-stat)라고도 불린다. 전통적으로는 양성자 펌프가 ATP를 사용해서 H+
를 펌프질하여 내보냄으로써 세포질의 H+
 농도를 낮춘다고 이해되었다. 반면 일부 학자는 스튜어트 이론을 받아들여, H+
 자체보다도 오히려 강한 이온의 움직임이 세포 안팎의 pH 조절에 더 중요하다고 주장하였다. 이 관점에 따르면 양성자 펌프의 역할은 세포막 안팎에 양성자 구동력을 형성함으로써 다른 이온 통로를 통한 2차 능동 수송에 에너지를 제공하는 것이다. 이에 따라 질소 균형이 pH 항상성의 조절 인자로 주목 받기도 했는데, 음이온인 질산 이온과 양이온인 암모늄이 식물의 이온 출입에서 큰 부분을 차지한다고 알려져 있기 때문이다. 물론 흡수한 질소는 이온 형태로 남아 있는 것이 아니라 다양한 대사 과정을 거쳐 동화된다. 동화되는 과정에서 NO−
3와 NH+
4는 저마다 세포내액의 pH에 복잡하게 영향을 미친다. 따라서 스튜어트 관점을 받아들이더라도 NO−
3는 강이온차이를 줄여 pH를 낮추고 NH+
4는 강이온차이를 증가시켜 pH를 높인다고 단순하게 생각할 수만은 없다. 그러나 적어도 이온이 흡수된 직후에는 이와 같은 일시적인 pH 변화가 실제로 일어나는 것으로 보인다.

식물 세포내액에서 H+
를 내보내려면 크게 두 가지 경로가 있다. 하나는 세포 안의 액포로 방출하는 것인데, 부피가 작으므로 한계가 있다. 나머지 하나는 세포 바깥, 즉 세포벽과 그 사이 공간인 전세포벽으로 방출하는 것이다. 동물의 세포내액 pH 조절 기제를 떠올려 전세포벽이 식물의 세포외액 구실을 한다고 생각할 수도 있겠지만, 동물의 세포외액과 식물의 전세포벽은 몇 가지 중요한 차이가 있다. 먼저 동물 세포외액이 세포내액에 비해 알칼리성인 반면, 식물의 전세포벽은 세포내액보다 산성이다 (pH 4 ~ 5.7). 무엇보다도 완충 능력이 뛰어난 동물 세포외액과 달리 전세포벽은 완충용량이 약 5 mEq/L/(pH 단위)에 지나지 않아 pH가 훨씬 쉽게 변한다. 전세포벽의 부피도 세포내액과 비슷한 수준으로 그리 크지 않으니, 전세포벽은 H+
 배출구로는 효과적이지 않은 셈이다. 그러므로 낙엽처럼 조직 자체를 제거할 수 있는 경우가 아니라면, 전세포벽으로 내보낸 H+
를 다시 주변 환경으로 방출하여야만 항상성을 유지할 수 있다. 이런 이유로, 주변의 물로 H+
를 방출하면 되는 수생식물에 비해 육상식물은 세포내액에서 전세포벽으로 H+
를 펌프질하여 내보내는 정도가 훨씬 약하다.

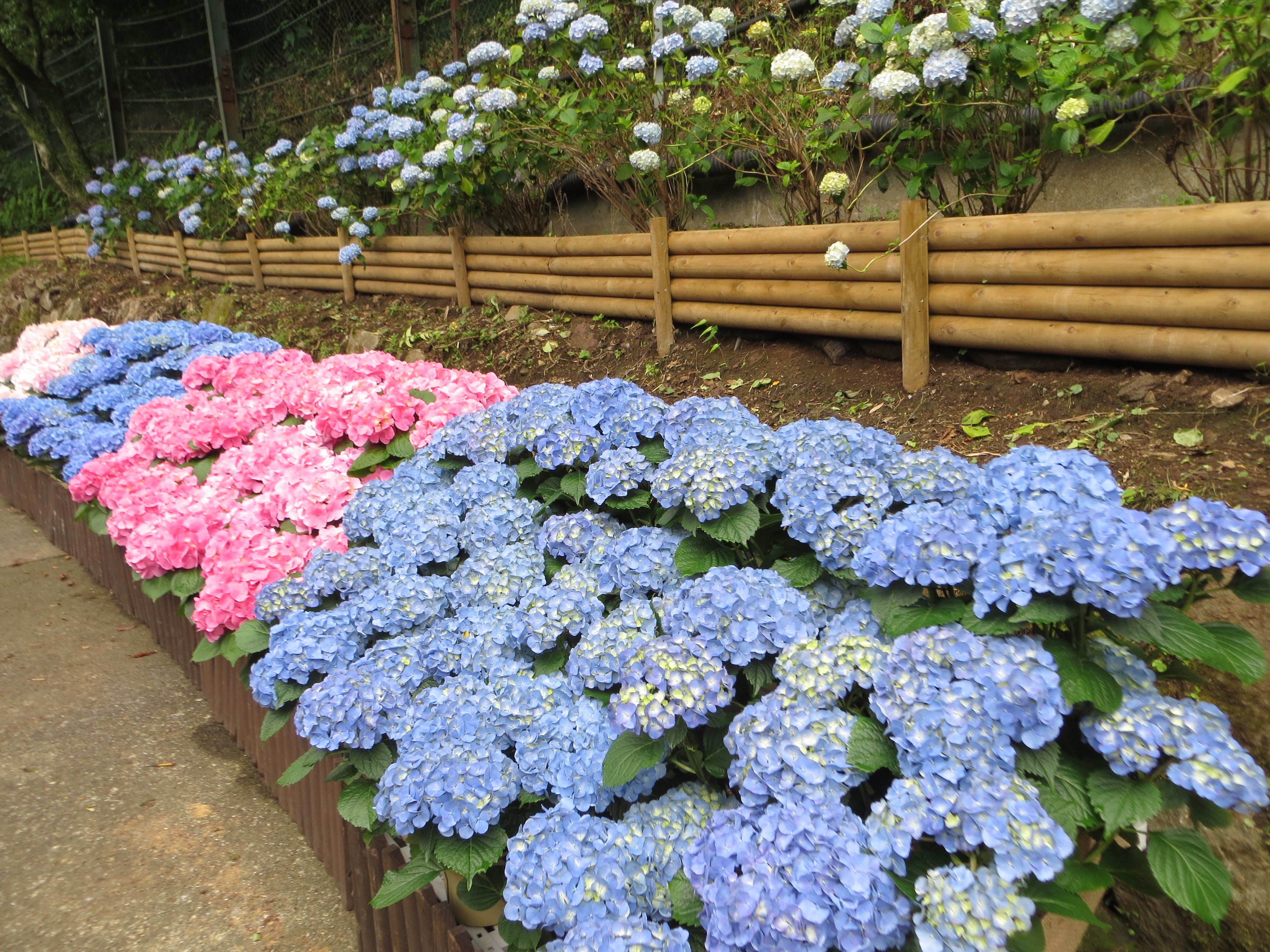
수국이 색색이 피어 있다. 산성 토양에서는 푸른색 수국이, 중성·염기성 토양에서는 붉은색 수국이 핀다. 수국에 있는 붉은색 미르틸린(myrtillin) 색소가 알루미늄과 결합하면 푸른색을 나타내는데, 산성 환경에서는 알루미늄 이온이 쉽게 흡수되는 반면 염기성 환경에서는 수산화 알루미늄을 이루어 잘 흡수되지 않기 때문이다. 이처럼 토양의 산성도는 식물의 영양에 영향을 미치는 중요한 요인이다.

식물의 전세포벽은 동물의 세포외액처럼 세포내액의 pH를 일정하게 유지해 주는 기능을 한다기보다 오히려 상황에 따라 pH를 변화시킴으로써 신호 및 전령 역할을 하는 것으로 보인다. 식물 전세포벽의 pH가 변할 때, 세포내액의 pH가 따라서 변화하는 정도는 매우 작다. 한편 식물을 염기성 환경에서 배양하더라도 전세포벽은 산성을 띠며, 특히 세포막 근처의 pH는 전세포벽의 전체적인 pH와 무관하게 상당히 일정한 값으로 유지된다. 이러한 관찰로 미루어 전세포벽 pH가 세포내액과 독립적으로 조절되며 별도의 기능을 수행한다고 짐작해볼 수 있다. 전세포벽 pH가 신호 전달에 관여한다고 여겨지는 대표적인 사례는 산성 생장 가설로, 식물 생장을 촉진하는 호르몬인 옥신의 작용을 매개하는 요인이 바로 전세포벽 pH 변화라는 것이다. 옥신은 세포막의 양성자 펌프를 활성화하여 전세포벽 pH를 낮춘다. 이 때문에 익스팬신을 비롯하여 세포벽을 느슨하게 만들어주는 각종 단백질이 활성화되므로 생장이 일어나기가 쉬워진다. 전세포벽 pH는 그 밖에도 가뭄이나 염분 과다 등 스트레스 상황에서 변화하여 기공의 열리고 닫힘을 조절하는 등, 식물에서 다양한 신호를 매개한다.
식물은 내부 환경뿐만 아니라 개체를 둘러싼 외부 환경의 pH에도 영향을 미친다. 예컨대 잎을 둘러싼 엽권의 pH는 토양의 pH와 무관하게 종마다 일정한 값으로 조절된다. 극단적인 예는 식충식물로, 잎이 변형된 구조인 벌레잡이주머니의 표면을 pH 1 정도의 강한 산성으로 유지하여 먹이를 소화하는 데에 이용한다. 한편 뿌리를 둘러싼 토양, 즉 근권 역시 식물이 주변 환경의 산염기 상태를 조절하는 사례로 잘 알려져 있다. 근권의 산-염기 항상성이 식물에게 특히 중요한 까닭은 근권의 산성도가 인산염·철·알루미늄·아연·망가니즈 등 각종 영양소가 흡수되는 정도에 영향을 미치기 때문이다. 근권의 pH가 너무 높거나 낮으면 특정 영양소가 너무 적어 결핍되거나 혹은 너무 많아 독성을 나타낼 수 있다. 식물은 뿌리의 호흡 및 각종 이온과 유기산의 흡수·분비를 통해 근권의 pH에 영향을 미치며, 환경에 따라 그 정도와 양상을 조절한다. 예컨대 인이나 철이 부족하면 근권으로 수소 이온을 더 많이 분비하여 산성화함으로써 영양소의 이용률을 높인다. 또한 전체 토양이 지나치게 염기성이면 근권을 산성화하고, 지나치게 산성이면 근권을 알칼리화하는 등 근권의 pH를 적절한 범위 안으로 유지하려는 듯한 반응을 보이기도 한다. 다만 스트레스에 대한 식물의 반응이 반드시 문제를 완화하는 방향으로 일어나는 것은 아니므로, 식물이 생존을 위해 근권의 산염기 상태를 알맞게 조절한다고 단순하게 생각할 수만은 없다.

### 세균
진핵생물이 대체로 세포를 둘러싼 체내 환경을 조절하는 방식으로 세포 내의 pH를 일정하게 유지하는 반면, 세균은 세포 안팎의 pH 차이를 잘 견뎌내기 위한 장치를 갖추는 전략을 택한다. 세균은 생존하기 용이한 pH 범위에 따라 호중성(neutralophilic), 호산성(acidophilic), 호염기성(alkaliphilic) 등으로 구분된다. 호중성 세균은 5.5 ~ 9.0 사이의 pH에서 생장하지만, 그러면서도 세포 내 pH를 7.5 ~ 7.7 사이로 유지한다. 즉 산성 환경에서는 주변보다 세포질을 염기성으로 유지하고, 염기성 환경에서는 주변보다 세포질을 산성 환경으로 유지하는 기제를 갖추고 있는 것이다. 여기에 더해 세균은 생장 범위 바깥의 pH 환경에서도 생존하는 능력이 있다. 예컨대 대장균 등 장내세균은 산성인 위 속을 지나갈 때 생장을 그칠지언정 생존하여 창자에 도착한다.

### 내용주
1. ↑  사량체의 분자 수를 센 것이다.
2. ↑  이때 β가 양수이므로 완충선은 우하향할 수밖에 없다.
3. ↑  염기과잉의 정확한 정의는 혈액 시료의 이산화탄소 분압을 40 mmHg로 맞춘 상태에서 pH를 7.4로 되돌리기 위해 첨가해 주어야 하는 강산의 양이다. 완충염기 및 염기과잉의 정의상 용액의 이산화탄소 분압만을 변화시킬 때에는 그 값이 일정하게 유지되기에, 현재 이산화탄소 분압이 40 mmHg가 아닌 시료에 대해서도 이러한 정의를 적용 가능하다.
4. ↑  수식의 형태가 다소 변형되어 있는 것은 혈장과 적혈구 세포내액 사이 평형을 고려하였기 때문이다.
5. ↑  아미노산은 아민 잔기와 카복시산 잔기가 하나씩 있으므로, 중성 아미노산을 분해하면 탄산수소 이온과 암모늄 이온은 같은 수만큼 만들어진다.
6. ↑  SID는 농도로 계산되기 때문에, 수분량이 변하면 강이온 출입이 없더라도 농도 계산의 분모가 바뀌어 SID 값이 달라질 수 있다. 사람 체액에서는 강한 양이온이 음이온보다 많아 SID가 양수이므로, 예컨대 수분이 많아지면 그 차이가 희석되어 SID가 감소하고 산증이 나타난다는 것이 스튜어트 이론의 설명이다.
7. ↑  한 논문[17]에서는 생략된 말이 질병(Disease)이리라고 추측하였다.
8. ↑  보일 자신은 의화학자들의 일부 과격한 견해에 대해 회의적이었다.[95]
9. ↑  앞에서 완충선의 식을 유도할 때 비-중탄산염 완충계의 총 완충용량이 거의 일정한 것으로 나타난다고 기술한 것은 바로 이 관찰을 이른다.
10. ↑  혈액 시료를 여럿으로 나누어, 하나는 아무런 처치를 하지 않고서 곧바로 이산화탄소 총량을 잰다. 이것이 미지의 시료가 된다. 나머지는 {\displaystyle P_{{\ce {CO2}}}}를 바꾸어 가면서 이산화탄소 총량을 잰다. {\displaystyle P_{{\ce {CO2}}}} 값을 이미 알고 있고 이산화탄소 총량으로 {\displaystyle [{\ce {HCO3-}}]} 값을 어림할 수 있으므로, 헨더슨-하셀바흐 방정식에 대입하여 pH를 계산한다. 이들 측정값을 가로축이 pH, 세로축이 {\displaystyle {\rm {[HCO_{3}^{-}]}}}인 평면에 점으로 나타내고, 점들을 지나는 직선을 그려 외삽하면 미지의 시료에서도 pH 및 {\displaystyle P_{\rm {{CO}_{2}}}} 값을 알 수 있다.[111]
11. ↑  이에 대해서는 아래에 더 자세히 기술하였다.
12. ↑  스튜어트 이론에서는 같은 현상을 달리 바라본다. H+
의 농도가 매우 작기 때문에, 애초에 H+
가 막을 직접 통과하는지도 확실치 않다. 그러므로 H+
의 농도 기울기가 전기화학적 평형에서 벗어나 있다는 사실은 중요하지 않다. 오히려 H+
 농도를 결정하는 독립변수인 강이온차이와 비휘발성 약산 총량이 세포막 안팎에서 어떻게 다를 수 있는지 해명하는 것이 훨씬 중요한 과제이다. 능동수송에 관여한다고 하는 통로 단백질은 사실 H+
 자체가 아니라 그와 짝지어 움직이는 강한 이온을 통해서 pHi에 영향을 미치는 것이다.[136]
13. ↑  아레니우스 산-염기 이론에서는 H+
와 OH−
가 서로 같은 양만큼 존재하는 상태를 중성으로 보았다. 다시 말해 이 설명은 pH 그 자체보다도 중성 pH와의 차이 즉 상대적 알칼리도(relative alkalinity)가 더 중요한 변수라는 뜻이 된다. 실제로 세포내액의 pH가 37℃에서 중성에 해당하는 값인 6.8에 가깝다는 사실은 이 설명에 힘을 실어주는 듯했다. 오늘날에도 체온의 영향을 논할 때 이런 방식으로 설명하는 경우가 더러 있다.[137][141]
14. ↑  이산화탄소 총량이 일정한데, 용해도가 낮아지면 용해된 상태로 존재하는 분율이 줄고 기체 상태로 존재하는 분율이 늘기 때문이다.
15. ↑  다만 이것이 꼭 더울수록 환기가 느려진다는 뜻은 아니다. 온도가 높을수록 세포대사도 활발하기 때문이다. 몸에서 이산화탄소를 더 만들기 때문에, 환기로 내보내는 속도가 같아도 이산화탄소 분압은 상승하기 마련이다.[141] 이처럼 체온이 오를 때 대사율에 비해 환기가 상대적으로 느려지는 현상은 거북과 양서류에서 관찰된 바 있다.[139]
16. ↑  이온화된 단백질, 즉 이 문서의 표기법에 따르면 A−
를 뜻한다.
17. ↑  수생동물에서 환기에 해당하는 개념. 영어로는 똑같이 'ventilation'이지만 우리말 '환기'는 공기호흡을 전제하므로 '기(氣)'를 '수(水)'로 바꾸어 주어야 한다.[161]
18. ↑  비교생물학 연구는 아가미에서 일어나는 이온 수송의 원래 기능이 산-염기 항상성 조절이었으며, 민물 생물이 이 기제로써 삼투압을 조절하는 것은 나중에 진화한 현상임을 시사한다.[165]

### 참조주
1. 1 2 3 4 5 6 7 8 9 10 11  Hall, Hall, & Guyton, 2021, pp. 403-405.
2. ↑  Stewart, 2009, pp. 35-36.
3. ↑  Tortora, GJ; Derrickson, BH (1987). 《Principles of anatomy and physiology》 5판. New York: Harper & Row, Publishers. 698–700쪽. ISBN 0-06-350729-3.
4. ↑  Diem, K; Lentner, C (1970). 〈Blood – Inorganic substances〉. 《Scientific Tables》 7판. Basel, Switzerland: CIBA-GEIGY Ltd. 527쪽.
5. ↑  (영어) Blood gases - 메드라인플러스
6. ↑  Caroline, N (2013). 〈Buffer systems〉. 《Nancy Caroline's Emergency care in the streets》 7판. Jones & Bartlett Learning. 347–349쪽. ISBN 978-1449645861.
7. 1 2 3 4  Hamm, L. Lee; Nakhoul, Nazih; Hering-Smith, Kathleen S. (2015년 12월). “Acid-Base Homeostasis”. 《Clinical Journal of the American Society of Nephrology》 (영어) 10 (12): 2232–2242. doi:10.2215/CJN.07400715. ISSN 1555-9041. PMC 4670772. PMID 26597304.
8. ↑  Yeomans ER, Hauth JC, Gilstrap LC, Strickland DM (March 1985). “Umbilical cord pH, PCO2, and bicarbonate following uncomplicated term vaginal deliveries”. 《American Journal of Obstetrics and Gynecology》 151 (6): 798–800. doi:10.1016/0002-9378(85)90523-x. PMID 3919587.
9. 1 2 3 4 5  Raven, John A. (1985). “pH regulation in plants”. 《Science Progress (1933- )》 69 (276): 495–509. ISSN 0036-8504.
10. 1 2  Krulwich, Terry A.; Sachs, George; Padan, Etana (2011년 5월). “Molecular aspects of bacterial pH sensing and homeostasis”. 《Nature Reviews Microbiology》 (영어) 9 (5): 330–343. doi:10.1038/nrmicro2549. ISSN 1740-1526. PMC 3247762. PMID 21464825.
11. 1 2 3  Danziger, Zeidel, & Parker, 2012, pp. 155-157.
12. 1 2 3 4 5 6 7 8 9  Giebisch, Windhager, & Aronson, 2017, pp. 821-825.
13. ↑  Yartsev, Alex (2023년 11월 14일). “What is meant by "acid-base balance"”. 《Deranged Physiology》. 2024년 6월 16일에 확인함.
14. 1 2 3 4 5 6 7 8 9  Danziger, Zeidel, & Parker, 2012, pp. 157-162.
15. 1 2 3 4 5 6 7 8 9 10  Malkin, Harold M. (2003). “Historical review: concept of acid-base balance in medicine”. 《Annals of Clinical and Laboratory Science》 33 (3): 337–344. ISSN 0091-7370. PMID 12956453.
16. 1 2 3 4 5 6 7 8 9 10 11 12 13 14 15  Story, David A (2004). “Bench-to-bedside review: A brief history of clinical acid–base”. 《Critical Care》 8 (4): 253. doi:10.1186/cc2861. PMC 522833. PMID 15312207.
17. 1 2 3 4 5 6 7 8 9  Eknoyan, Garabed (2022년 9월 22일). “Acid–base homeostasis: a historical inquiry of its origins and conceptual evolution”. 《Nephrology Dialysis Transplantation》 (영어) 37 (10): 1816–1823. doi:10.1093/ndt/gfac014. ISSN 0931-0509.
18. ↑  Jones, Norman L. (1990년 6월). “A quantitative physicochemical approach to acid-base physiology”. 《Clinical Biochemistry》 (영어) 23 (3): 189–195. doi:10.1016/0009-9120(90)90588-L.
19. 1 2  Stewart, Peter A. (1983년 12월 1일). “Modern quantitative acid–base chemistry”. 《Canadian Journal of Physiology and Pharmacology》 (영어) 61 (12): 1444–1461. doi:10.1139/y83-207. ISSN 0008-4212.
20. ↑  Rastegar, Asghar (2009년 7월). “Clinical Utility of Stewart's Method in Diagnosis and Management of Acid-Base Disorders”. 《Clinical Journal of the American Society of Nephrology》 (영어) 4 (7): 1267–1274. doi:10.2215/CJN.01820309. ISSN 1555-9041.
21. 1 2 3 4 5 6  Kenny, Jon-Emile S (2021년 6월 1일). “An introduction to Stewart acid–base: Clinically useful or chemical bookkeeping?”. 《Physiology News》 (영어). doi:10.36866/122.26.
22. ↑  Kurtz, Ira; Kraut, Jeffrey; Ornekian, Vahram; Nguyen, Minhtri K. (2008년 5월). “Acid-base analysis: a critique of the Stewart and bicarbonate-centered approaches”. 《American Journal of Physiology-Renal Physiology》 (영어) 294 (5): F1009–F1031. doi:10.1152/ajprenal.00475.2007. ISSN 1931-857X.
23. 1 2 3  Masevicius, Fabio D (2015). “Has Stewart approach improved our ability to diagnose acid-base disorders in critically ill patients?”. 《World Journal of Critical Care Medicine》 (영어) 4 (1): 62. doi:10.5492/wjccm.v4.i1.62. ISSN 2220-3141. PMC 4326765. PMID 25685724.
24. 1 2 3  Kimura, Satoshi; Shabsigh, Muhammad; Morimatsu, Hiroshi (2018년 1월). “Traditional approach versus Stewart approach for acid–base disorders: Inconsistent evidence”. 《SAGE Open Medicine》 (영어) 6: 205031211880125. doi:10.1177/2050312118801255. ISSN 2050-3121. PMC 6156212. PMID 30263119.
25. ↑  Silverthorn, Dee Unglaub (2016). 《Human physiology: An integrated approach》 7판. Harlow, England: Pearson. 607–608, 666–673쪽. ISBN 978-1-292-09493-9.
26. ↑  Adrogué HE, Adrogué HJ (April 2001). “Acid-base physiology”. 《Respiratory Care》 46 (4): 328–341. PMID 11345941.
27. 1 2 3 4 5  Parascandola, 1968, pp. 44-46.
28. 1 2 3 4 5  Boron, 2017, pp. 628-629.
29. 1 2 3 4 5 6 7  Hall, Hall, & Guyton, 2021, pp. 405-408.
30. ↑  Boron, 2017, pp. 629-630.
31. 1 2  Hughes, Jonathan M.; Vilchiz, Victor H.; Lee, Cathy (2021년 10월 1일). “An Easy Approach to Understanding Acid-Base Balance in a Blood Buffer System”. 《The American Biology Teacher》 (영어) 83 (8): 526–531. doi:10.1525/abt.2021.83.8.526. ISSN 0002-7685.
32. 1 2 3 4 5 6 7  Boron, 2017, pp. 635-637.
33. 1 2 3 4 5 6 7 8  Morgan, T. John (2009년 5월). “The Stewart approach--one clinician's perspective”. 《The Clinical Biochemist. Reviews》 30 (2): 41–54. ISSN 0159-8090. PMC 2702213. PMID 19565024.
34. ↑  Brandis, Kerry. “Quantitative Acid-Base Analysis: The Variables”. 《Acid-Base Physiology》. 2024년 9월 11일에 확인함.
35. 1 2 3 4 5  Story, David A. (2016년 8월). “Stewart Acid-Base: A Simplified Bedside Approach”. 《Anesthesia & Analgesia》 (영어) 123 (2): 511–515. doi:10.1213/ANE.0000000000001261. ISSN 0003-2999.
36. 1 2  Wooten, E. Wrenn (1999년 1월 1일). “Analytic calculation of physiological acid-base parameters in plasma”. 《Journal of Applied Physiology》 (영어) 86 (1): 326–334. doi:10.1152/jappl.1999.86.1.326. ISSN 8750-7587.
37. 1 2 3  Fidkowski, Christina; Helstrom, James (2009년 3월). “Diagnosing metabolic acidosis in the critically ill: bridging the anion gap, Stewart, and base excess methods”. 《Canadian Journal of Anesthesia/Journal canadien d'anesthésie》 (영어) 56 (3): 247–256. doi:10.1007/s12630-008-9037-y. ISSN 0832-610X.
38. ↑  Vaughan-Jones, Richard D.; Boron, Walter F. (2015년 1월 22일). “Integration of acid-base and electrolyte disorders”. 《The New England Journal of Medicine》 372 (4): 389. doi:10.1056/NEJMc1414731. ISSN 1533-4406. PMC 4678889. PMID 25607441.
39. 1 2  Ring, Troels; Kellum, John A. (2016년 9월 15일). “Strong Relationships in Acid-Base Chemistry – Modeling Protons Based on Predictable Concentrations of Strong Ions, Total Weak Acid Concentrations, and pCO2”. 《PLOS ONE》 (영어) 11 (9): e0162872. doi:10.1371/journal.pone.0162872. ISSN 1932-6203. PMC 5025046. PMID 27631369.
40. ↑  Stewart, 2009, pp. 36-38.
41. ↑  Yartsev, Alex (2023년 12월 18일). “Lewis' definition, and the modern concept of acids and bases”. 《Deranged Physiology》. 2024년 6월 17일에 확인함.
42. 1 2 3 4 5  Boron, 2017, pp. 630-633.
43. 1 2 3 4 5 6 7 8 9 10 11 12  Siggaard-Andersen, Ole (1977년 1월). “The Van Slyke Equation”. 《Scandinavian Journal of Clinical and Laboratory Investigation》 (영어) 37 (sup146): 15–20. doi:10.3109/00365517709098927. ISSN 0036-5513.
44. ↑  Krbec, Martin; Waldauf, Petr; Zadek, Francesco; Brusatori, Serena; Zanella, Alberto; Duška, František; Langer, Thomas (2022년 10월 21일). “Non-carbonic buffer power of whole blood is increased in experimental metabolic acidosis: An in-vitro study”. 《Frontiers in Physiology》 (영어) 13. doi:10.3389/fphys.2022.1009378.
45. ↑  Ellison, George; Straumfjord Jr, Jon V.; Hummel, J. P. (1958년 12월 1일). “Buffer Capacities of Human Blood and Plasma”. 《Clinical Chemistry》 (영어) 4 (6). doi:10.1093/clinchem/4.6.452.
46. ↑  Yartsev, Alex (2023년 12월 18일). “Buffers and buffering power”. 《Deranged Physiology》. 2025년 1월 22일에 확인함.
47. 1 2 3 4  Figge, 2009, pp. 219-225.
48. ↑  Vasileiadis, Ioannis; Alevrakis, Emmanouil; Gialelis, Nikolaos (2021년 6월). “Stewart's approach: Just a heresy or another lens into acid‐base physiology?”. 《Acta Physiologica》 (영어) 232 (2). doi:10.1111/apha.13622. ISSN 1748-1708.
49. ↑  Caironi, Pietro; Gattinoni, Luciano (2009). “The clinical use of albumin: the point of view of a specialist in intensive care”. 《Blood Transfusion》. doi:10.2450/2009.0002-09. ISSN 1723-2007. PMC 2782803. PMID 20011637.
50. 1 2 3 4 5 6 7 8  Hall, Hall, & Guyton, 2021, pp. 416-420.
51. 1 2 3 4 5 6 7 8  Dubose, Jr., 2018, pp. 315-316.
52. 1 2 3  Shaw, I.; Magee, P. (2022년 11월). “Acid–base quantification: a review of developing technology”. 《BJA Education》 (영어) 22 (11): 440–447. doi:10.1016/j.bjae.2022.07.006. PMC 9596322. PMID 36313591.
53. ↑  Singer, Richard B.; Hastings, A. Baird (1948년 5월). “AN IMPROVED CLINICAL METHOD FOR THE ESTIMATION OF DISTURBANCES OF THE ACID-BASE BALANCE OF HUMAN BLOOD:”. 《Medicine》 (영어) 27 (2): 223. doi:10.1097/00005792-194805000-00003. ISSN 0025-7974.
54. 1 2  Wooten, E. Wrenn (1999년 1월 1일). “Analytic calculation of physiological acid-base parameters in plasma”. 《Journal of Applied Physiology》 (영어) 86 (1): 326–334. doi:10.1152/jappl.1999.86.1.326. ISSN 8750-7587.
55. 1 2 3 4  Langer, Thomas; Brusatori, Serena; Gattinoni, Luciano (2022년 8월). “Understanding base excess (BE): merits and pitfalls”. 《Intensive Care Medicine》 (영어) 48 (8): 1080–1083. doi:10.1007/s00134-022-06748-4. ISSN 0342-4642.
56. ↑  Corey, Howard E. (2003년 9월). “Stewart and beyond: New models of acid-base balance”. 《Kidney International》 (영어) 64 (3): 777–787. doi:10.1046/j.1523-1755.2003.00177.x.
57. 1 2 3 4 5 6  Boron, 2017, pp. 638-644.
58. 1 2 3 4  Hall, Hall, & Guyton, 2021, pp. 408-409.
59. ↑  Hall, Hall, & Guyton, 2021, pp. 533-536.
60. 1 2 3 4 5 6 7 8 9 10  Hall, Hall, & Guyton, 2021, pp. 409-414.
61. ↑  Danziger, Zeidel, & Parker, 2012, pp. 165-167.
62. 1 2 3 4 5 6 7 8  Brandis, Kerry. “Renal Regulation of Acid-Base Balance -continued”. 《Acid-Base Physiology》. 2024년 6월 23일에 확인함.
63. ↑  Hall, Hall, & Guyton, 2021, pp. 414-415.
64. 1 2 3  Giebisch, Windhager, & Aronson, 2017, pp. 832-834.
65. ↑  Brandis, Kerry. “Quantitative Acid-Base Analysis - The System”. 《Acid-Base Physiology》. 2024년 7월 21일에 확인함.
66. 1 2 3 4  Stewart, 2009, pp. 184-188.
67. ↑  Gattinoni, Luciano; Carlesso, Eleonora; Cadringher, Paolo; Caironi, Pietro (2006). “Strong ion difference in urine: new perspectives in acid-base assessment”. 《Critical Care》 10 (2): 137. doi:10.1186/cc4890. PMC 1550906. PMID 16677408.
68. 1 2 3 4 5 6  Morgan, Thomas J.; Venkatesh, Balasubramanian; Bellomo, Rinaldo (2015년 9월). “Acid-base physiology: comments on 10 contentious assertions”. 《Critical Care and Resuscitation: Journal of the Australasian Academy of Critical Care Medicine》 17 (3): 211–213. ISSN 1441-2772. PMID 26282261.
69. ↑  Ring, 2009, pp. 410-413.
70. ↑  Brandis, Kerry. “Quantitative Acid-Base Balance : The Implications”. 《Acid-Base Physiology》. 2024년 6월 23일에 확인함.
71. ↑  Calzavacca, Licari, & Bellomo, 2009, p. 394.
72. ↑  Ring, 2009, pp. 408-409.
73. 1 2  Dubose, Jr., 2018, pp. 322-324.
74. 1 2 3  Brandis, Kerry. “Terminology of Acid-Base Disorders”. 《Acid-Base Physiology》. 2024년 6월 23일에 확인함.
75. ↑  Brandis, Kerry. “Structured Approach to Assessment”. 《Acid-Base Physiology》. 2024년 8월 28일에 확인함.
76. 1 2 3 4  Brandis, Kerry. “The Great Trans-Atlantic Acid-Base Debate”. 《Acid-Base Physiology》. 2024년 6월 17일에 확인함.
77. 1 2  Lloyd, P.; Freebairn, R. (2006년 3월). “Using quantitative acid-base analysis in the ICU”. 《Critical Care and Resuscitation: Journal of the Australasian Academy of Critical Care Medicine》 8 (1): 19–30. ISSN 1441-2772. PMID 16536715.
78. 1 2  Yartsev, Alex (2023년 8월 14일). “Assessment of compensation: Boston and Copenhagen methods”. 《Deranged Physiology》. 2024년 6월 17일에 확인함.
79. 1 2  Schlichtig, R.; Grogono, Alan W.; Severinghaus, John W. (1998년 7월). “Human PaCO2 and standard base excess compensation for acid-base imbalance”. 《Critical Care Medicine》 26 (7): 1173-9. doi:10.1097/00003246-199807000-00015. ISSN 1441-2772. PMID 9671365.
80. 1 2 3 4 5 6  Severinghaus, John W. (1993년 1월). “Siggaard-Andersen and the “Great Trans-Atlantic Acid-Base Debate””. 《Scandinavian Journal of Clinical and Laboratory Investigation》 (영어) 53 (sup214): 99–104. doi:10.1080/00365519309090685. ISSN 0036-5513.
81. 1 2  Fencl, Vladimir; Leith, David E. (1993년 1월). “Stewart's quantitative acid-base chemistry: Applications in biology and medicine”. 《Respiration Physiology》 (영어) 91 (1): 1–16. doi:10.1016/0034-5687(93)90085-O.
82. 1 2  Fencl, Vladimir; Jabor, Antonín; Kazda, Antonín; Figge, James (2000년 12월 1일). “Diagnosis of Metabolic Acid–Base Disturbances in Critically Ill Patients”. 《American Journal of Respiratory and Critical Care Medicine》 (영어) 162 (6): 2246–2251. doi:10.1164/ajrccm.162.6.9904099. ISSN 1073-449X.
83. ↑  Constable, Peter D. (2000년 12월). “Clinical Assessment of Acid‐Base Status: Comparison of the Henderson‐Hasselbalch and Strong Ion Approaches”. 《Veterinary Clinical Pathology》 (영어) 29 (4): 115–128. doi:10.1111/j.1939-165X.2000.tb00241.x. ISSN 0275-6382.
84. 1 2  Siggaard‐Andersen, O.; Fogh‐Andersen, N. (1995년 9월). “Base excess or buffer base (strong ion difference) as measure of a non‐respiratory acid‐base disturbance”. 《Acta Anaesthesiologica Scandinavica》 (영어) 39 (s107): 123–128. doi:10.1111/j.1399-6576.1995.tb04346.x. ISSN 0001-5172.
85. 1 2 3  Wooten, E Wrenn (2004). “Science review: Quantitative acid–base physiology using the Stewart model”. 《Critical Care》 8 (6): 448. doi:10.1186/cc2910. PMC 1065045. PMID 15566615.
86. 1 2 3  Schlichtig, Robert (1997). “[Base excess] vs [strong ion difference]. Which is more helpful?”. 《Advances in experimental medicine and biology》 411: 91-95. doi:10.1007/978-1-4615-5865-1_11.
87. ↑  Kellum, 2009, pp. 426-428.
88. ↑  de Brito Galvao, Joao Felipe; Center, Sharon A. (2012). 〈Fluid, Electrolyte, and Acid-Base Disturbances in Liver Disease〉.   DiBartola, Stephen P. 《Fluid, electrolyte and acid-base disorders in small animal practice》 4판. St. Louis, Missouri: Elsevier Saunders. 456-499쪽. ISBN 978-1-4377-0654-3.
89. ↑  Scheiner, Bernhard; Lindner, Gregor; Reiberger, Thomas; Schneeweiss, Bruno; Trauner, Michael; Zauner, Christian; Funk, Georg-Christian (2017년 11월). “Acid-base disorders in liver disease”. 《Journal of Hepatology》 (영어) 67 (5): 1062–1073. doi:10.1016/j.jhep.2017.06.023.
90. ↑  Figge, James; Jabor, Antonin; Kazda, Antonin; Fencl, Vladimir (1998년 11월). “Anion gap and hypoalbuminemia:”. 《Critical Care Medicine》 (영어) 26 (11): 1807–1810. doi:10.1097/00003246-199811000-00019. ISSN 0090-3493.
91. ↑  Chawla, Lakhmir S; Shih, Shirley; Davison, Danielle; Junker, Christopher; Seneff, Michael G (2008년 12월). “Anion gap, anion gap corrected for albumin, base deficit and unmeasured anions in critically ill patients: implications on the assessment of metabolic acidosis and the diagnosis of hyperlactatemia”. 《BMC Emergency Medicine》 (영어) 8 (1). doi:10.1186/1471-227X-8-18. ISSN 1471-227X. PMC 2644323. PMID 19087326.
92. ↑  Clericuzio, Antonio (2012년 6월). “Chemical and mechanical theories of digestion in early modern medicine”. 《Studies in History and Philosophy of Science Part C: Studies in History and Philosophy of Biological and Biomedical Sciences》 (영어) 43 (2): 329–337. doi:10.1016/j.shpsc.2011.10.025.
93. ↑  Beukers, H (1999). “Acid spirits and alkaline salts: the iatrochemistry of Franciscus dele Boë, Sylvius” (PDF). 《Sartoniana》 12: 39-59.
94. 1 2  Parascandola, 1968, pp. 41-44.
95. 1 2 3  Clericuzio, Antonio (1993년 9월). “From van Helmont to Boyle. A study of the transmission of Helmontian chemical and medical theories in seventeenth-century England”. 《The British Journal for the History of Science》 (영어) 26 (3): 303–334. doi:10.1017/S0007087400031071. ISSN 0007-0874.
96. 1 2 3  Severinghaus, John W.; Astrup, Poul; Murray, John F. (1998년 4월 1일). “Blood Gas Analysis and Critical Care Medicine”. 《American Journal of Respiratory and Critical Care Medicine》 (영어) 157 (4): S114–S122. doi:10.1164/ajrccm.157.4.nhlb1-9. ISSN 1073-449X.
97. ↑  Jensen, W. B. (2016). 《Acid Base Chemistry and Related Topics》. Collected Papers 3. Cincinnatti, OH: Oesper Collection. 69-70쪽.
98. 1 2 3 4 5  Cameron, James N. (1989년 7월). “Acid-Base Homeostasis: Past and Present Perspectives”. 《Physiological Zoology》 (영어) 62 (4): 845–865. doi:10.1086/physzool.62.4.30157933. ISSN 0031-935X.
99. ↑  Parascandola, 1968, pp. 46-49.
100. ↑  Parascandola, 1968, pp. 49-56.
101. 1 2 3  Parascandola, 1968, pp. 63-66.
102. 1 2  Imenez Silva, Pedro Henrique; Mohebbi, Nilufar (2022년 8월). “Kidney metabolism and acid–base control: back to the basics”. 《Pflügers Archiv - European Journal of Physiology》 (영어) 474 (8): 919–934. doi:10.1007/s00424-022-02696-6. ISSN 0031-6768. PMC 9338915. PMID 35513635.
103. ↑  Arunachalam, C.; Woywodt, A. (2010년 8월 1일). “Turbid urine and beef-eating rabbits: Claude Bernard (1813-78)--a founder of modern physiology”. 《Clinical Kidney Journal》 (영어) 3 (4): 335–337. doi:10.1093/ndtplus/sfq058. ISSN 2048-8505. PMC 4421511. PMID 25949423.
104. ↑  Fine, Leon G. (2017년 9월). “Have the principles of experimental medicine become obsolete in the era of big data?”. 《Kidney International》 (영어) 92 (3): 556–557. doi:10.1016/j.kint.2017.04.016.
105. ↑  Eknoyan, Garabed (2021년 2월 20일). “On the origins of experimental renal physiology”. 《Nephrology Dialysis Transplantation》 (영어) 36 (3): 392–395. doi:10.1093/ndt/gfaa238. ISSN 0931-0509.
106. ↑  Parascandola, 1968, p. 81.
107. 1 2 3 4 5 6 7 8 9 10 11 12 13 14  Severinghaus, John W.; Astrup, Poul B. (1985년 10월). “History of blood gas analysis. II. pH and acid-base balance measurements”. 《Journal of Clinical Monitoring》 (영어) 1 (4): 259–277. doi:10.1007/BF02832819. ISSN 0748-1977.
108. ↑  Van Slyke, Donald D.; Cullen, Glenn E. (1917년 6월). “STUDIES OF ACIDOSIS: I. THE BICARBONATE CONCENTRATION OF THE BLOOD PLASMA; ITS SIGNIFICANCE, AND ITS DETERMINATION AS A MEASURE OF ACIDOSIS”. 《Journal of Biological Chemistry》 (영어) 30 (2): 289–346. doi:10.1016/S0021-9258(18)86738-2.
109. 1 2  Van Slyke, Donald D. (1921년 9월). “STUDIES OF ACIDOSIS: XVII. THE NORMAL AND ABNORMAL VARIATIONS IN THE ACID-BASE BALANCE OF THE BLOOD”. 《Journal of Biological Chemistry》 (영어) 48 (1): 153–176. doi:10.1016/S0021-9258(18)86053-7.
110. ↑  Van Slyke, Donald D.; Neill, James M. (1924년 9월). “THE DETERMINATION OF GASES IN BLOOD AND OTHER SOLUTIONS BY VACUUM EXTRACTION AND MANOMETRIC MEASUREMENT. I”. 《Journal of Biological Chemistry》 (영어) 61 (2): 523–573. doi:10.1016/S0021-9258(18)85145-6.
111. ↑  Van Slyke, Donald D.; Austin, J.Harold; Cullen, Glenn E. (1922년 8월). “THE EFFECT OF ETHER ANESTHESIA ON THE ACID-BASE BALANCE OF THE BLOOD”. 《Journal of Biological Chemistry》 53 (2): 277–292. doi:10.1016/s0021-9258(18)85782-9. ISSN 0021-9258.
112. ↑  Peters, John P. (1923년 7월). “STUDIES OF THE CARBON DIOXIDE ABSORPTION CURVE OF HUMAN BLOOD”. 《Journal of Biological Chemistry》 (영어) 56 (3): 745–750. doi:10.1016/S0021-9258(18)85556-9.
113. ↑  Eisenman, Anna J. (1927년 2월). “A GASOMETRIC METHOD FOR THE DETERMINATION OF pH IN BLOOD”. 《Journal of Biological Chemistry》 (영어) 71 (3): 611–628. doi:10.1016/S0021-9258(18)84402-7.
114. ↑  Severinghaus, John W.; Astrup, Paul B. (1985년 7월). “History of blood gas analysis. I. The development of electrochemistry”. 《Journal of Clinical Monitoring》 (영어) 1 (3): 180–192. doi:10.1007/BF02832259. ISSN 0748-1977.
115. ↑  Jørgensen, K.; Astrup, P. (1957년 1월). “Standard Bicarbonate, its Clinical Significance, and a new Method for its Determination”. 《Scandinavian Journal of Clinical and Laboratory Investigation》 (영어) 9 (2): 122–132. doi:10.3109/00365515709101210. ISSN 0036-5513.
116. 1 2  West, John B. (2005년 8월). “The physiological challenges of the 1952 Copenhagen poliomyelitis epidemic and a renaissance in clinical respiratory physiology”. 《Journal of Applied Physiology》 (영어) 99 (2): 424–432. doi:10.1152/japplphysiol.00184.2005. ISSN 8750-7587. PMC 1351016. PMID 16020437.
117. 1 2  Ball, Christine M; Featherstone, Peter J (2022년 7월). “Measurement of blood gases”. 《Anaesthesia and Intensive Care》 (영어) 50 (4): 270–272. doi:10.1177/0310057X221094741. ISSN 0310-057X.
118. 1 2 3 4  Corey, 2009, pp. 267-272.
119. 1 2 3  Kofstad, J (2012년 10월). “100 years of blood gas and acid base analysis in clinical medicine”. 《Acute Care Testing》. 2025년 2월 10일에 확인함.
120. ↑  Langer, Thomas; Brusatori, Serena; Gattinoni, Luciano (2022년 8월). “Understanding base excess (BE): merits and pitfalls”. 《Intensive Care Medicine》 (영어) 48 (8): 1080–1083. doi:10.1007/s00134-022-06748-4. ISSN 0342-4642.
121. ↑  Schwartz, William B.; Relman, Arnold S. (1963년 6월 20일). “A Critique of the Parameters Used in the Evaluation of Acid-Base Disorders: Whole-Blood Buffer Base and Standard Bicarbonate Compared with Blood pH and Plasma Bicarbonate Concentration”. 《New England Journal of Medicine》 (영어) 268 (25): 1382–1388. doi:10.1056/NEJM196306202682503. ISSN 0028-4793.
122. ↑  Bunker, J. P. (1965). “THE GREAT TRANS-ATLANTIC ACID-BASE DEBATE”. 《Anesthesiology》 26: 591–594. ISSN 0003-3022. PMID 14338914.
123. ↑  Severinghaus, J. W. (1976년 11월). “Acid-base balance nomogram--a Boston-Copenhagen detente.”. 《Anesthesiology》 45 (5): 539-41. doi:10.1097/00000542-197611000-00013. PMID 973708. 2025년 2월 10일에 확인함.
124. ↑  Kofstad, J. (2003년 7월). “All about base excess – to BE or not to BE”. 《Acute Care Testing》. 2025년 2월 10일에 확인함.
125. ↑  Todorović, Jasna; Nešovic-Ostojić, Jelena; Milovanović, Aleksander; Brkić, Predrag; Ille, Mihailo; Čemerikić, Dušan (2015년 2월). “The assessment of acid-base analysis: comparison of the "traditional" and the "modern" approaches.”. 《Medicinski glasnik : official publication of the Medical Association of Zenica-Doboj Canton, Bosnia and Herzegovina》 12 (1): 7-18. PMID 25669331.
126. ↑  Stewart, 2009, pp. 134-135.
127. ↑  Fencl, Vladimir; Leith, David E. (1993년 1월). “Stewart's quantitative acid-base chemistry: Applications in biology and medicine”. 《Respiration Physiology》 (영어) 91 (1): 1–16. doi:10.1016/0034-5687(93)90085-O.
128. ↑  Ghosh, Supradip (2024). 〈Acid Base Homeostasis: Stewart Approach at the Bedside〉.   Malbrain, Manu L.N.G.; Wong, Adrian; Nasa, Prashant; Ghosh, Supradip. 《Rational Use of Intravenous Fluids in Critically Ill Patients》 (영어). Cham, Switzerland: Springer International Publishing. 153–165쪽. doi:10.1007/978-3-031-42205-8_7. ISBN 978-3-031-42204-1.
129. ↑  Zanella, Alberto; Caironi, Pietro; Castagna, Luigi; Rezoagli, Emanuele; Salerno, Domenico; Scotti, Eleonora; Scaravilli, Vittorio; Deab, Salua A.; Langer, Thomas (2020년 4월 1일). “Extracorporeal Chloride Removal by Electrodialysis. A Novel Approach to Correct Acidemia”. 《American Journal of Respiratory and Critical Care Medicine》 (영어) 201 (7): 799–813. doi:10.1164/rccm.201903-0538OC. ISSN 1073-449X.
130. ↑  Cove, Matthew; Kellum, John A. (2020년 4월 1일). “The End of the Bicarbonate Era? A Therapeutic Application of the Stewart Approach”. 《American Journal of Respiratory and Critical Care Medicine》 (영어) 201 (7): 757–758. doi:10.1164/rccm.201910-2003ED. ISSN 1073-449X. PMC 7124708. PMID 31658424.
131. 1 2 3  Boron, 2017, pp. 644-646.
132. 1 2  Magder, 2009, pp. 247-249.
133. 1 2  Shartau, Ryan B.; Baker, Daniel W.; Crossley, Dane A.; Brauner, Colin J. (2016년 10월 1일). “Preferential intracellular pH regulation: hypotheses and perspectives”. 《Journal of Experimental Biology》 219 (15): 2235-2244. doi:10.1242/jeb.126631.
134. ↑  Putnam, 2001, p. 359.
135. ↑  Putnam, 2001, p. 362.
136. ↑  Magder, 2009, pp. 257-262.
137. 1 2 3 4 5 6 7  Yartsev, Alex (2023년 12월 18일). “Alpha-stat and pH-stat models of blood gas interpretation”. 《Deranged Physiology》. 2024년 9월 24일에 확인함.
138. 1 2 3  Delaney, Kathleen A; Howland, Mary Ann; Vassallo, Susi; Goldfrank, Lewis R (1989년 1월). “Assessment of acid-base disturbances in hypothermia and their physiologic consequences”. 《Annals of Emergency Medicine》 (영어) 18 (1): 72–82. doi:10.1016/S0196-0644(89)80319-1.
139. 1 2 3 4 5 6 7 8  Wang, Tobias; Jackson, Donald C. (2016년 4월 15일). “How and why pH changes with body temperature: the α-stat hypothesis”. 《Journal of Experimental Biology》 (영어) 219 (8): 1090–1092. doi:10.1242/jeb.139220. ISSN 1477-9145.
140. 1 2  Rosenthal, T. B. (1948년 3월). “THE EFFECT OF TEMPERATURE ON THE pH OF BLOOD AND PLASMA IN VITRO”. 《Journal of Biological Chemistry》 (영어) 173 (1): 25-30. doi:10.1016/S0021-9258(18)35552-2.
141. 1 2 3 4 5 6 7 8  Brandis, Kerry (2015년 10월 31일). “Alphastat Hypothesis”. 《Acid-Base Physiology》. 2024년 9월 24일에 확인함.
142. 1 2 3  Austin, J. Harold; Sunderman, F. William; Camack, J. G. (1927년 4월). “STUDIES IN SERUM ELECTROLYTES: II. THE ELECTROLYTE COMPOSITION AND THE pH OF SERUM OF A POIKILOTHERMOUS ANIMAL AT DIFFERENT TEMPERATURES”. 《Journal of Biological Chemistry》 (영어) 72 (2): 677–685. doi:10.1016/S0021-9258(18)84340-X.
143. 1 2  Robin, Eugene D. (1962년 7월). “Relationship Between Temperature and Plasma pH and Carbon Dioxide Tension in the Turtle”. 《Nature》 (영어) 195 (4838): 249–251. doi:10.1038/195249a0. ISSN 0028-0836.
144. ↑  Robin, E. D.; Bromberg, P. A.; Cross, C. E. (1969년 6월). “Some aspects of the evolution of vertebrate acid-base regulation.”. 《The Yale Journal of Biology and Medicine》 41 (6): 448–467. ISSN 0044-0086. PMC 2591496. PMID 5803090.
145. ↑  Howell, Bj; Baumgardner, Fw; Bondi, K; Rahn, H (1970년 2월 1일). “Acid-base balance in cold-blooded vertebrates as a function of body temperature”. 《American Journal of Physiology-Legacy Content》 (영어) 218 (2): 600–606. doi:10.1152/ajplegacy.1970.218.2.600. ISSN 0002-9513.
146. 1 2 3  Constable, 2009, pp. 308-310.
147. ↑  Rahn, Hermann (1967년 1월).  de Reuck, A. V. S.; Porter, Ruth, 편집. 《Gas Transport from the External Environment to the Cell》 (영어) 1판. Wiley. 3–29쪽. doi:10.1002/9780470719473.ch2. ISBN 978-0-470-72291-6.
148. 1 2 3 4  Reeves, Robert Blake (1972년 3월). “An imidazole alphastat hypothesis for vertebrate acid-base regulation: Tissue carbon dioxide content and body temperature in bullfrogs”. 《Respiration Physiology》 (영어) 14 (1-2): 219–236. doi:10.1016/0034-5687(72)90030-8.
149. ↑  Constable, 2009, pp. 315-316.
150. ↑  Albery, W. J.; Lloyd, B. B. (1967년 1월).  de Reuck, A. V. S.; Porter, Ruth, 편집. 《Variation of Chemical Potential with Temperature》 (영어) 1판. Wiley. 30–33쪽. doi:10.1002/9780470719473.ch3. ISBN 978-0-470-72291-6.
151. ↑  Riley, Jeffrey B.; Justison, George A. (1984년 9월). “Alpha-Stat and pH-Stat Management Techniques in Artificial Blood Oxygenators”. 《The Journal of ExtraCorporeal Technology》 16 (3): 77-82. doi:10.1051/ject/1984163077.
152. ↑  Nauphal, M.; El-Khatib, M.; Taha, S.; Haroun-Bizri, S.; Alameddine, M.; Baraka, A. (2007년 1월). “Effect of alpha-stat vs. pH-stat strategies on cerebral oximetry during moderate hypothermic cardiopulmonary bypass”. 《European Journal of Anaesthesiology》 24 (1): 15-9. doi:10.1017/S0265021506000998.
153. ↑  Ye, Jian; Li, Zhijun; Yang, Yanmin; Yang, Luojia; Turner, Allan; Jackson, Michael; Deslauriers, Roxanne (2004년 5월). “Use of a pH-stat strategy during retrograde cerebral perfusion improves cerebral perfusion and tissue oxygenation”. 《The Annals of Thoracic Surgery》 77 (5): 1664-70. doi:10.1016/j.athoracsur.2003.10.005.
154. ↑  Jonas, Richard A. (2018년 7월). “Technique of circulatory arrest makes a difference”. 《The Journal of Thoracic and Cardiovascular Surgery》 156 (1): 40-41. doi:10.1016/j.jtcvs.2018.02.035.
155. 1 2  Broderick, Patrick; Damberg, Anneke; Ziganshin, Bulat A.; Elefteriades, John A. (2018년 7월). “Alpha-stat versus pH-stat: We do not pay it much mind”. 《The Journal of Thoracic and Cardiovascular Surgery》 156 (1): 41-42. doi:10.1016/j.jtcvs.2018.03.088.
156. ↑  Duebener, Lennart F.; Hagino, Ikuo; Sakamoto, Takahiko; Mime, Lotfi Ben; Stamm, Christof; Zurakowski, David; Schäfers, Hans-Joachim; Jonas, Richard A. (2002년 9월 24일). “Effects of pH Management During Deep Hypothermic Bypass on Cerebral Microcirculation: Alpha-Stat Versus pH-Stat”. 《Circulation》 106 (12_suppl_1): I-103. doi:10.1161/01.cir.0000032916.33237.a9.
157. ↑  Abdul Aziz, Khairul Anuar; Meduoye, Ayo (2010년 2월 1일). “Is pH-stat or alpha-stat the best technique to follow in patients undergoing deep hypothermic circulatory arrest?”. 《Interactive CardioVascular and Thoracic Surgery》 10 (2): 271-282. doi:10.1510/icvts.2009.214130.
158. ↑  Szakmar, Eniko; Jermendy, Agnes; El-Dib, Mohamed (2019년 6월). “Respiratory management during therapeutic hypothermia for hypoxic-ischemic encephalopathy”. 《Journal of Perinatology》 (영어) 39 (6): 763–773. doi:10.1038/s41372-019-0349-2. ISSN 0743-8346.
159. ↑  Burdick, Summer M.; Hewitt, David A.; Martin, Barbara A.; Schenk, Liam; Rounds, Stewart A. (2020년 7월). “Effects of harmful algal blooms and associated water-quality on endangered Lost River and shortnose suckers”. 《Harmful Algae》 97: 101847. doi:10.1016/j.hal.2020.101847. 2025년 2월 17일에 확인함.
160. ↑  Wallace, Ryan B.; Gobler, Christopher J. (2021년 11월). “The role of algal blooms and community respiration in controlling the temporal and spatial dynamics of hypoxia and acidification in eutrophic estuaries”. 《Marine Pollution Bulletin》 172: 112908. doi:10.1016/j.marpolbul.2021.112908. 2025년 2월 17일에 확인함.
161. ↑  강영희 (편집.). “환수”. 《네이버 지식백과》. 생명과학대사전. 2025년 2월 14일에 확인함.
162. 1 2  Tresguerres, Martin; Clifford, Alexander M.; Harter, Till S.; Roa, Jinae N.; Thies, Angus B.; Yee, Daniel P.; Brauner, Colin J. (2020년 7월). “Evolutionary links between intra‐ and extracellular acid–base regulation in fish and other aquatic animals”. 《Journal of Experimental Zoology Part A: Ecological and Integrative Physiology》 333 (6): 449-465. doi:10.1002/jez.2367. 2025년 2월 14일에 확인함.
163. ↑  Constable, 2009, pp. 316-318.
164. 1 2 3 4  Zimmer, Alex M.; Perry, Steve F. (2022년 7월). “Physiology and aquaculture: A review of ion and acid‐base regulation by the gills of fishes”. 《Fish and Fisheries》 23 (4): 874-898. doi:10.1111/faf.12659. 2025년 2월 18일에 확인함.
165. 1 2 3  Tresguerres, Martin; Kwan, Garfield T.; Weinrauch, Alyssa (2023년 7월 15일). “Evolving views of ionic, osmotic and acid–base regulation in aquatic animals”. 《Journal of Experimental Biology》 226 (14): jeb245747. doi:10.1242/jeb.245747. 2025년 2월 18일에 확인함.
166. ↑  Lee, Carol Eunmi; Charmantier, Guy; Lorin-Nebel, Catherine (2022년 10월 18일). “Mechanisms of Na+ uptake from freshwater habitats in animals”. 《Frontiers in Physiology》 13: 1006113. doi:10.3389/fphys.2022.1006113. 2025년 2월 18일에 확인함.
167. ↑  Evans, David H. (2008년 8월). “Teleost fish osmoregulation: what have we learned since August Krogh, Homer Smith, and Ancel Keys”. 《American Journal of Physiology-Regulatory, Integrative and Comparative Physiology》 295 (2): R704-13. doi:10.1152/ajpregu.90337.2008. 2025년 2월 18일에 확인함.
168. 1 2  Zhou, Jin-Yan; Hao, Dong-Li; Yang, Guang-Zhe (2021년 11월 30일). “Regulation of Cytosolic pH: The Contributions of Plant Plasma Membrane H+-ATPases and Multiple Transporters”. 《International Journal of Molecular Sciences》 (영어) 22 (23): 12998. doi:10.3390/ijms222312998. ISSN 1422-0067. PMC 8657649. PMID 34884802.
169. 1 2 3 4 5 6  Felle, Hubert H. (2005년 7월 15일). “pH Regulation in Anoxic Plants”. 《Annals of Botany》 96 (4): 519–532. doi:10.1093/aob/mci207. ISSN 1095-8290. PMC 4247022. PMID 16024558.
170. ↑  Davies, D. D. (1986년 8월). “The fine control of cytosolic pH”. 《Physiologia Plantarum》 (영어) 67 (4): 702–706. doi:10.1111/j.1399-3054.1986.tb05081.x. ISSN 0031-9317.
171. ↑  Gerendás, Jóska; Schurr, Ulrich (1999). “Physicochemical aspects of ion relations and pH regulation in plants—a quantitative approach”. 《Journal of Experimental Botany》 50 (336): 1101-1114. doi:10.1093/jxb/50.336.1101.
172. 1 2 3 4  Hinsinger, Philippe; Plassard, Claude; Tang, Caixian; Jaillard, Benoît (2003년 1월). “Origins of root-mediated pH changes in the rhizosphere and their responses to environmental constraints: A review”. 《Plant and Soil》 248: 43-59. doi:10.1023/A:1022371130939.
173. 1 2  Feng, Huimin; Fan, Xiaorong; Miller, Anthony J.; Xu, Guohua (2020년 6월 25일). “Plant nitrogen uptake and assimilation: regulation of cellular pH homeostasis”. 《Journal of Experimental Botany》 71 (15): 4380-4392. doi:10.1093/jxb/eraa150.
174. 1 2  Felle, H. H. (2001년 11월). “pH: Signal and Messenger in Plant Cells”. 《Plant Biology》 (영어) 3 (6): 577–591. doi:10.1055/s-2001-19372. ISSN 1435-8603.
175. 1 2 3  Xu, Fan; Yu, Feng (2023년 12월). “Sensing and regulation of plant extracellular pH”. 《Trends in Plant Science》 28 (12): 1422–1437. doi:10.1016/j.tplants.2023.06.015. ISSN 1360-1385.
176. ↑  Schreiber, Henry (2017년 2월 6일). “Curious Chemistry Guides Hydrangea Colors”. 《American Scientist》 (영어). 2024년 9월 17일에 확인함.
177. ↑  Gámez-Arjona, Francisco M.; Sánchez-Rodríguez, Clara; Montesinos, Juan Carlos (2022년 8월 23일). “The root apoplastic pH as an integrator of plant signaling”. 《Frontiers in Plant Science》 (영어) 13. doi:10.3389/fpls.2022.931979. ISSN 1664-462X.
178. ↑  Martinière, Alexandre; Gibrat, Rémy; Sentenac, Hervé; Dumont, Xavier; Gaillard, Isabelle; Paris, Nadine (2018년 6월 19일). “Uncovering pH at both sides of the root plasma membrane interface using noninvasive imaging”. 《Proceedings of the National Academy of Sciences》 (영어) 115 (25): 6488–6493. doi:10.1073/pnas.1721769115. ISSN 0027-8424. PMC 6016826. PMID 29866831.
179. ↑  Rayle, D L; Cleland, R E (1992년 8월 1일). “The Acid Growth Theory of auxin-induced cell elongation is alive and well.”. 《Plant Physiology》 (영어) 99 (4): 1271–1274. doi:10.1104/pp.99.4.1271. ISSN 1532-2548. PMC 1080619. PMID 11537886.
180. ↑  Arsuffi, Giulia; Braybrook, Siobhan A (2018년 1월 4일). “Acid growth: an ongoing trip”. 《Journal of Experimental Botany》 (영어) 69 (2): 137–146. doi:10.1093/jxb/erx390. ISSN 0022-0957.
181. ↑  Gilbert, Kadeem J; Renner, Tanya (2021년 8월 1일).  Crous, Kristine, 편집. “Acid or base? How do plants regulate the ecology of their phylloplane?”. 《AoB PLANTS》 (영어) 13 (4). doi:10.1093/aobpla/plab032. ISSN 2041-2851. PMC 8286713. PMID 34285793.
182. 1 2  Rengel, Z (2015). “Availability of Mn, Zn and Fe in the rhizosphere”. 《Journal of soil science and plant nutrition》 (영어) 15 (2): 397-409. doi:10.4067/S0718-95162015005000036. ISSN 0718-9516.
183. ↑  Barrow, N. J.; Hartemink, Alfred E. (2023년 6월). “The effects of pH on nutrient availability depend on both soils and plants”. 《Plant and Soil》 (영어) 487 (1-2): 21–37. doi:10.1007/s11104-023-05960-5. ISSN 0032-079X.
184. ↑  Baker-Austin, Craig; Dopson, Mark (2007년 4월). “Life in acid: pH homeostasis in acidophiles”. 《Trends in Microbiology》 (영어) 15 (4): 165–171. doi:10.1016/j.tim.2007.02.005.
185. ↑  Lund, Peter A.; De Biase, Daniela; Liran, Oded; Scheler, Ott; Mira, Nuno Pereira; Cetecioglu, Zeynep; Fernández, Estefanía Noriega; Bover-Cid, Sara; Hall, Rebecca (2020년 9월 24일). “Understanding How Microorganisms Respond to Acid pH Is Central to Their Control and Successful Exploitation”. 《Frontiers in Microbiology》 11. doi:10.3389/fmicb.2020.556140. ISSN 1664-302X. PMC 7553086. PMID 33117305.

## 참고문헌
- Parascandola, J. L. (1968). 《Lawrence J. Henderson And The Concept Of Organized Systems》 (학위논문). University of Wisconsin.
- Putnam, Robert W. (2001). 〈Intracellular pH Regulation〉. In: Sperelakis, Nicholas. (Ed.) 《Cell physiology sourcebook: a molecular approach》 3판. San Diego: Academic Press. 357-376쪽. ISBN 978-0-12-656976-6.
- Kellum, John A.; Elbers, Paul W. G.; Stewart, Peter A. (Eds.) (2009). 《Stewart's Textbook of Acid-Base》 2판. Amsterdam: AcidBase.org. ISBN 978-1-4092-5470-6.
  - Stewart, Peter A. 〈Goals, Definitions and Basic Principles〉. 2장. 35-44쪽.
  - _________________  〈Strong Ions plus Carbon Dioxide plus Weak Acid (Isolated Blood Plasma and Isolated Intracellular Fluid)〉. 7장. 133-165쪽.
  - _________________  〈Whole-Body Acid-Base Balance〉. 9장. 181-197쪽.
  - Figge, James. 〈Role of Non-Volatile Weak Acids (Albumin, Phosphate and Citrate)〉. 11장. 181-197쪽.
  - Magder, Sheldon. 〈Intracellular [H+]〉. 13장. 247-265쪽.
  - Corey, Howard E. 〈Base Excess〉. 14장. 267-279쪽.
  - Constable, Peter D. 〈Comparative Animal Physiology and Adaptation〉. 17장. 305-320쪽.
  - Calzavacca, P.; Licari, E.; Bellomo, R. 〈Renal Failure〉. 23장. 393-406쪽.
  - Ring, Troels. 〈Renal Tubular Acidosis〉. 24장. 407-421쪽.
  - Kellum, John A. 〈The Liver and the Gut〉. 25장. 423-430쪽.
- Danziger, John; Zeidel, Mark; Parker, Michael J. (2012). 〈Maintaining the Serum pH: Acid-Base Balance〉. In: 《Renal Physiology: A Clinical Approach》 1판. Philadelphia: Wolters Kluwer. 155-178쪽. ISBN 978-0781795241.
- Boron, Walter F.; Boulpaep, Emile L.  (Eds.) (2019).《Medical physiology》 3판. Philadelphia, PA: Elsevier. ISBN 978-1-4557-4377-3.
  - Boron, Walter F. 〈Acid-Base Physiology〉. 28장. 628-646쪽.
  - Giebisch, G.; Windhager, E. E.; Aronson, P. S. 〈Transport of Acids and Bases〉. 39장. 821-835쪽.
- Dubose, Jr., Thomas D. (2018). 〈Acidosis and Alkalosis〉. In: Harrison, Tinsley Randolph; Larry, Jameson, J.; Fauci, Anthony S.; Kasper, Dennis L.; Hauser, Stephen L.; Longo, Dan L.; Loscalzo, Joseph. 《Harrison's Principles of Internal Medicine》 20판. New York: McGraw-Hill Education. 315-324쪽. ISBN 978-1-259-64404-7.
- Hall, John E.; Hall, Michael E.; Guyton, Arthur C. (Eds.) (2021). 《Guyton and Hall Textbook of Medical Physiology》 14판. Philadelphia: Elsevier. ISBN 978-0-323-59712-8.
  - 〈Acid-Base Regulation〉. 31장. 402-420쪽.
  - 〈Regulation of Respiration〉. 42장. 531-540쪽.

## 같이 보기
- 산
- 염기
- 완충용액
- 중탄산염 완충계
- 호흡보상
- 콩팥보상
- 산성혈증
- 알칼리혈증
- 대사성 산증
- 대사성 알칼리증
- 호흡성 산증
- 호흡성 알칼리증